# Histoire de la papauté

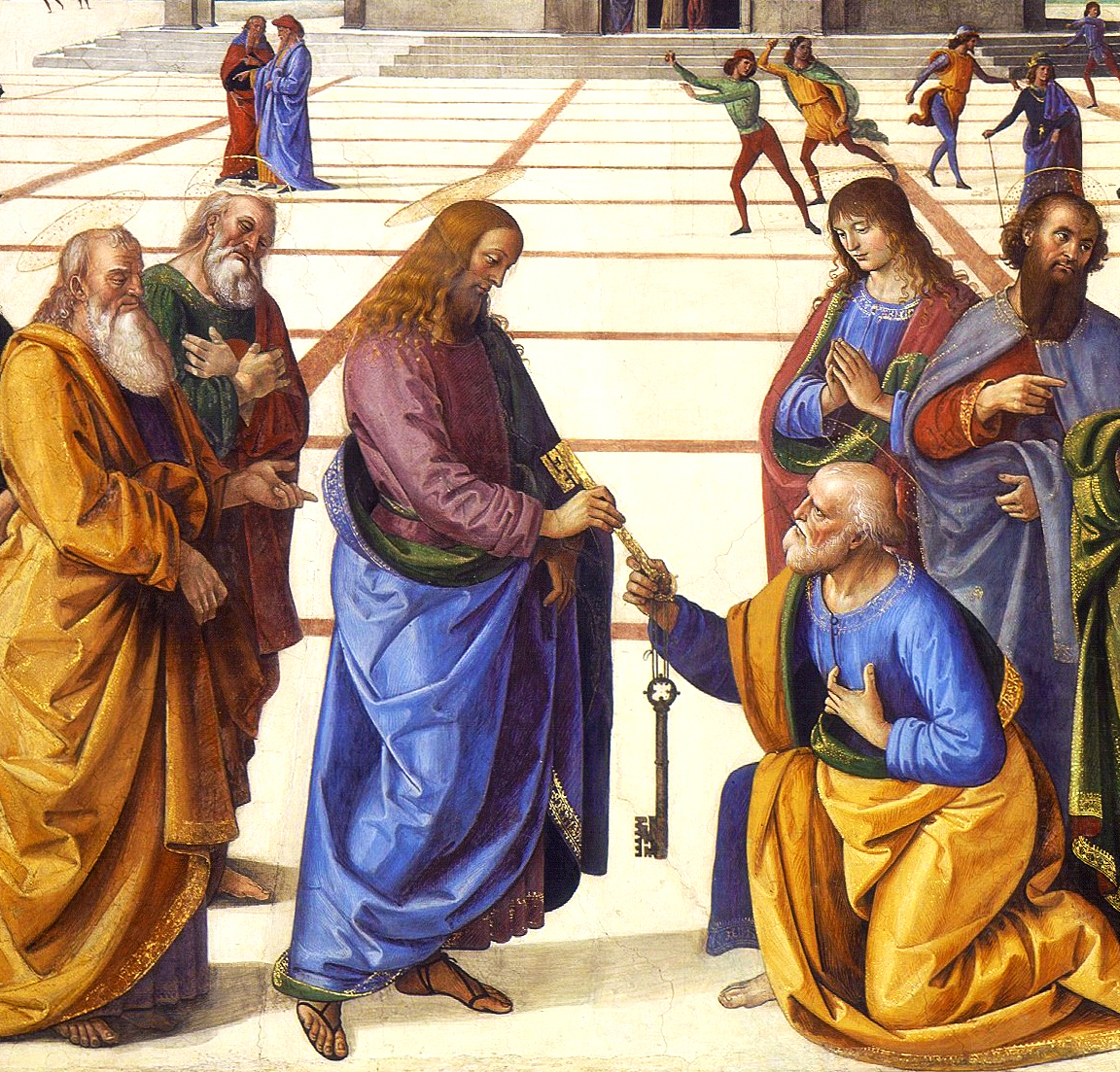
Le Pérugin, Le Christ donnant les clefs à saint Pierre, 1481-1482, chapelle Sixtine, Vatican. Selon la doctrine catholique, les papes sont les successeurs de saint Pierre (agenouillé, à droite).

L'histoire de la papauté, c'est-à-dire de l'institution détenue par le pape en tant que chef de l'Église catholique, selon la doctrine catholique, s'étend de l'époque de Pierre à nos jours. Le premier évêque de Rome, dont il est documenté qu'il est appelé « pape » par ses contemporains, est Damase Ier. Bon nombre d'évêques de Rome des trois premiers siècles de l’ère chrétienne sont des personnages obscurs. La plupart des successeurs de Pierre au cours des trois premiers siècles ont souffert le martyre avec leurs fidèles en période de persécution et ne semblent pas avoir reconnu une quelconque hiérarchie suprême transmissible au sein de l'Église.
À l'époque du christianisme primitif, les évêques de Rome ne jouissent d'aucun pouvoir temporel avant Constantin Ier (empereur romain). Après la chute de l'Empire romain d'Occident, la papauté est influencée, voire contrôlée, par les dirigeants temporels qui contrôlent la péninsule italienne ; ces périodes sont connues sous le nom de papauté ostrogoth, de papauté byzantine et de papauté franque. Au fil du temps, la papauté consolide ses revendications territoriales sur une partie de la péninsule connue sous le nom d'États pontificaux. Par la suite, le rôle qui a été celui des dirigeants environnants, est occupé par de puissantes familles romaines pendant la « Pornocratie pontificale ».
À partir du XIe siècle, les conflits entre la papauté et les souverains et autorités ecclésiastiques de l'Empire byzantin et du Saint-Empire romain germanique aboutissent respectivement au Grand Schisme et à la querelle des Investitures. Au XIIe siècle débute une instabilité politique croissante à Rome qui oblige de plus en plus le pape à résider loin de cette ville dont il est pourtant l'évêque ; il établit sa cour dans diverses cités des États pontificaux comme Viterbe, Orvieto, Pérouse, et enfin Avignon. Le retour des papes à Rome après la période d'Avignon est suivi par le Grand Schisme d'Occident : deux, puis trois papes concurrents dirigent alors l'Église d'Occident. 
La papauté de la Renaissance est connue pour son mécénat artistique et architectural, sa tentative de s'affirmer dans la politique européenne et les défis théologiques à l'autorité papale. Après le début de la réforme protestante, la papauté engage l'Église catholique dans la Contre-Réforme. Les papes de la fin du XVIIIe et du XIXe siècle sont les témoins de la plus grande expropriation de richesses de l’histoire de l’Église pendant la Révolution française et les autres révolutions qui ont suivi dans toute l’Europe. La question romaine, née du Risorgimento, conduit à la disparition de l'État pontifical et à la création de l'état de la Cité du Vatican.

## Empire romain (jusqu'en 476)

### Christianisme primitif et persécutions

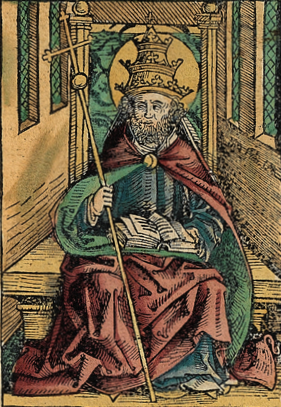
Saint Pierre représenté comme pape dans La Chronique de Nuremberg, 1493.

Les catholiques et les orthodoxes reconnaissent le pape comme le successeur de Pierre,, considéré comme le premier évêque de Rome. Les déclarations officielles de l'Église décrivent la position des papes au sein du collège des évêques comme analogue à celle occupée par Pierre au sein du « collège » des apôtres, c'est-à-dire celui de prince des apôtres, dont il est considéré par certains que le collège des évêques est le successeur,.
Clément de Rome, le premier des pères de l'Église, est identifié au Clément mentionné dans l'épître aux Philippiens 4 : 3. La première épître de Clément est le « premier exemple connu de l'exercice et de la reconnaissance » de l'autorité ecclésiastique de l'évêque de Rome. Écrit du vivant de Jean, Clément y ordonne aux Corinthiens de maintenir l’unité entre eux et de mettre fin au schisme qui divise l’Église de la région. Cette lettre de Clément est si appréciée qu’elle est considérée par certains comme faisant partie du canon du Nouveau Testament, comme encore l’Église orthodoxe éthiopienne. Dionigi, évêque de Corinthe, écrivant au pape Soter (« comme un père à ses enfants ») fait référence à la lettre du pape Clément : « Aujourd’hui, nous avons célébré le saint jour du Seigneur, au cours duquel nous avons lu votre lettre, que nous garderons pour toujours avec nous pour la lire et pour qu’elle nous avertisse, comme celle que nous a transmise Clément… ».
Beaucoup réfutent que Pierre et ceux qui prétendent être ses successeurs immédiats ont eu une autorité suprême universellement reconnue sur toutes les Églises d'origine, arguant plutôt que l'évêque de Rome était et est « le premier parmi ses égaux », comme le déclare le patriarche de l'Église orthodoxe au IIe siècle puis au XXIe siècle. Cependant, la manière dont cette primauté doit s'exprimer dans la pratique reste un point de conflit entre les Églises catholique et orthodoxe, qui ont formé une seule Église pendant au moins les sept premiers conciles œcuméniques, jusqu'à la séparation des Églises d'Orient et d'Occident en 1054.
La plupart des évêques de Rome des trois premiers siècles de l’ère chrétienne sont des personnages obscurs dont on sait peu ou rien. La plupart des successeurs de Pierre au cours de ces siècles ont souffert le martyre avec leurs fidèles lors des périodes de persécution.

#### Liste des papes du christianisme primitif
La tradition catholique dénombre trente et un papes pendant la période de persécutions :
- Pierre, v.34-v.67
- Lin, v.68-v.79
- Anaclet, v.80-V.92
- Clément, v.92-v.99
- Évariste, v.99-v.108
- Alexandre Ier, v.108-v.119
- Sixte Ier, v.119-v.126
- Télesphore, v.127-v.138
- Hygin, v.138-v.142
- Pie Ier, v.142-v.157
- Anicet, v.157-v.168
- Soter, v.18-v.177
- Eleuthère, v.177-v.185
- Victor Ier, v.186-v.197
- Zéphyrin, v. 198-v.218
- Calixte Ier, 218-222
- Urbain Ier, 222-230
- Pontien, 230-235
- Antère, 235-236
- Fabien, 236-250
- Corneille, 251-253
- Lucius Ier, 253-254
- Étienne Ier, 254-257
- Sixte II, 257-258
- Denys, 259-268
- Félix Ier, 269-274
- Eutychien, 275-283
- Caïus, 283-296
- Marcellin, 296-304
- Marcel Ier, 306-309
- Eusèbe, 309

### De Constantin à la chute de l’Occident (311-476)

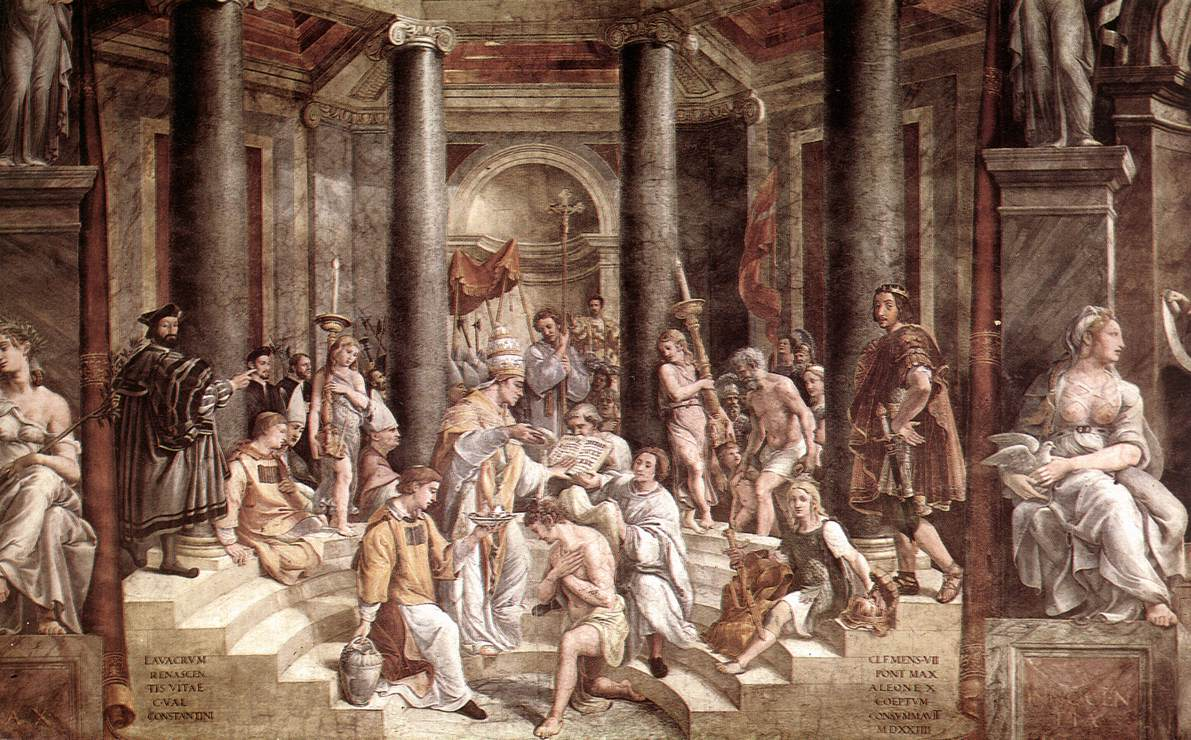
École de Raphaël, Le Baptême de Constantin, 1520-1524, où Sylvestre Ier est représenté au lieu du véritable baptiseur Eusèbe de Nicomédie, un évêque arien.

L'empereur Constantin Ier joue un rôle fondamental dans l'histoire de l'Église et de la papauté. Au fil des siècles, sa figure a pris des contours presque mythiques et de nombreuses légendes et histoires ont circulé à son sujet, dont la plus célèbre est celle de la vision de Constantin lors de la bataille du pont Milvius en 312.
Constantin met non seulement mis fin à la persécution de Dioclétien avec l'édit de Milan de 313 (qui confirme l'édit de Galère de 311), mais, ayant compris l'importance du soutien de l'Église pour la stabilité de son propre pouvoir, il commence à la favoriser et à participer activement aux efforts visant à maintenir son unité. Cette politique de « l'unité de l'Église à tout prix » ne découle pas de la ferveur religieuse particulière de l'empereur ou de ses convictions théologiques personnelles, mais plutôt de la nécessité politique de maintenir l'homogénéité de la base sur laquelle repose son pouvoir impérial. Il convoque le premier concile de Nicée en 325, premier concile œcuménique de l'histoire, pour résoudre le schisme arien.
À cette époque, l'évêque de Rome commence à acquérir un prestige particulier parmi les autres sièges épiscopaux et à être reconnu comme l'héritier de Pierre : avant la période constantinienne, les évêques romains n’ont presque aucune autorité en dehors de la communauté romaine. Damase Ier est le premier évêque de Rome à être officiellement désigné comme « pape » par ses contemporains, bien qu'il ne soit pas le premier à être associé à ce terme : ainsi, dans une inscription du catacombe de Saint-Calixte, le titre de pape est utilisé en référence à Marcellin.

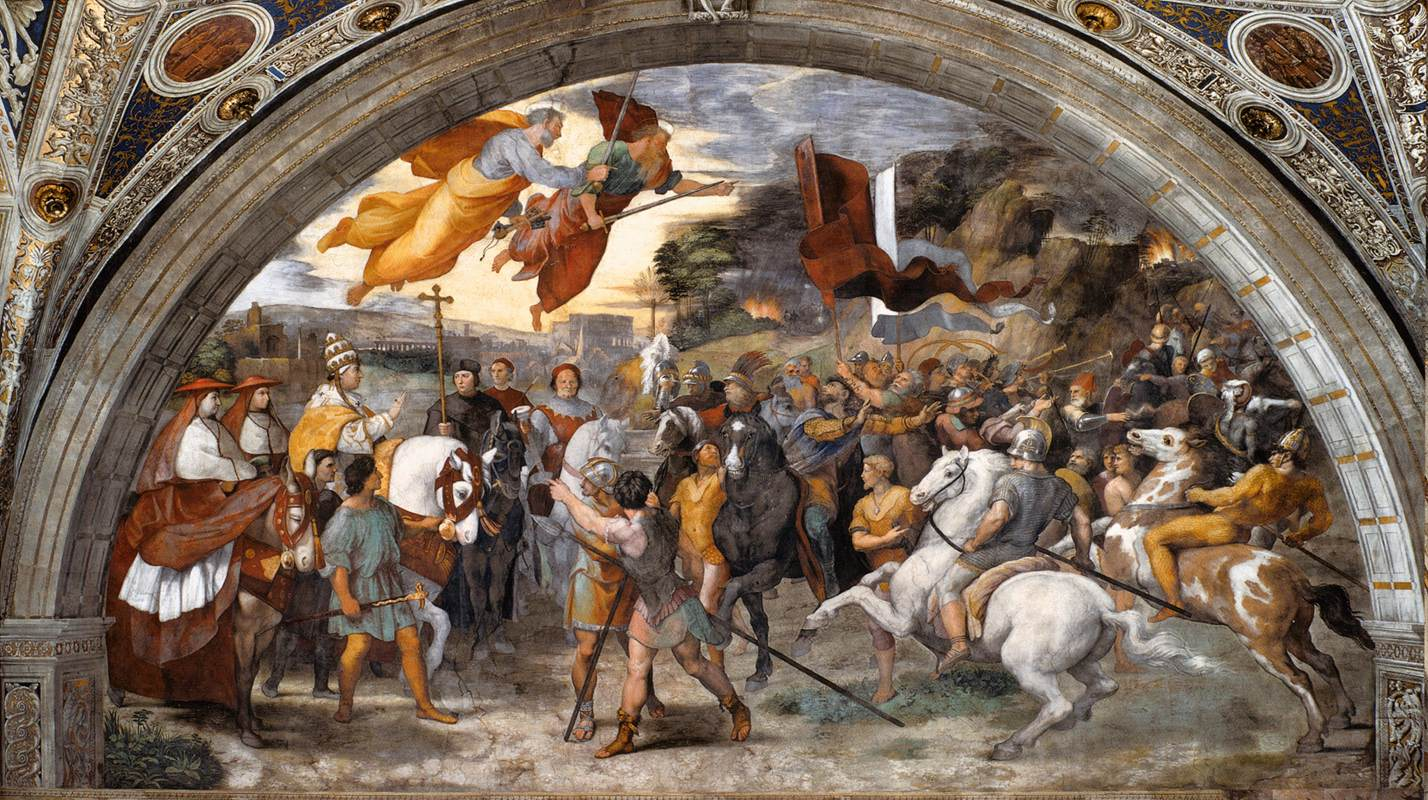
Raphaël, La Rencontre entre Léon Ier le Grand et Attila, 1513-1514, Chambres de Raphaël, palais du Vatican.

La donation de Constantin, un faux du VIIIe siècle créé pour rehausser le prestige et l'autorité des papes, présente le pape comme occupant un rôle central dans le récit du christianisme de la période constantinienne. La légende de la donation raconte que Constantin offre sa couronne à Sylvestre Ier et que celui-ci baptise Constantin. En réalité, Constantin est baptisé sur son lit de mort, en mai 337, par Eusèbe de Nicomédie, un évêque arien.
Bien que la « donation » n'ait jamais eu lieu, Constantin accorde de nombreuses faveurs à la papauté et à l'Église romaine en général : l'évêque de Rome reçoit en cadeau le palais du Latran et l'empereur finance la construction, à l'endroit où se trouvait selon la tradition, la tombe de saint Pierre, l'antique basilique vaticane, également appelée « basilique constantinienne », qui sera démolie à la Renaissance pour faire place à la basilique actuelle.
Avec l'édit de Thessalonique en 380, la papauté et l'Église voient leur autorité et leur influence renforcées sur les territoires de l'Empire. Avec le déplacement de la capitale à Constantinople et, après la subdivision de l'empire à Milan, les papes se retrouvent de plus en plus de facto seigneurs de Rome ; l'idée de la primauté pontificale commence à se développer à cette époque, grâce aux efforts de figures comme Innocent Ier et, surtout, Léon Ier dit le Grand.
Le prestige et le pouvoir acquis par la papauté dans les dernières années de l'Antiquité ont cependant pour effet collatéral d'attirer l'intérêt des puissances laïques qui se succèdent sur le territoire italien et qui tentent, de manière plus ou moins directe, d'influencer la politique des pontifes ou de contrôler leur nomination.

#### Liste des papes de Constantin à la chute de l'Occident
Seize papes règnent durant la période allant de Constantin à la chute de l'Empire :
- Miltiade, 311-314
- Sylvestre Ier, 314-335
- Marc, 336
- Jules Ier, 337-352
- Libère, 352-366
- Damase Ier, 366-384
- Sirice, 384-399
- Anastase Ier, 399-401
- Innocent Ier, 401-417
- Zocime, 417-418
- Boniface Ier, 418-422
- Célestin Ier, 422-432
- Sixte III, 432-440
- Léon Ier le Grand, 440-461
- Hilaire, 461-468
- Simplice, 468-483

## Moyen Âge (476-1417)

### Règne d'Odoacre (476-493)
La papauté ne subit aucune répercussion majeure à la suite de la chute de l'Empire d'Occident. Le nouveau seigneur d'Italie, Odoacre, bien que de foi arienne, ne s'immisce en aucune façon dans les affaires théologiques et les affaires des papes. Au contraire, Ferdinand Gregorovius soutient qu'« après s'être libérée de l'empereur d'Occident, la papauté a commencé son ascension et l'Église de Rome s'est développée puissamment sur les ruines, remplaçant l'empire ».
La seule question théologique majeure abordée par les papes de cette période est l'opposition au monophysisme, qui aboutit au schisme d'Acace de Constantinople, le premier d'une longue série de conflits entre les Églises orientales et occidentales qui marqueront la papauté au cours des siècles suivants.

#### Liste des papes sous le règne d'Odoacre
Trois papes règnent pendant celui d'Odoacre :
- Simplice, 468-483
- Félix III, 483-492
- Gélase Ier, 492-496

### Conquête de Théodoric: la papauté Ostrogoth (493-537)

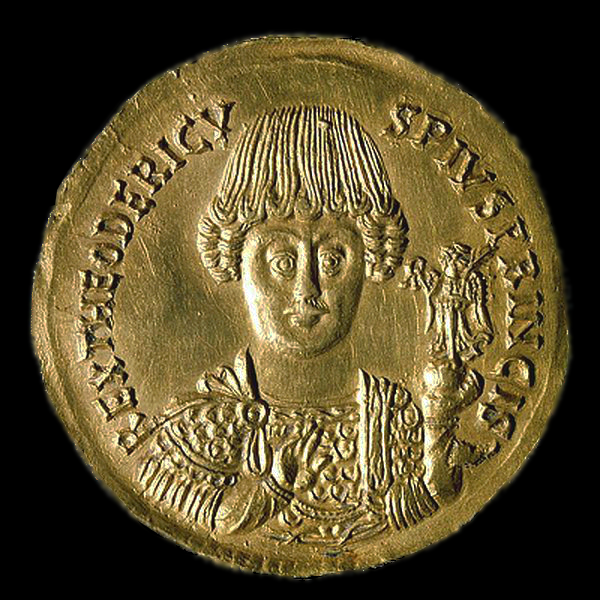
Pièce représentant Flavius Theodoricus (Théodoric le Grand), vassal romain et roi des Ostrogoths entre 493 et 526, palais Massimo des Thermes.

La papauté ostrogoth est la période de l'histoire de la papauté qui s'étend de 493 à 537, au cours de laquelle l'élection des papes est fortement influencée, voire contrainte, par les dirigeants du royaume ostrogoth tels que Théodoric le Grand et ses successeurs Athalaric et Théodat.
Le rôle des Ostrogoths devient clair lors du premier schisme, lorsque, le 22 novembre 498, deux hommes sont élus pape. Le triomphe ultérieur du pape Symmaque sur son adversaire Laurent est le premier exemple documenté de simonie dans l'histoire de la papauté. Symmaque institue la pratique selon laquelle les papes désignent leurs propres successeurs, qui dure jusqu'à ce qu'un choix impopulaire en 530, provoque un schisme dans le peuple romain ; la discorde continue jusqu'à la sélection en 532 de Jean II, le premier pape à assumer un nom de règne à la suite de son élection.
Théodoric est tolérant envers l'Église catholique et ne s'immisce pas dans les affaires dogmatiques. Il reste le plus neutre possible envers le pape, bien qu'il exerce une influence prépondérante sur les affaires de la papauté. L'influence ostrogoth prend fin avec la reconquête de Rome par Justinien Ier, qui dépose le pape pro-goths Silvère et le remplace par un pape de son choix, Vigile, avec qui débute la période connue sous le nom de papauté byzantine.

#### Liste des papes de la papauté ostrogoth
Dix papes règnent sous la papauté ostrogoth :
- Gélase Ier, 492-496
- Anastase II, 496-498
- Symmaque, 498-514
- Hormisdas, 514-523
- Jean Ier, 523-526
- Félix IV, 526-530
- Boniface II, 530-532
- Jean II, 533-535
- Agapet Ier, 535-536
- Silvère, 536-537

### Reconquête de Justinien: la papauté byzantine (537-752)

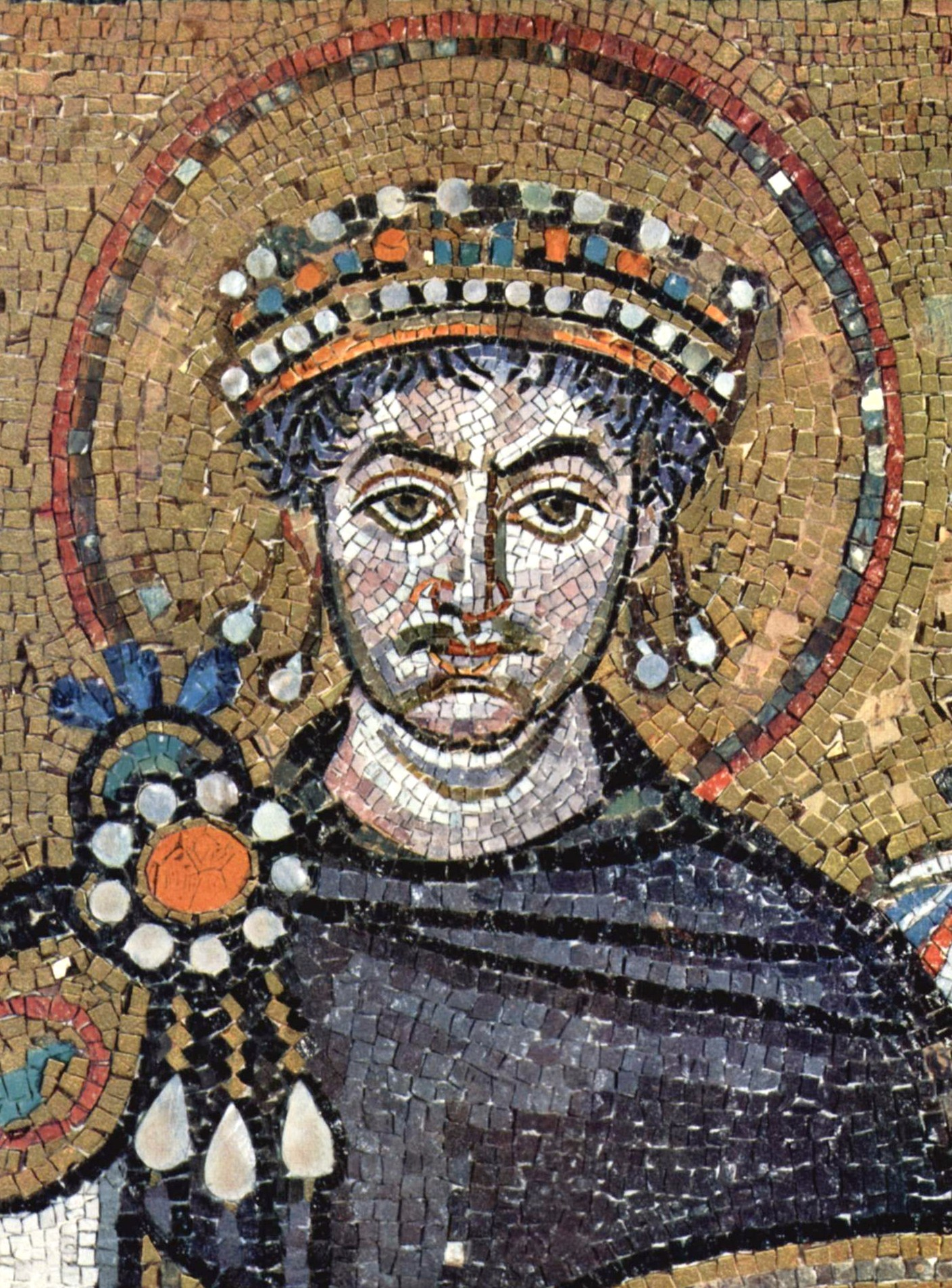
Détail de L’empereur Justinien Ier et sa suite, avant 547, mosaïque byzantine, Basilique Saint-Vital de Ravenne.

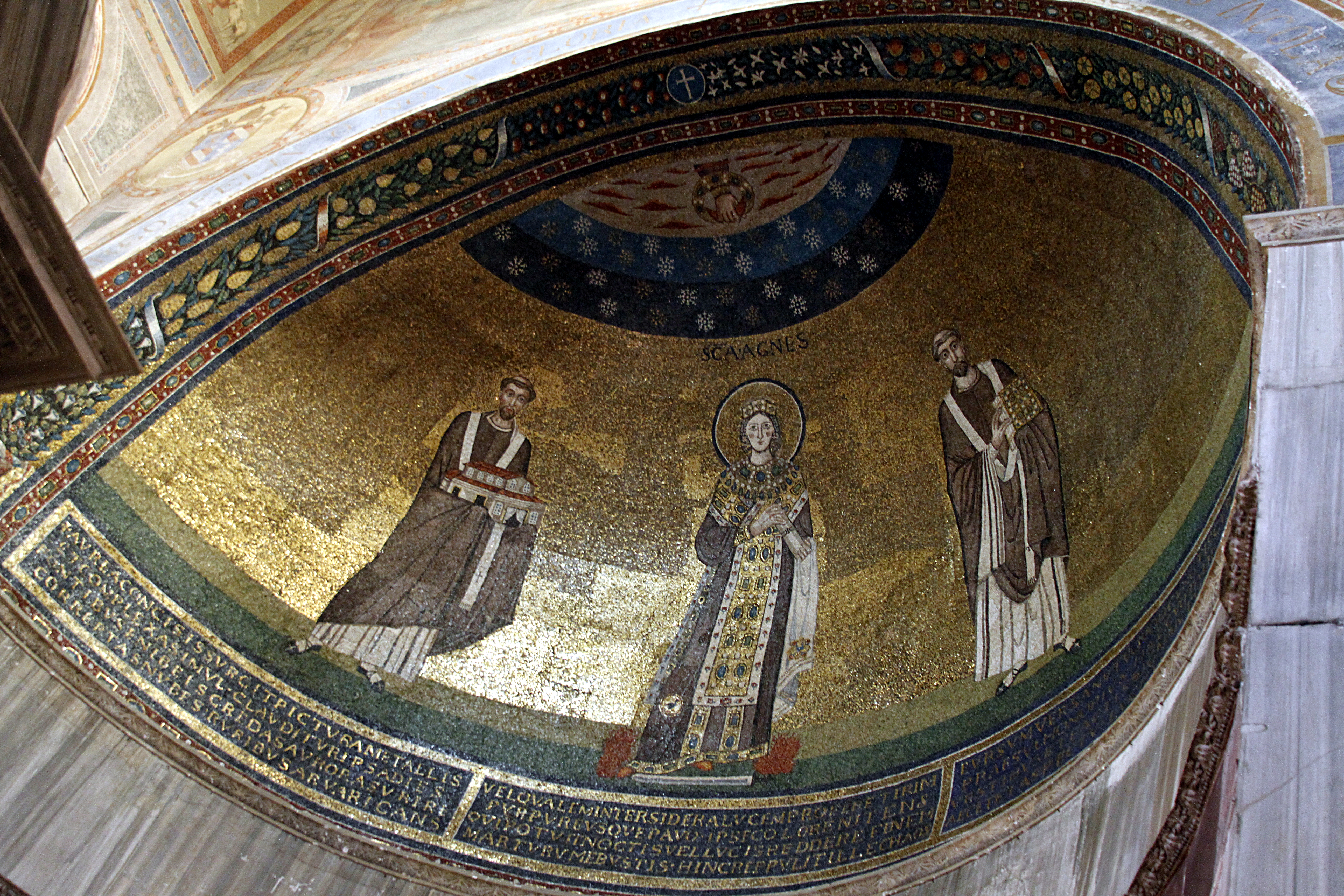
Mosaïque de l'abside de la basilique Sant'Agnese fuori le Mura, l'un des exemples les mieux conservés de la production artistique de la période byzantine à Rome.

La papauté byzantine est la période de domination de l'Empire byzantin sur la papauté romaine, qui dure de 537 à 752, au cours de laquelle l'approbation de l'empereur byzantin est exigée pour la consécration épiscopale. De nombreux papes sont alors choisis parmi les apocrisiaires (intermédiaires entre le pape et l'empereur) ou parmi les habitants de la Grèce, de la Syrie ou de la Sicile, alors sous contrôle byzantin. Justinien Ier conquiert la péninsule italienne au cours de la guerre des Goths (535-553) et nomme les trois papes suivants, une pratique poursuivie plus tard par ses successeurs, puis déléguée à l'exarchat de Ravenne.
À l'exception de Martin Ier, aucun pape durant cette période ne remet jamais en question l'autorité du monarque byzantin pour confirmer l'élection de l'évêque de Rome avant que sa consécration ; cela n'empêche cependant pas l'émergence de fréquents conflits théologiques entre le pape et l'empereur dans des domaines tels que le monothélisme et l'iconoclasme. Durant cette période, des hommes de langue grecque remplacent les membres de puissantes familles romaines sur le trône papal. Rome, sous les papes grecs, est un « creuset » de traditions chrétiennes orientales et occidentales, avec des répercussions à la fois artistiques et liturgiques.
Grégoire Ier est une figure fondamentale, à la fois pour son affirmation avec force du principe de la primauté pontificale, pour la forte impulsion qu'il donne à l'activité missionnaire en Europe du Nord, notamment en Angleterre, et pour avoir posé les bases du pouvoir temporel de la papauté sur le territoire du duché de Rome. Le duché est l'un des districts de l'exarchat de Ravenne, correspondant à peu près à l'actuel Latium, gouverné par un fonctionnaire impérial portant le titre de dux ; après l'invasion des Lombards, il se trouve presque complètement isolé du reste du territoire impérial (à l'exception de l'étroit couloir byzantin) et, par conséquent, de l'appareil administratif byzantin, dont le siège est à Ravenne. En conséquence, les pontifes, à partir de Grégoire Ier, se chargent des aspects administratifs et civils du duché, ainsi que de l'organisation de la défense de Rome contre les Lombards.
Avec la conquête de Ravenne par Aistolf en 751, qui consacre la chute définitive de l'exarchat, Rome se retrouve seule face à l'avancée lombarde ; le pape Zacharie, dernier pape de la période byzantine, et ses successeurs immédiats se tournent vers les royaumes francs au-delà des Alpes pour obtenir de l'aide, s'éloignant définitivement de l'orbite de Constantinople ; la période d'influence franque sur la papauté commence alors.

#### Liste des papes de la papauté byzantine
Trente-trois papes règnent pendant la papauté byzantine :
- Vigile, 537-555
- Pélage Ier, 556-561
- Jean III, 561-574
- Benoît Ier, 575-579
- Pélage II, 579-590
- Grégoire Ier le Grand, 590-604
- Sabinien, 604-606
- Boniface III, 607
- Boniface IV, 608-615
- Adéodat Ier, 615-618
- Boniface V, 619-625
- Honorius Ier, 625-638
- Séverin, 640
- Jean IV, 640-642
- Théodore Ier, 642-649
- Martin Ier, 649-653
- Eugène Ier, 654-657
- Vitalien, 657-672
- Adéodat II, 672-676
- Donus, 676-678
- Agathon, 678-681
- Léon II, 682-683
- Benoît II, 684-685
- Jean V, 685-686
- Conon, 686-687
- Serge Ier, 687-701
- Jean VI, 701-705
- Jean VII, 705-707
- Sisinnius, 708
- Constantin, 708-715
- Grégoire II, 715-731
- Grégoire III, 731-741
- Zacharie, 741-752

### Papauté franque (752-867) sous influence carolingienne

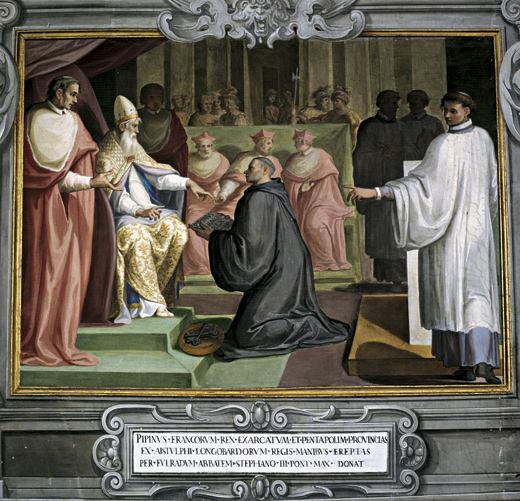
La donation de Pépin le Bref au pape Étienne II (ou traité de Quierzy), en 754, créant les États pontificaux. Représentation tardive.

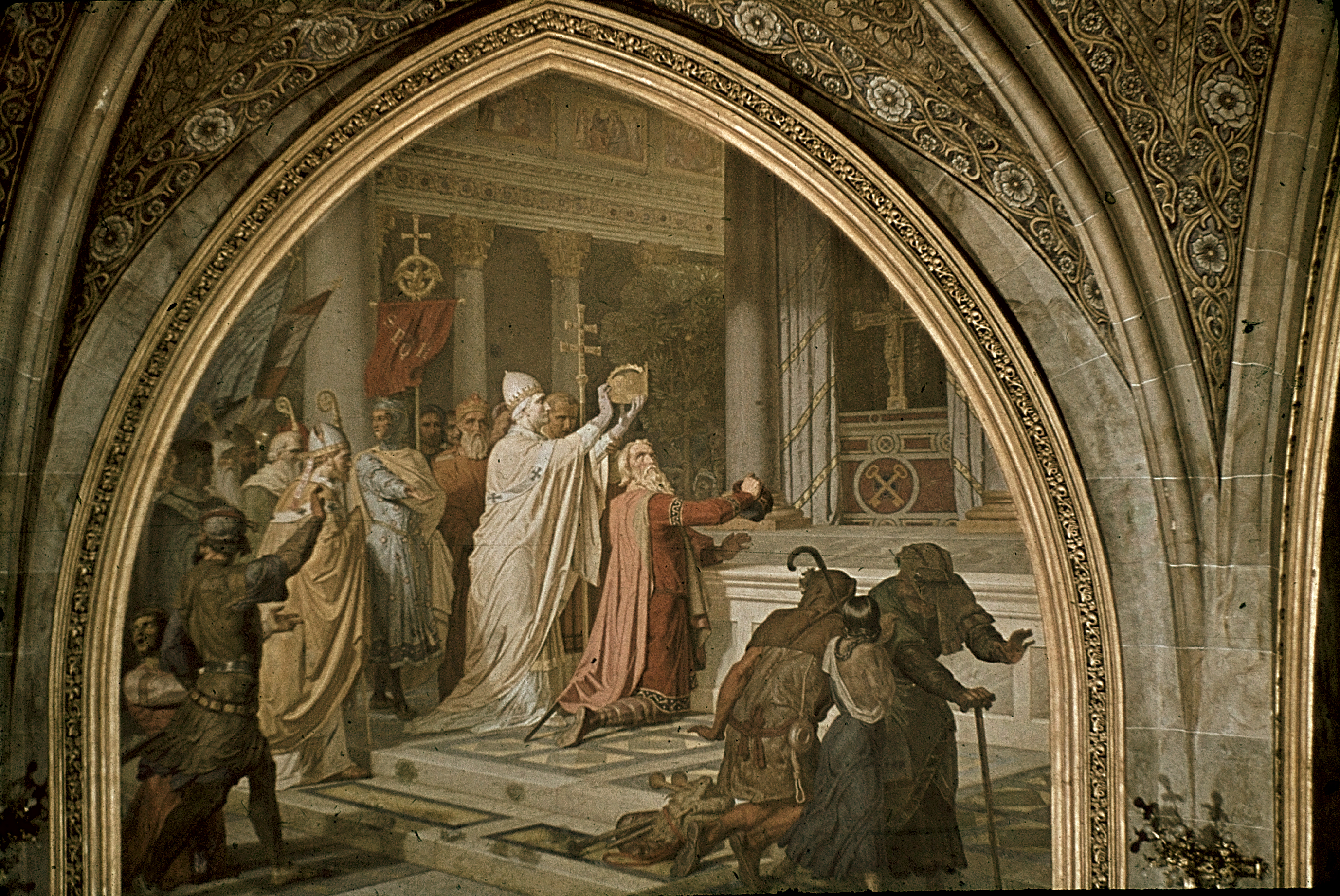
Josef Kehren, Le Pape Léon III couronne Charlemagne, 1860.

Après avoir pris Ravenne, Aistolf se dirige vers Rome. En réponse à cette menace, Étienne II entreprend un voyage sans précédent au nord des Alpes pour rendre visite au roi franc Pépin le Bref afin de solliciter son aide contre les envahisseurs lombards. Pépin accepte d'aider le pape ; le pape l'oint en la basilique Saint-Denis, près de Paris, ainsi que ses deux jeunes fils, Charles et Carloman. Pépin envahit l'Italie du Nord en 754, puis de nouveau en 756, réussissant à expulser les Lombards du territoire de Ravenne, qu'il ne restitue pas à son propriétaire légitime, l'empereur byzantin, mais l'offre en cadeau, avec de vastes régions de l'Italie centrale, au pape et à ses successeurs.
Les terres données à Étienne II en 756, lors de la soi-disant donation de Pépin, font de la papauté un pouvoir temporel, mais en même temps incitent les pouvoirs laïques à interférer avec la succession papale. Ce territoire deviendra la base des futurs États pontificaux, sur lesquels les papes régneront jusqu'à son incorporation au royaume d'Italie (1861-1946) en 1870. Au cours des onze siècles suivants, l’histoire de Rome coïncidera presque toujours avec l’histoire de la papauté.
Après avoir été physiquement agressé par ses ennemis dans les rues de Rome, Léon III entreprend à nouveau en 799, un voyage à travers les Alpes pour rendre visite Charlemagne à Paderborn.
Charlemagne se rend à Rome en 800 pour apporter son soutien au pape. Lors d'une cérémonie à la basilique Saint-Pierre le jour de Noël, Léon est simplement censé oindre le fils de Charlemagne comme son héritier. Mais de manière inattendue, le pape lui dépose subitement la couronne sur la tête alors qu'il est en train de prier, et ensuite seulement le fait acclamer et se prosterne devant lui. Une manière de signifier que c'est lui, le pape, qui fait l'empereur — ce qui anticipe sur les longues querelles des siècles ultérieurs entre l'Église et l'Empire. Selon Éginhard, le biographe de Charlemagne (Vita Karoli Magni), l'empereur serait sorti furieux de la cérémonie.
Le successeur de Charlemagne, Louis le Pieux, intervient dans l'élection papale en soutenant la revendication d'Eugène II : les papes doivent désormais prêter allégeance à l'empereur franc. Les sujets du pape sont obligés de prêter allégeance à l'empereur franc, et la consécration de celui-ci ne peut avoir lieu qu'en présence des représentants de l'empereur. La consécration de Grégoire IV, choisi par les nobles romains, est retardée de six mois pour obtenir l'assentiment de Louis le Pieux. Serge II, aussi choisi par la noblesse romaine, est consacré sans en avertir l'empereur Lothaire Ier ; ce dernier envoie son fils Louis à Rome avec une armée, et seulement lorsque « Serge réussit à apaiser Louis, le couronnant roi d'Italie », Lothaire Ier apporte son soutien à Serge II.
Avec la fragmentation progressive de la domination franque et les guerres de suprématie qui en résultent entre les héritiers de Charlemagne, la figure de l'empereur devient progressivement moins influente ; l'empereur est moins en mesure d'imposer sa volonté aux papes et aux territoires pontificaux, laissant la papauté à la merci des différentes familles qui se disputent désormais le contrôle de Rome et de l'Italie centrale.

#### Liste des papes de la papauté franque
Quatorze papes règnent sous la papauté franque :
- Étienne II, 752-757
- Paul Ier, 757-767
- Étienne III,768-772
- Adrien Ier, 772-795
- Léon III, 795-816
- Étienne IV, 816-817
- Pascal Ier, 817-824
- Eugène II, 824-827
- Valentin, 827
- Grégoire IV,827-844
- Serge II, 844-847
- Léon IV847-855
- Benoît III, 855-885
- Nicolas Ier, 858-867

### «Pornocratie pontificale» et ingérence des barons romains (867-1048)

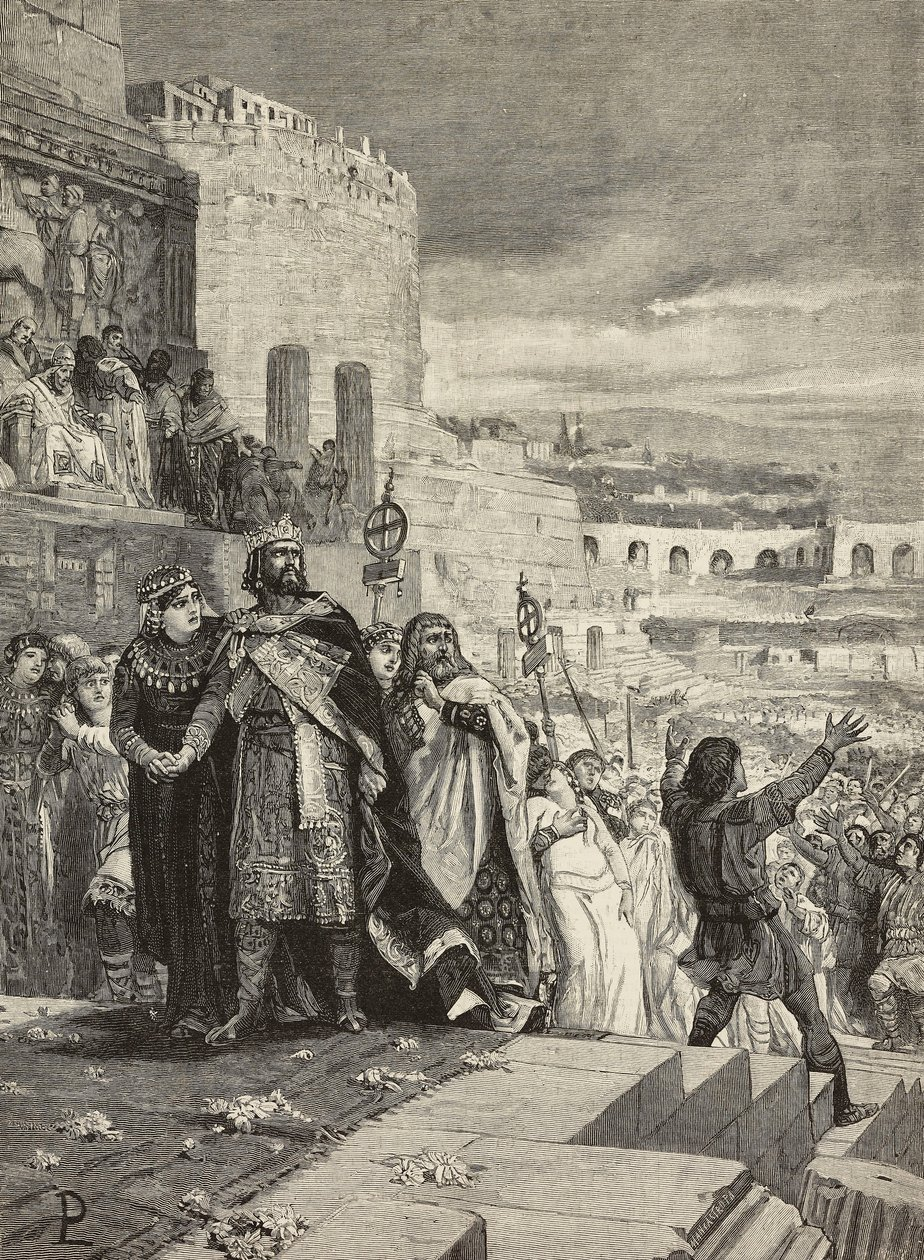
Marozie Ire avec Hugues de Provence, son deuxième mari, XIXe siècle.

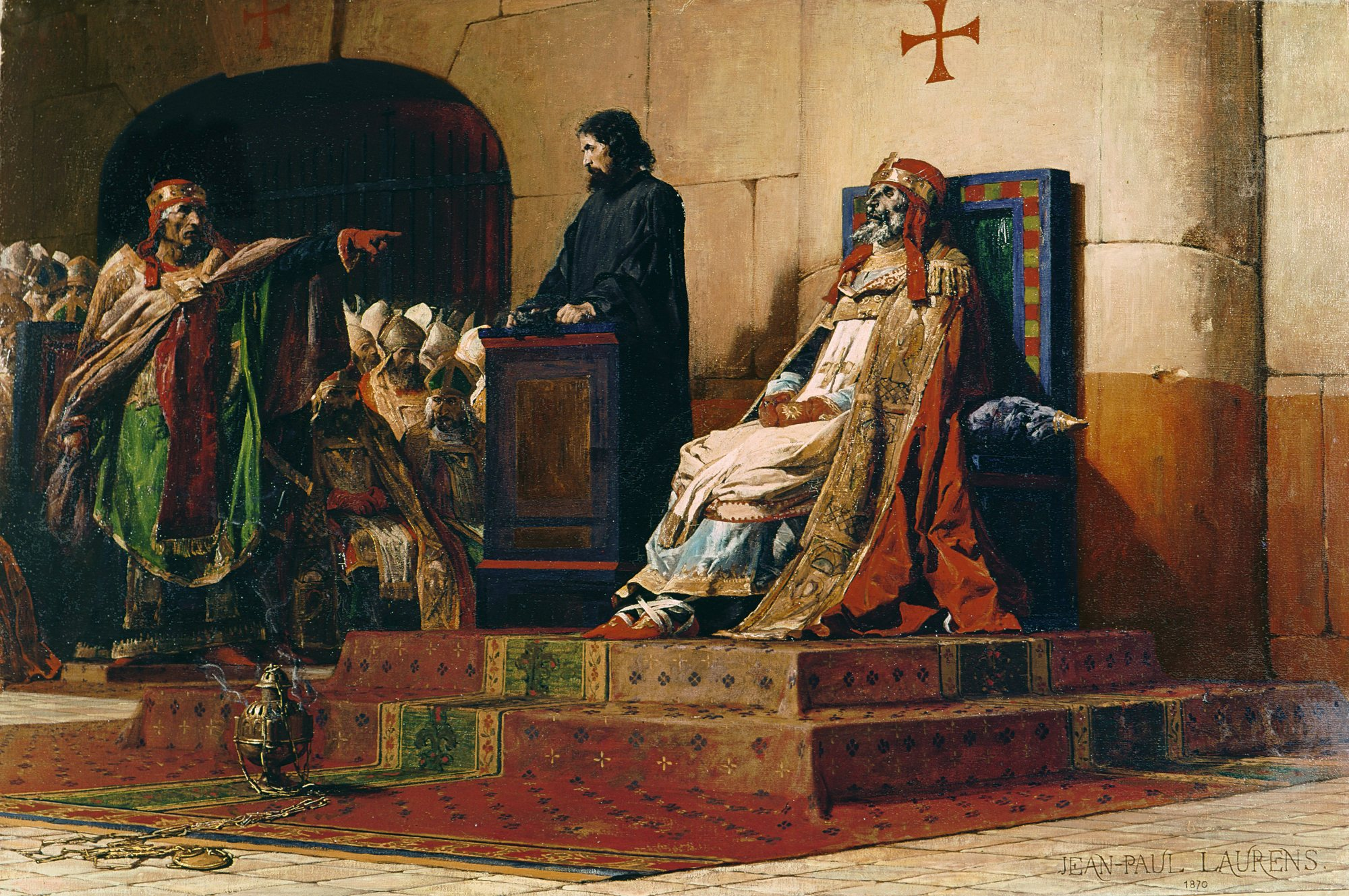
Jean-Paul Laurens, Le Pape Formose et Étienne VI, pendant le concile cadavérique de 897, l'un des épisodes les plus infâmes du saeculum obscurum, 1870, Musée d'Arts de Nantes.

La période qui suit le déclin du pouvoir impérial voit l'émergence à sa place de puissantes familles baronniales romaines, qui transforment les élections papales en un « champ de bataille » pour le contrôle de la ville et des possessions papales. Presque tous les papes élus au cours de cette période sont des personnalités extrêmement faibles ou profondément corrompues, souvent les deux, et la fin du pontificat de plusieurs d'entre eux est marqué par leur assassinat ou leur renversement par la force. L'historien Will Durant qualifie la période de 867 à 1049 de « nadir de la papauté ».
La plus importante des familles qui, à cette époque, contrôlent la papauté, est la maison aristocratique puissante et corrompue des Théophylactes, mieux connus sous le nom de comtes de Tusculum. La période entre les pontificats de Serge III (904-911) et de Jean XII (955-964), en particulier, pendant laquelle Rome et la papauté sont dominées par Théodora Ire, sa fille Marozie Ire et son dernier fils Albéric II de Spolète, est connue dans l'historiographie protestante sous le nom de « pornocratie pontificale » ou « saeculum obscurum ».
Pendant ce temps, l’empereur tente de sortir de la crise profonde dans laquelle il s’est enfoncé. Après la déposition de Charles III le Gros en 888, la couronne impériale est longtemps disputée entre les différents héritiers des Carolingiens et autres seigneurs locaux, dans une lutte constante qui voit alterner des empereurs aux pouvoirs limités et des périodes de vacance du trône. Après presque quarante ans pendant lesquels la couronne impériale reste sans propriétaire, Otton Ier (empereur du Saint-Empire) réussit finalement à vaincre ses adversaires et à réaffirmer le pouvoir impérial dans ce qui reste de la domination carolingienne, envahissant l'Italie et se faisant couronner empereur en 962. L'Italie devient un royaume constitutif du Saint-Empire romain germanique, qui voit désormais son centre du pouvoir en Allemagne ; tous les empereurs seront désormais allemands.
À mesure que les empereurs consolident leur position, ils cherchent eux aussi à s'immiscer dans le processus de l'élection papale et dans la politique romaine ; les cités-États du nord de l'Italie sont divisés entre ceux qui saluent le retour de l'autorité impériale et ceux qui préfèreraient conserver leur indépendance, donnant lieu à des affrontements entre guelfes et gibelins.
À Rome, la situation est devenue grotesque, avec trois papes (Benoît IX, Sylvestre III et Grégoire VI) revendiquant le trône papal en 1046, chacun soutenu par une faction différente de la noblesse romaine. Henri III, partisan d'une réforme de l'Église et désireux d'être couronné empereur, fait convoquer un synode à Sutri pour résoudre la question. Les trois prétendants sont déposés et un nouveau pape, Clément II, est élu et couronné par Henri III. Cependant, le départ immédiat de celui-ci de Rome et la réticence de Benoît IX à se retirer définitivement retardent les effets souhaités du synode de Sutri jusqu'en 1049.
La corruption dans laquelle la papauté a sombré au siècle précédent, combinée au besoin atavique du soutien d'une puissance extérieure garantissant sa survie, pousse les papes suivants à mettre en œuvre une série de réformes radicales visant à rétablir l'autorité papale, tant dans la sphère morale et spirituelle et dans la sphère temporelle et politique.
La renaissance simultanée de l’autorité de la papauté et celle de l’empire sera une source constante de conflits pour les siècles à venir.

#### Liste des papes de la «pornocratie pontificale»
Quarante-quatre papes règnent pendant la « pornocratie pontificale » :
- Adrien II, 867-872
- Jean VIII, 872-882
- Marin Ier, 882-884
- Adrien III, 884-885
- Étienne V, 885-891
- Formose, 891-896
- Boniface VI, 896
- Étienne VI, 896-897
- Romain, 897
- Théodore II, 897
- Jean IX, 898-900
- Benoît IV, 900-903
- Léon V, 903
- Serge III, 904-911
- Anastase III, 911-913
- Landon, 913-914
- Jean X, 914-928
- Léon VI, 928
- Étienne VII, 929-931
- Jean XI, 931-936
- Léon VII, 936-939
- Étienne VIII, 939-942
- Marin II, 942-946
- Agapet II, 946-955
- Jean XII, 955-964
- Léon VIII, 963-965
- Benoît V, 964
- Jean XIII, 965-972
- Benoît VI, 973-974
- Benoît VII, 974-983
- Jean XIV, 983-984
- Jean XV, 985-996
- Grégoire V, 996-999
- Sylvestre II, 999-1003
- Jean XVII, 1003
- Jean XVIII, 1003-1009
- Serge IV, 1009-1012
- Benoît VIII, 1012-1024
- Jean XIX, 1024-1032
- Benoît IX, 1032-1044
- Sylvestre III, 1045
- Grégoire VI, 1045-1046
- Clément II, 1046-1047
- Damase II, 1048

### Réforme grégorienne et querelle des investitures (1049-1124)

Hugues de Sémur, Henri IV et Mathilde de Toscane lors de la pénitence de Canossa, vers 1115, (auteur inconnu).

Les papes du XIe siècle, inspirés et soutenus par la réforme clunisienne du siècle précédent, entament un processus de réforme en profondeur de toute l’Église d’Occident. Cette réforme, nommée « grégorienne » du nom de son plus fervent partisan, Grégoire VII, et initialement également soutenue par les empereurs et le clergé allemands (plusieurs des papes impliqués sont d'origine allemande), aborde tous les problèmes qui ont marqué l'Église au cours des siècles précédents, notamment ceux concernant les relations du clergé avec les autorités politiques et avec le reste de la société. L'accroissement du pouvoir et du prestige de la papauté et l'imposition d'une structure théocratique au christianisme médiéval en sont les principaux résultats : la primauté du Saint-Siège sur les évêques et le clergé est affirmée, les prérogatives de l'Église vis-à-vis des autorités civiles sont justifiées, la simonie et le nicolaïsme sont combattus.
À la suite de la réforme, l’Église change considérablement, assumant un modèle monarchique et hiérarchiquement structuré de haut en bas. La réforme aboutit également à une nouvelle organisation du clergé, toujours en vigueur, basée sur le célibat et sur la séparation nette entre les rôles des laïcs et des ecclésiastiques. Outre les papes et les empereurs, la réforme du XIe siècle a également pour protagonistes divers théologiens qui en fournissent les justifications doctrinales, ainsi que celles du renforcement de la figure du pontife. Des règles, pour l'essentiel définitives, sont également établies pour l'élection du pontife : Nicolas II promulgue la bulle In nomine Domini en 1059, qui limite le suffrage aux élections papales au collège des cardinaux et établit les règles du processus électif, jetant ainsi les bases du conclave moderne.
L'autorité renouvelée et l'autonomie croissante des papes les font bientôt entrer en conflit avec l'autre grand pouvoir universel de l'époque, l'empereur du Saint-Empire romain germanique, pour déterminer lequel des deux a le droit d'investir les hauts ecclésiastiques de leurs pouvoirs temporels et spirituels. En effet, jusqu'au IXe siècle, les souverains séculiers considèrent le pouvoir de nommer des évêques et des abbés sur leurs territoires comme leur prérogative et, par conséquent, de les investir également spirituellement, en leur confiant des biens matériels. Cette coutume est désormais en contradiction flagrante avec la réaffirmation de la primauté papale de la réforme grégorienne, puisqu'elle confère au pouvoir temporel la suprématie sur le pouvoir spirituel.
Le point culminant de ce conflit est atteint lorsqu'en 1076, à l'occasion de la diète de Worms. Henri IV (empereur du Saint-Empire), dans le but de réaffirmer la supériorité de l'empereur sur le pape, déclare le pape Grégoire VII destitué et les évêques allemands libres de l'obligation d'obéissance à son égard. En réponse, le pape excommunie Henri IV et libère ses sujets du lien de loyauté envers lui. Ainsi commence la soi-disant Querelle des Investitures, dans laquelle la papauté et l'Empire s'affrontent pour affirmer leur supériorité l'un sur l'autre. Henri IV entreprend un voyage en 1077 pour demander pardon à Grégoire VII (épisode connu comme la pénitence de Canossa), alors hôte de la comtesse Mathilde de Toscane, afin qu'il lève son excommunication et rétablisse ainsi le devoir d'obéissance de ses sujets, qui se sont levés contre lui lors de la révolte des Saxons. Cette première victoire papale est cependant éphémère ; le pontificat de Grégoire VII se termine de la pire des manières : l'empereur affirme une fois de plus sa supériorité sur le pape en élisant un antipape, Clément III, forçant Grégoire VII à quitter Rome et à mourir en exil.
L'affrontement se poursuit avec les successeurs de Grégoire VII et se termine en 1122, lorsque Calixte II et Henri V (empereur du Saint-Empire) acceptent les stipulations du concordat de Worms. L'accord prévoit que le choix des évêques revient à l'Église et qu'ils prêtent ensuite serment de fidélité au monarque séculier. Le droit exclusif du Saint-Siège d'investir les offices ecclésiastiques d'une autorité sacrée, symbolisée par l'anneau épiscopal et la crosse épiscopale, est ainsi affirmé ; l'empereur conserve cependant le droit de présider les élections de toutes les hautes fonctions ecclésiastiques et d'arbitrer les différends. De plus, les empereurs du Saint-Empire romain germanique renoncent au droit de choisir le pontife.

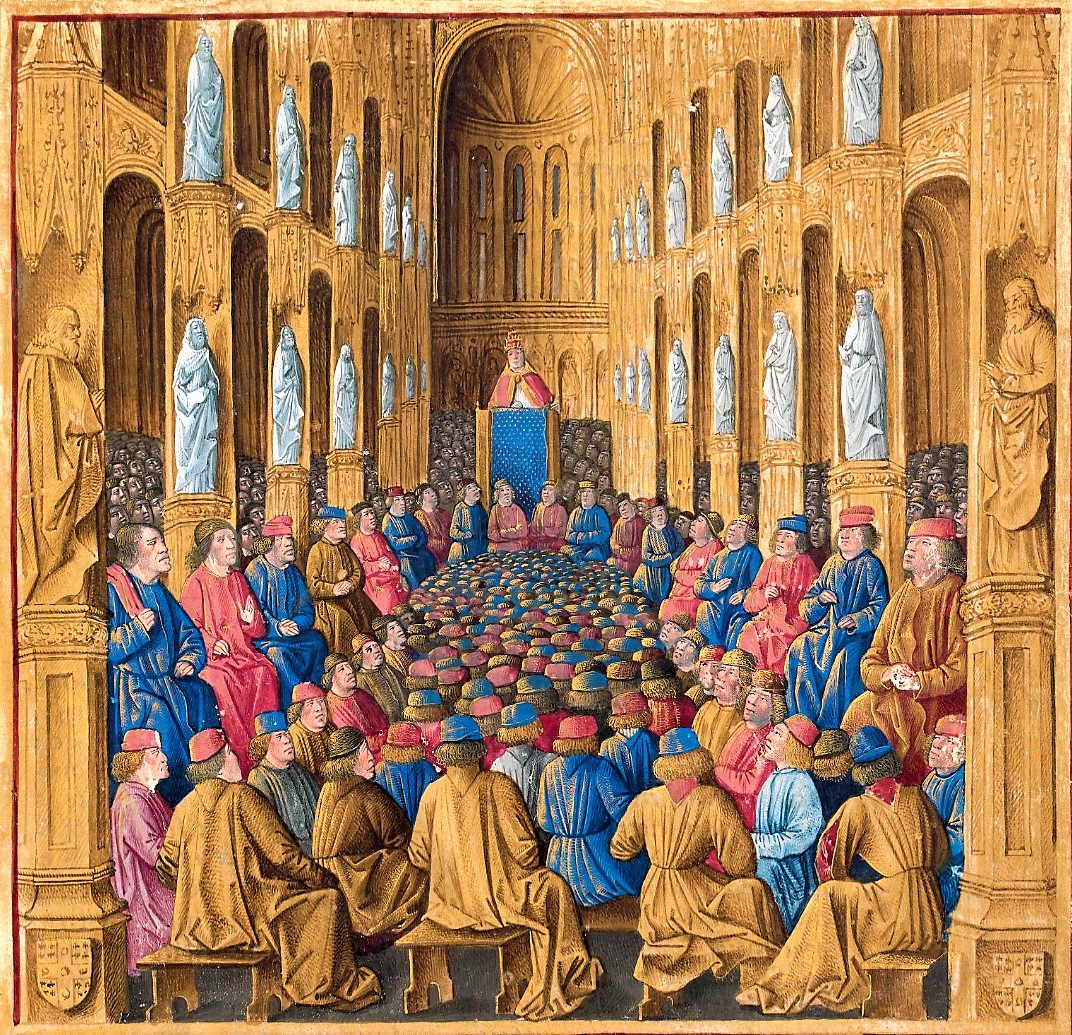
Jean Colombe, Le Pape Urbain II au concile de Clermont en 1095, vers 1474, miniature, bibliothèque nationale de France.

Les divisions de longue date entre l’Est et l’Ouest atteignent également leur paroxysme au cours de cette période. En 1053, Léon IX, désireux d'étendre l'influence de la papauté et de contrer l'influence normande émergente dans le sud de l'Italie, commence à nommer des évêques dans les diocèses de Calabre et de Sicile, alors sous la juridiction du patriarcat de Constantinople. En réponse, le patriarche Michel Ier Cérulaire ferme toutes les églises de rite latin de la capitale byzantine. La tension entre Grecs et Latins augmente jusqu'à ce qu'en 1054, après l'échec de l'ambassade papale à Constantinople, les représentants de l'Église grecque et de l'Église latine se jettent mutuellement l'anathème, déclenchant la séparation des Églises d'Orient et d'Occident. Cependant, les papes n’abandonnent pas l’idée de pouvoir régner sur une Église unifiée. C'est précisément dans cette intention qu'Urbain II, après avoir reçu une lettre d'Alexis Ier Comnène dans laquelle il demande de l'aide pour repousser les Seldjoukides, convoque le concile de Clermont (1095) pour discuter des mesures à prendre. Après dix jours de concile, le pape prononce devant une foule immense un discours sincère dans lequel il « souligne le devoir de l'Occident chrétien de marcher au secours de l'Orient chrétien ». Neuf mois plus tard, les paroles d'Urbain II à Clermont deviennent le cri de ralliement de la première croisade. Bien que celle-ci n'atteigne pas le résultat souhaité de la réunification de l'Église, elle fournit aux futurs papes un précédent important pour appeler les seigneurs et les fidèles d'Europe aux armes contre les « ennemis de l'Église », qu'ils soient musulmans (croisades en Terre sainte), païens (croisades baltes) ou hérétiques (croisade des albigeois).

#### Liste des papes de la réforme grégorienne

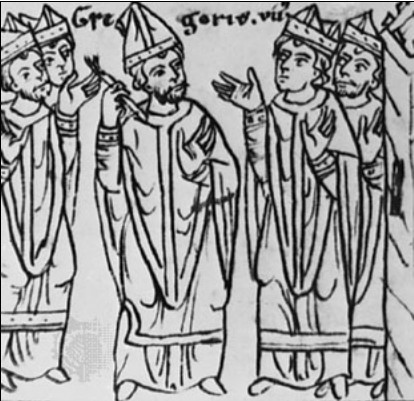
Le Pape Grégoire VII excommunie l'empereur Henri IV, illustration de la Cronica d'Otton de Freising, XIIe siècle.

Onze papes règnent lors de la réforme grégorienne :
- Léon IX, 1049-1054
- Victor II, 1055-1057
- Étienne IX, 1057-1058
- Nicolas II, 1058-1061
- Alexandre II, 1061-1073
- Grégoire VII, 1073-1085
- Victor III, 1086-1087
- Urbain II, 1088-1099
- Pascal II, 1099-1118
- Gélase II, 1118-1119
- Calixte II, 1119-1124

### Papauté errante (1124-1309)

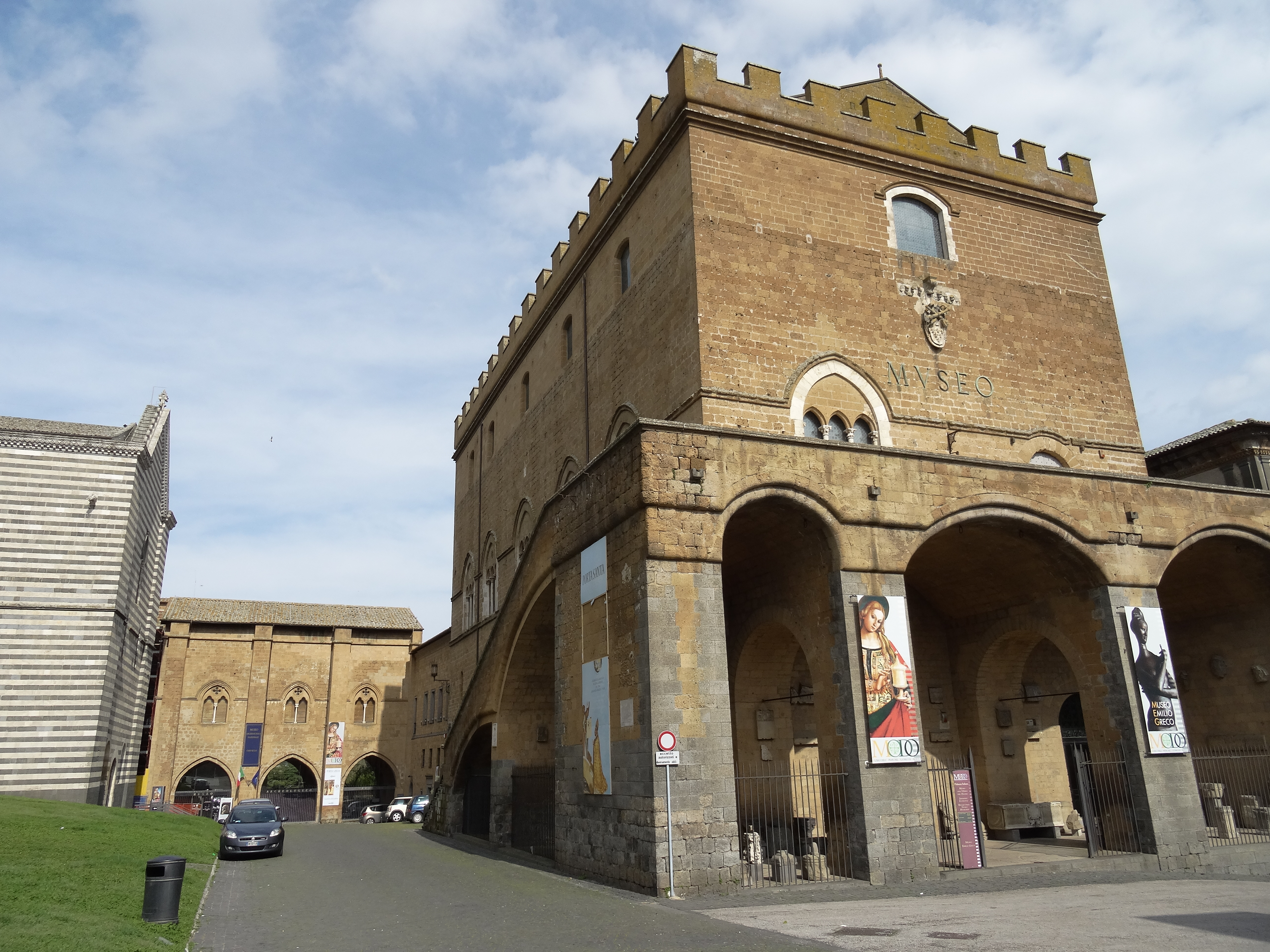
Palais papal d'Orvieto.

Une fois passé l’élan réformiste du XIe siècle, la papauté se retrouve bientôt à nouveau menacée par l’ingérence des familles romaines et des empereurs allemands ; l’autonomie et le prestige acquis lors de la réforme grégorienne sont mis à l’épreuve. En raison des affrontements continus entre les différentes factions nobles et populaires qui caractérisent la société romaine aux XIIe et XIIIe siècles, les papes de cette période doivent souvent résider et exercer leurs fonctions en dehors de la ville par choix ou par contrainte.
Pendant leurs périodes d'absence de Rome, les pontifes résident dans diverses villes italiennes (principalement en Italie centrale) et parfois aussi en dehors de la péninsule ; leurs lieux de résidence les plus fréquents sont Viterbe, Orvieto et Pérouse. Ils amènent presque toujours la curie romaine avec eux ; le collège des cardinaux se réunit pour organiser des élections papales généralement dans la ville où le dernier pontife est décédé. Même si les villes hôtes bénéficient d'un prestige accru et de certains avantages économiques, les autorités municipales auraient pu être submergées par l'administration des États pontificaux si elles avaient permis au pape de rester trop longtemps.
Selon Eamon Duffy, « les factions aristocratiques au sein de la ville de Rome en ont encore fait une base dangereuse pour assurer un régime papal stable. Innocent IV a été exilé de Rome et même d'Italie pendant six ans, et toutes les élections papales du XIIIe siècle, toutes sauf deux, devait avoir lieu en dehors de Rome. L'horizon de Rome lui-même était désormais dominé par les tours fortifiées de l'aristocratie (une centaine environ furent construites sous le seul pontificat d'Innocent IV) et les papes préféraient de plus en plus passer leur temps dans les palais papaux de Viterbe ou Orvieto. ».

#### Comune di Romaet affrontement avec Barberousse (1124-1188)

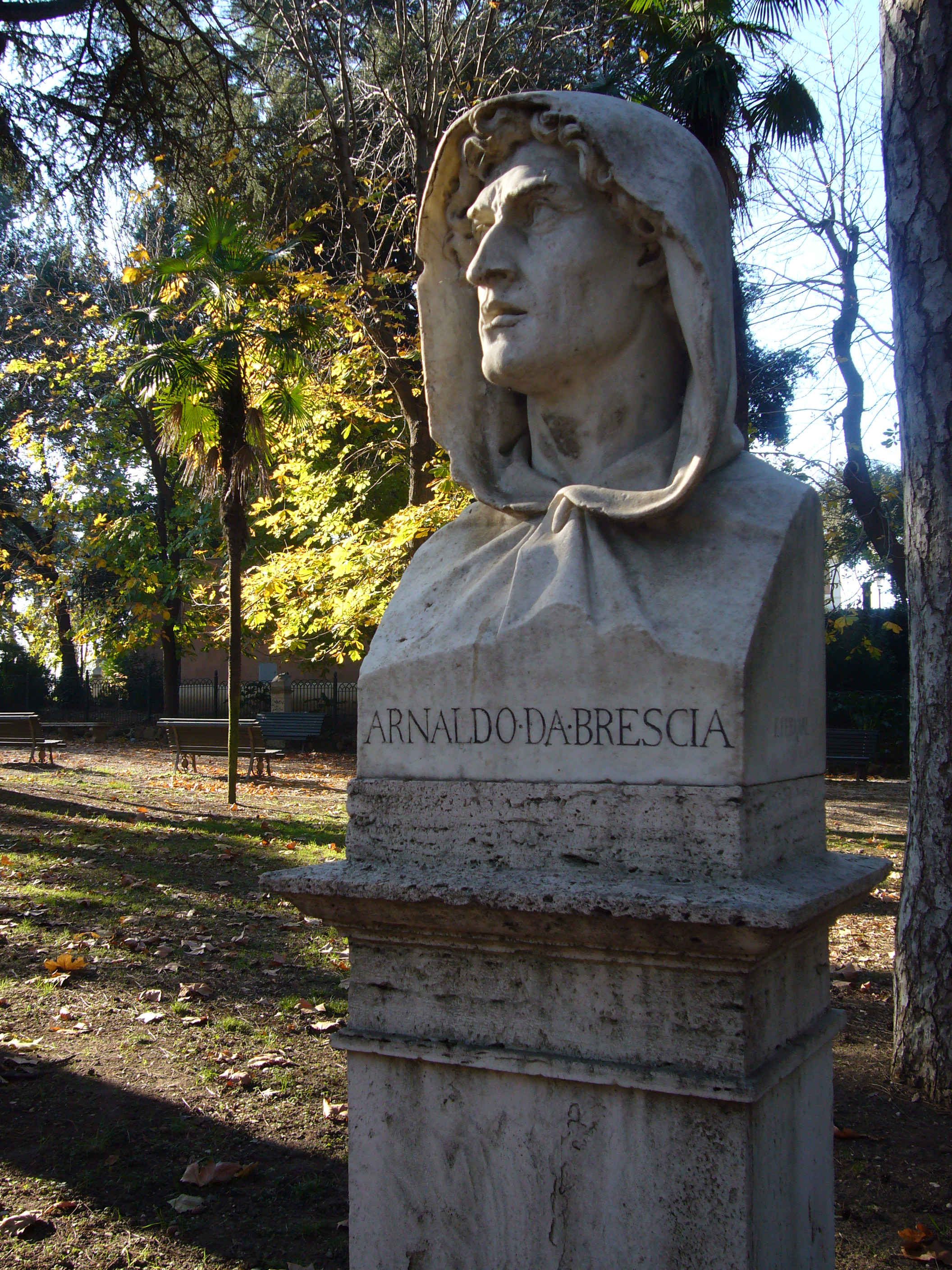
G. Marini, buste d'Arnaud de Brescia, principal architecte de la révolte républicaine romaine, 1871, Villa Borghèse.

Après un siècle d'autonomie des papes et de la curie, les familles baronniales romaines font à nouveau sentir leur influence au sein du collège des cardinaux. Les conclaves de 1124 et 1130 aboutissent tous deux à l'élection simultanée de deux papes, chacun des candidats étant soutenu par l'une des deux grandes maisons de l'époque, les Pierleoni et les Frangipani, qui ont commencé à contester la domination de Rome. La double élection de 1130 provoque même un schisme qui dure huit ans.
Avec le déclenchement de cet énième affrontement entre familles nobles, les classes inférieures de la population romaine (bourgeoisie urbaine et petite noblesse notamment), exaspérées par les guerres intestines incessantes entre barons et intolérantes au pouvoir absolu des pontifes sur la ville, commencent à demander une plus grande participation à la politique capitoline. Ces protestations se transforment en révolte ouverte en 1143, lorsque Innocent II, déjà impopulaire en raison de sa désastreuse campagne contre les Normands, à la suite de laquelle il est contraint de reconnaître la légitimité de la domination de la maison de Hauteville dans le sud de l'Italie (qui du moins de jure, était encore un fief papal), interdit aux Romains de saccager la ville de Tivoli, qui vient d'être reconquise après s'être rebellée contre la domination de Rome. La faction populaire romaine se soulève et, à l'instigation du prédicateur Arnaud de Brescia, reconstitue le Sénat romain et proclame la république (événement connu sous le nom de renovatio senatus), chassant le pontife de son pouvoir temporel. Ainsi nait la Comune di Roma, qui rivalisera avec le pape pendant plus de soixante ans pour le contrôle de la ville et du Latium. Si la famille Frangipani reste fidèle au pape, les Pierleoni soutiennent pleinement la cause républicaine.
Les papes sont d'abord autorisés à rester dans la ville en tant qu'évêques et chefs spirituels. Dans les années qui suivent, ceux déterminés à reprendre le pouvoir par la force alternèrent avec ceux plus enclins à composer avec le régime républicain ; les gouvernements municipaux poussent les pontifes à résider hors de Rome alternent avec d'autres qui préfèrent les rappeler comme garants de l'ordre public et des institutions.
Pendant ce temps, en Allemagne, le nouveau souverain Frédéric Barberousse, poursuivant une politique de puissance visant à réaffirmer l'universalité du pouvoir impérial et sa supériorité sur la papauté, commence à s'immiscer dans la nomination des évêques des diocèses allemands, en violation flagrante des termes du concordat de Worms. Anastase IV décide cependant de négliger la question et de valider les nominations impériales, à condition qu'en échange, Barberousse l'aide à reprendre le contrôle de Rome.

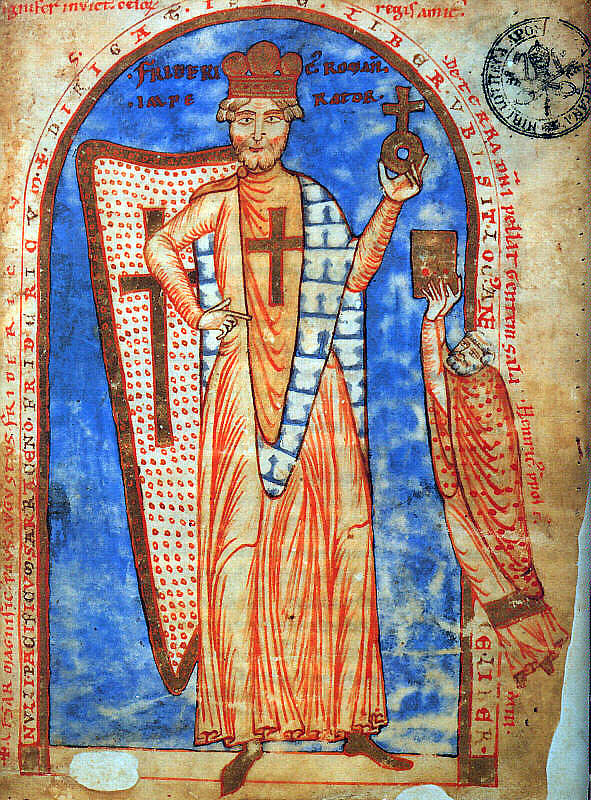
Frédéric Barberousse, illustration du manuscrit de Robert le Moine Historia Hierosolymitana, 1188, bibliothèque apostolique vaticane.

En 1155, lors de sa première incursion en Italie, Frédéric Barberousse se dirige vers Rome, où, après avoir fait capturer puis exécuter Arnaud de Brescia (qui a perdu la faveur du peuple pour avoir provoqué l'interdit sur Rome), se fait officiellement couronner empereur par Adrien IV, qui a entre-temps succédé à Anastase Ier. Le sénat, qui considère l'octroi de la couronne impériale comme son droit, déclenche une révolte dans la ville, qui est réprimée dans le sang par les troupes de Frédéric. Mais avec le départ de l'empereur, le pontife est une fois de plus contraint de quitter Rome et, pour avoir de nouveaux soutiens contre la municipalité, de composer avec les adversaires historiques de la papauté et de l'Empire, les Normands de Sicile, qui acceptent de soutenir le pape en échange de la reconnaissance officielle de leurs titres royaux. Cette décision conduit à la rupture de la trêve ténue entre l'empereur et le pape, qui est devenu un fervent partisan des communes du nord de l'Italie dans leurs guerres contre Frédéric Barberousse.
La mort subite d'Adrien IV complique soudain la situation ; l'élection pontificale de 1159 produit en effet une fois de plus une double élection : tandis que la majorité du collège des cardinaux choisit Alexandre III, favorable à la poursuite de la politique anti-impériale d'Adrien IV, une petite minorité de cardinaux pro-impériaux élit Victor IV. Les deux papes sont chassés de Rome par les forces municipales et doivent être consacrés ailleurs. Barberousse ne prend pas initialement position sur le schisme et se propose même comme arbitre du différend en convoquant un concile à Pavie. Alexandre III refuse d'y participer car cela impliquerait la reconnaissance de la suprématie de l'empereur sur le pontife. Victor est ainsi reconnu comme pape légitime par Frédéric et la plupart des évêques allemands, tandis qu'Alexandre doit se réfugier en France. Victor excommunie Alexandre, qui, en réponse, excommunie Victor, Frédéric et tous leurs partisans. Depuis son exil français, Alexandre III mène avec succès une campagne politique habile visant à gagner la reconnaissance du reste des dirigeants de l'Europe, affaiblissant ainsi davantage l'autorité de l'empereur.
Par la suite, les lourdes défaites subies dans les campagnes d'Italie contre les communes obligent Barberousse à renoncer à son rêve d'un empire universel et à se réconcilier définitivement avec Alexandre III à l'occasion de la paix de Venise en 1177. Bien que cette paix mette substantiellement terme à la lutte entre Frédéric Barberousse et la papauté, certaines conséquences apparaissent au cours des pontificats de Lucius III et Urbain III concernant principalement deux questions, la légitimation des évêques élus par les antipapes pro-impériaux et le couronnement du fils de Frédéric, Henri VI (empereur du Saint-Empire), roi d'Italie. Les deux demandes sont rejetées, en particulier la seconde, car les papes ne veulent pas qu'Henri VI, prétendant au trône de Sicile par son mariage avec Constance de Hauteville, puisse contrôler à la fois le nord et le sud de la péninsule, encerclant ainsi les domaines pontificaux.
Après la prise de Jérusalem par Saladin en 1187, Grégoire VIII proclame la troisième croisade à laquelle, réaffirmant le principe de la primauté papale, il invite tous les souverains chrétiens d'Europe à participer.
Lors de l'affrontement avec Frédéric Barberousse, les relations des papes avec les institutions républicaines romaines se sont détériorées et aucun des successeurs d'Alexandre III ne parvient à être élu, consacré ou installé à Rome. La situation change avec l'élection de Clément III, qui dès son élection se consacre à la réconciliation entre la papauté et la municipalité. Le « Pacte de Concorde », conclu en 1188, couronne ses efforts : le pape y reconnait la légitimité du Sénat et des autres magistratures capitolines, en échange le Sénat reconnait la souveraineté du pontife et lui restitue la plupart de ses regalia. Après plus de 60 ans, le pape peut enfin revenir à Rome en tant que souverain reconnu.

#### Premier retour à Rome et affrontements avec Frédéric II (1188-1257)

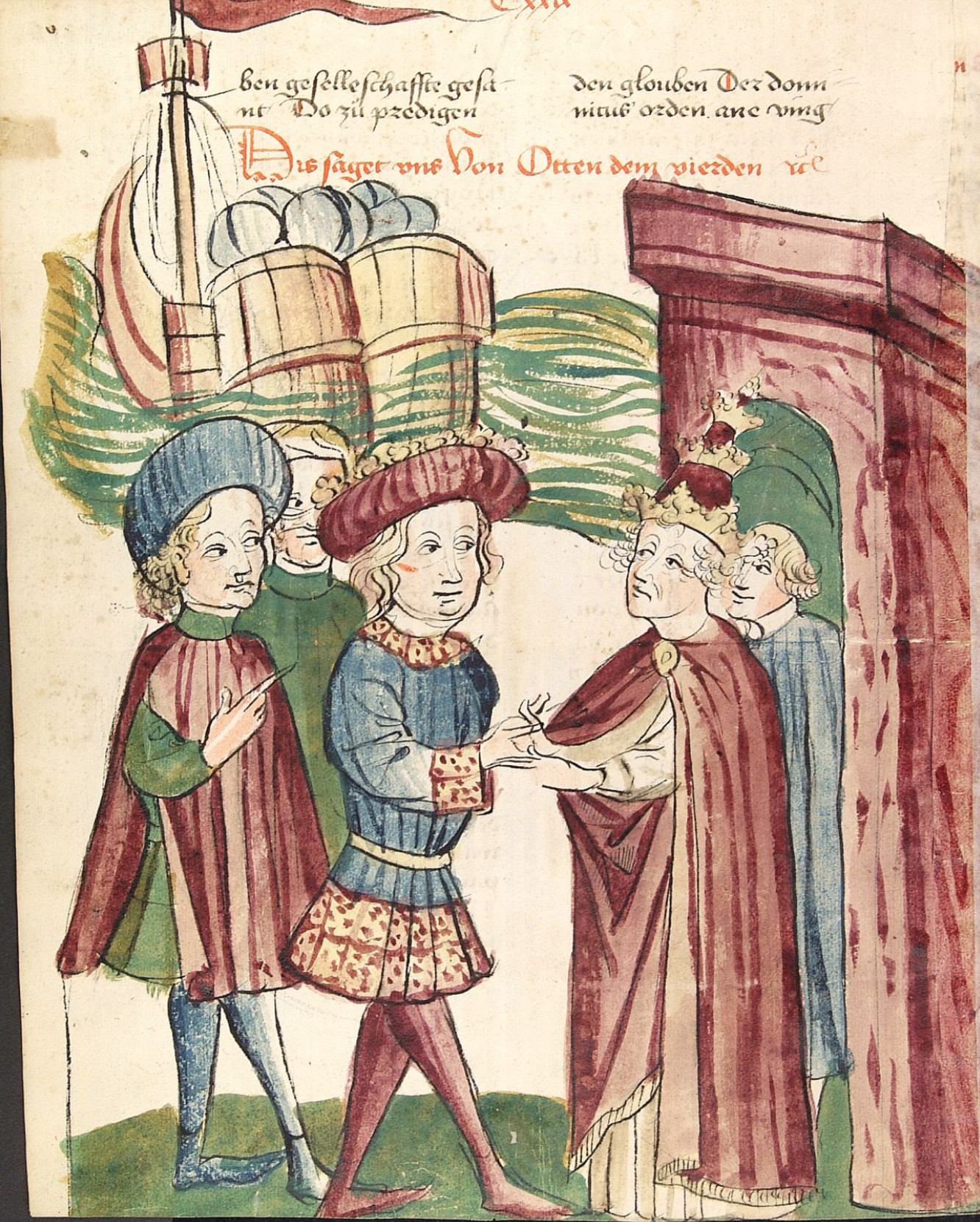
Otton IV rencontre le pape Innocent III, illustration du Chronicon pontificum et imperatorum de Martinus Oppaviensis, vers 1450.

En termes de politique étrangère, cette période de l'histoire de la papauté est dominée par des conflits avec les descendants de Frédéric Barberousse, qui tentent de poursuivre sa politique d'expansion du pouvoir impérial sur d'autres monarchies européennes et sur la papauté.
Bien qu'Henri VI ait réussi, grâce à une politique extrêmement agressive et malgré l'opposition farouche des papes, à obtenir pour lui-même les couronnes impériale et sicilienne en 1194, sa mort subite en 1197 et la charge ultérieure de l'éducation de son très jeune fils, Frédéric, semble pour le pape Innocent III mettre un terme définitif à la menace impériale sur la suprématie de la papauté.
Après la mort d'Henri VI, deux candidats se disputent le trône impérial : Philippe de Souabe, frère du défunt empereur, et Otton de Brunswick. Le pape apporte son soutien à ce dernier, pour éviter une fois de plus la possibilité que les Hohenstaufen contrôlent à la fois l'empire et le royaume de Sicile. Grâce à la mort de Philippe, Otton est vainqueur du conflit ; après avoir promis au pape de respecter l'autonomie et les privilèges de l'Église et d'abandonner les projets de conquête de l'Italie de ses prédécesseurs, il est couronné à Rome en 1209. Cependant, après le couronnement, il montre clairement qu'il n'a pas l'intention de respecter les promesses faites, en occupant pendant environ un an les territoires de Rieti et de Spolète, que le pape essaie d'incorporer aux territoires pontificaux, et en rassemblant un armée pour envahir et annexer le royaume de Sicile. En réponse, Innocent III l'excommunie aussitôt, déclarant que son autorité d'empereur est caduque, et se range du côté des nobles allemands qui ont négocié pour les Hohenstaufen lors de l'affrontement précédent, proposant le jeune Frédéric de Souabe, qui vient tout juste d'atteindre la majorité, comme nouvel empereur. Otton est alors contraint de partir en Allemagne pour faire face à la révolte des nobles.
En 1212, Frédéric II part en Allemagne pour réclamer la couronne impériale ; en 1215, il vainc la résistance d'Otton, qui a alors perdu le soutien de pratiquement toute la noblesse allemande et s'est lui-même proclamé empereur. Pour remercier le pape de son soutien, Frédéric non seulement renouvelle les engagements qu'Otton n'a pas respectés, mais promet même de mener une croisade pour reconquérir Jérusalem. Tant qu'Innocent III est en vie, cette dernière promesse reste une formalité, mais son successeur, Honorius III, prend son engagement beaucoup plus au sérieux et, pendant son pontificat, exhorte constamment l'empereur à entreprendre le pèlerinage armé, l'encourageant également par un couronnement officiel et solennel comme empereur à Rome en 1220, et par l'organisation de son mariage avec Yolande de Brienne, héritière du royaume de Jérusalem, jusqu'à ce qu'à l'occasion de la diète de San Germano Frédéric s'engage à partir pour la Terre sainte en 1227. Entre-temps, l'empereur, qui avait promis aux papes de ne pas unir la couronne sicilienne à la couronne impériale, délègue le pouvoir en Allemagne à son fils Henri II de Souabe, lui donnant le titre de roi des Romains, et s'installe dans le sud de l'Italie, préférant se consacrer à l'administration des territoires siciliens.

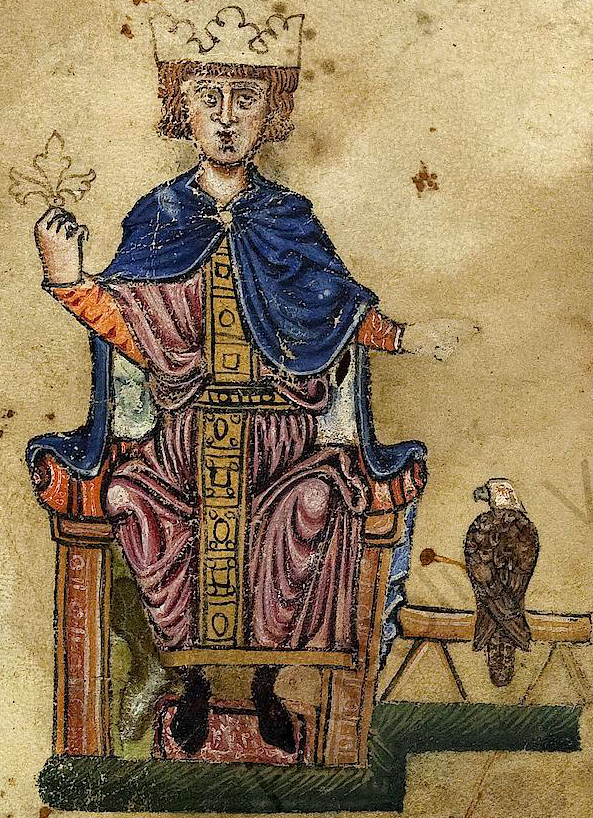
Frédéric II de Souabe et son faucon, illustration du manuscrit De arte venandi cum avibus, fin du XIIIe siècle, bibliothèque apostolique vaticane.

En 1227, Frédéric organise l'expédition comme promis, mais une épidémie soudaine frappe les croisés rassemblés à Brindisi, dont l'empereur lui-même, les obligeant à reporter leur départ. Grégoire IX, beaucoup plus hostile à l'égard de Frédéric II, qui a entre-temps succédé à Honorius III, en profite immédiatement pour l'excommunier. L'excommunication n'est pas seulement motivée par la rupture de la promesse de San Germano, mais aussi par le refus de l'empereur d'exterminer ou de convertir par la force les musulmans de Sicile et, surtout, par sa politique des dernières années visant à étendre et à renforcer le pouvoir impérial également sur le reste de l'Italie, en violation flagrante des engagements pris au moment du couronnement. Malgré l'excommunication, Frédéric II part en croisade l'année suivante, parvenant à prendre le contrôle de Jérusalem, où il se fait couronner roi en 1229 grâce à son mariage. Grégoire IX profite quant à lui de l'absence de l'empereur pour fomenter la révolte de nombreux nobles et villes du Sud, allant même jusqu'à annoncer une croisade contre Frédéric lui-même à son retour en Italie. La croisade a cependant peu de succès et en un an, Frédéric II réussit à reprendre le contrôle de son royaume. Malgré l'hostilité du pontife, Frédéric juge plus commode de se réconcilier avec lui ; les deux signent le traité de San Germano en 1230 : l'empereur s'engage à renoncer aux violations qui ont conduit à son excommunication, que le pape est contraint de retirer étant donné que l'engagement de la croisade a été respecté.
En 1234, une révolte des forces populaires romaines et gibelines, dirigées par le sénateur Luca Savelli, contraint le pape à quitter Rome. Frédéric II en profite pour améliorer son image aux yeux des chrétiens d'Europe et envoie un contingent armé pour aider Grégoire IX à reprendre le contrôle des territoires pontificaux. Malgré cette intervention, la situation entre le pape et l'empereur se détériore à nouveau : en 1239 Enzio, fils de Frédéric II, épouse Adelasia de Torres, héritière du judicat de Logudoro et Gallura ; l'empereur, à l'occasion du mariage, accorde à son fils le titre de roi de Sardaigne. L'octroi de ce titre incombe cependant de plein droit au pontife, la Sardaigne étant un fief papal ; Grégoire IX répond immédiatement à cet abus en lançant une nouvelle excommunication contre Frédéric II. Pour empêcher la confirmation solennelle de l'excommunication, qui aurait dû avoir lieu à Pâques 1241, Frédéric II envahit les territoires pontificaux et place Rome en état de siège, arrêtant au passage plusieurs cardinaux et hauts prélats qui auraient dû participer à l'événement. Le siège dure près de deux ans, au cours desquels Grégoire IX meurt ; les familles gibelines romaines rendent impossible l'élection d'un nouveau pontife.
En 1243, les cardinaux réussissent à élire Innocent IV comme pape ; le pontife cherche immédiatement un accord avec l'empereur, promettant de retirer l'excommunication si Frédéric II rend les territoires pontificaux conquis, mais les négociations se terminent par une impasse. La situation change lorsqu'en 1244, à la suite de quelques défaites militaires dans le centre et le nord de l'Italie, l'empereur est contraint de rappeler le contingent militaire qui est en garnison à Rome ; Innocent IV profite immédiatement de la fin du siège pour quitter la ville et se réfugier à Lyon, sous la protection du roi de France, où il convoque le premier concile de Lyon en 1245, dans lequel il confirme l'excommunication de Frédéric II, le déclarant déchu du pouvoir impérial. Pendant ce temps, celui-ci combat les communes lombardes déterminées à maintenir leur indépendance : la campagne se termine par sa défaite à la bataille de Parme en 1248, après quoi l'empereur est contraint de se retirer dans ses possessions siciliennes et de renoncer à ses projets de conquête et de soumission de l’Italie. De retour dans les Pouilles, il meurt d'une infection intestinale en 1250.
Une fois Frédéric II mort, les papes s'engagent à faire en sorte que ni Conrad IV de Hohenstaufen ni Manfred (roi de Sicile), fils et héritiers de Frédéric, n'héritent des couronnes de l'Empire et de la Sicile, entamant des négociations avec diverses familles européennes pour remplacer les Hohenstaufen sur les deux trônes par des souverains qui leur sont plus favorables. Si, d'un côté, la mort prématurée en 1254 de Conrad IV, due au paludisme, simplifie le travail des pontifes, de l'autre, Manfred se révèle être un ennemi aussi dangereux que son père. En 1254, à la suite d'une excommunication, il accepte de se soumettre au pontife et de reconnaître l'autorité papale sur le sud de l'Italie, il profite de la période de trêve pour rassembler une armée avec laquelle, à partir de 1256, il bat à plusieurs reprises les troupes pontificales stationnées dans les Pouilles et en Campanie, reprenant le pouvoir sur le royaume de Sicile. Le rétablissement de Manfred revitalise les forces gibelines dans toute l'Italie, qui prennent le contrôle de nombreuses villes, dont Rome, obligeant le pontife à quitter la ville.

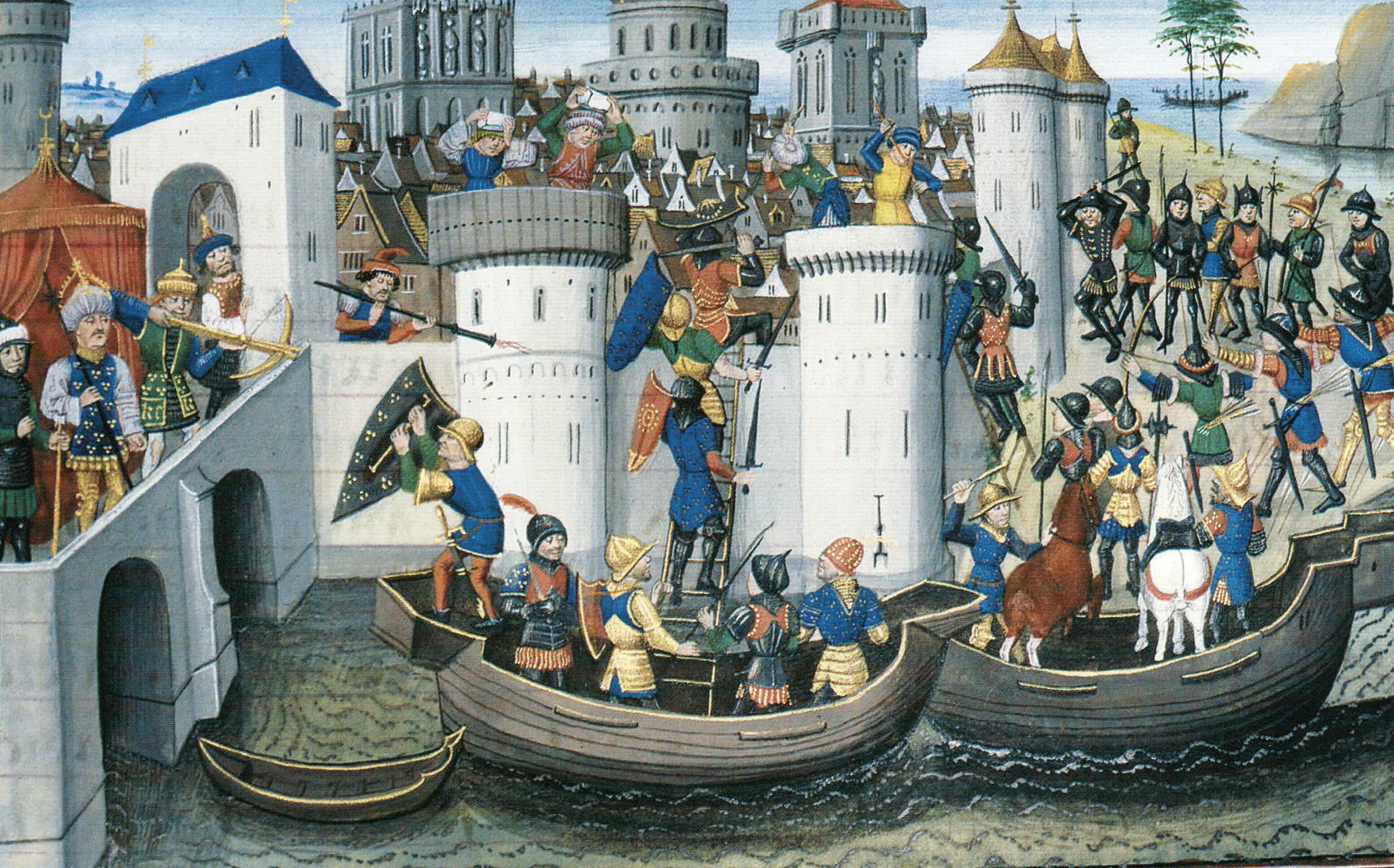
David Aubert (1449-79), Le Siège de Constantinople, miniature du XIIIe siècle.

Les papes recourent de façon significative à la croisade pendant cette période : plus de croisades sont proclamées et menées entre 1188 et 1257, que dans tous les autres siècles réunis. La majeure partie d'entre elles consiste en une série d'expéditions infructueuses (à l'exclusion de la sixième croisade ) au Moyen-Orient visant théoriquement à arracher Jérusalem à la domination musulmane, bien que beaucoup d'entre elles concernent davantage l'Afrique du Nord que la région du Levant. Aucun d'entre elles ne réussit à rétablir une domination croisée stable et durable sur la Terre sainte ; en revanche, la désastreuse quatrième croisade, qui se termine par le siège de Constantinople (1204), anéantit complètement un siècle d'efforts papaux visant à se réconcilier avec l'Église d'Orient.
Toutes les croisades ne sont pas dirigées contre les musulmans. Dans le but d'étendre les territoires sous autorité papale, plusieurs croisades visant à l'assujettissement et à la conversion des peuples païens le long de la côte baltique sont également proclamées. Les conquêtes croisées dans la Baltique vont jusqu'à atteindre les territoires de la république de Novgorod et de la république de Pskov, contre lesquels Grégoire IX convoque une croisade infructueuse en 1238, dans le but de retirer les deux républiques de l'orbite orthodoxe et de les amener dans une orbite catholique.

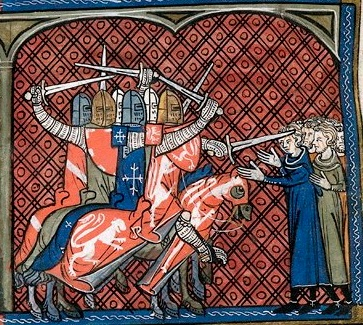
Le Massacre des Albigeois dans les Chroniques de Saint-Denis, XIV, British Library.

Le recours à la croisade contre d’autres chrétiens, dans le but de contrer et de supprimer les hérésies constitue une nouveauté absolue de cette époque. Au cours des deux siècles précédents, de nombreux mouvements d'inspiration paupériste et de croyances hétérodoxes se sont répandus en Europe occidentale, comme le valdéisme et le catharisme. Ce dernier mouvement, notamment, s'est enraciné dans de vastes régions d'Occitanie et a attiré de nombreux prosélytes et les sympathies de divers seigneurs locaux. Pour éradiquer cette hérésie, en 1208, Innocent III appelle à une intervention armée des seigneurs français, qui aboutit à une campagne militaire connue sous le nom de croisade des albigeois, qui ensanglante le sud de la France pendant les vingt années suivantes, conduisant à l'extermination presque totale des Cathares. Bien que l'hérésie elle-même ait été vaincue, l'esprit paupériste du mouvement cathare réussit à pénétrer dans le monde catholique, servant d'inspiration aux ordres mendiants, qui sont approuvés par Honorius III, précisément pendant la croisade, comme réponse catholique pour contrer la propagation du catharisme. La croisade est également l'occasion pour les rois de France d'acquérir le contrôle total des territoires occitans, qui jouissaient depuis des siècles d'une substantielle autonomie par rapport à la couronne ; cet événement, combiné à la diminution drastique du pouvoir impérial qui suit l'extinction des Hohenstaufen, augmente considérablement l'influence des souverains français, qui deviennent la nouvelle puissance avec laquelle les papes doivent composer dans les années suivantes. L'institutionnalisation et le renforcement de la Sainte Inquisition, chargée d'identifier et de combattre avec plus de détermination les futures hérésies, est une autre conséquence de la croisade des Albigeois.
Sur le plan de la politique intérieure, les papes de cette période se consacrent, depuis leur retour à Rome, au démantèlement progressif des magistratures municipales et de leur autonomie : plusieurs charges sont abandonnées et de nombreuses nominations deviennent peu à peu leur apanage, tandis que le nombre et le pouvoir des sénateurs sont progressivement réduits, jusqu'à l'introduction du « sénateur unique ». L'affaiblissement de la municipalité entraine un nouveau renforcement du pouvoir des familles baronniales, désormais réalignées dans leurs alliances en un groupe guelfe (dirigé par la famille Orsini) et un groupe gibelin (dirigé par la famille Colonna). Les barons romains se battent pour le poste de sénateur de Rome ; les gouvernements guelfes et pro-papals alternent avec les gouvernements gibelins, ce qui rend la vie difficile aux pontifes lors des conflits avec Frédéric II. Au fil du temps, aux affrontements entre familles nobles s'ajoutent plusieurs soulèvements populaires visant à rétablir les pouvoirs du Sénat et d'autres magistratures municipales, ainsi que leur autonomie face à l'ingérence des papes, des barons et des empereurs, dont la plus importante est la révolte de Savelli de 1234.
Alors que Rome retombe dans un état permanent de révolte et de guerre civile, les papes commencent à nouveau à s'en éloigner, ne considérant plus la ville comme un lieu sûr. Innocent III préfère passer les dernières années de son pontificat à Pérouse, tandis que Grégoire IX est contraint par les gouvernements gibelins de quitter Rome et de résider à Viterbe et Pérouse entre 1227 et 1230, puis de 1234 à 1237 ; l'ingérence des barons gibelins dans le collège des cardinaux empêche même l'élection d'un nouveau pape de 1241 à 1243 (les cardinaux doivent se réunir à Anagni pour pouvoir enfin élire un pape) ; Innocent IV doit se retirer en France de 1245 à 1251 pour échapper aux forces pro-impériales. Finalement, lorsque les Gibelins et les factions populaires s'allient sous la figure de Brancaleone degli Andalò, réussissant à vaincre les forces guelfes et à prendre définitivement le pouvoir sur Rome, Alexandre IV, en 1257, transfère officiellement le siège papal et la Curie romaine à Viterbe, qui, au cours des décennies précédentes, s'est déjà révélée être un refuge pour les pontifes en temps de crise.

#### Transfert à Viterbe, choc avec Manfred et ingérence angevine (1257-1285)

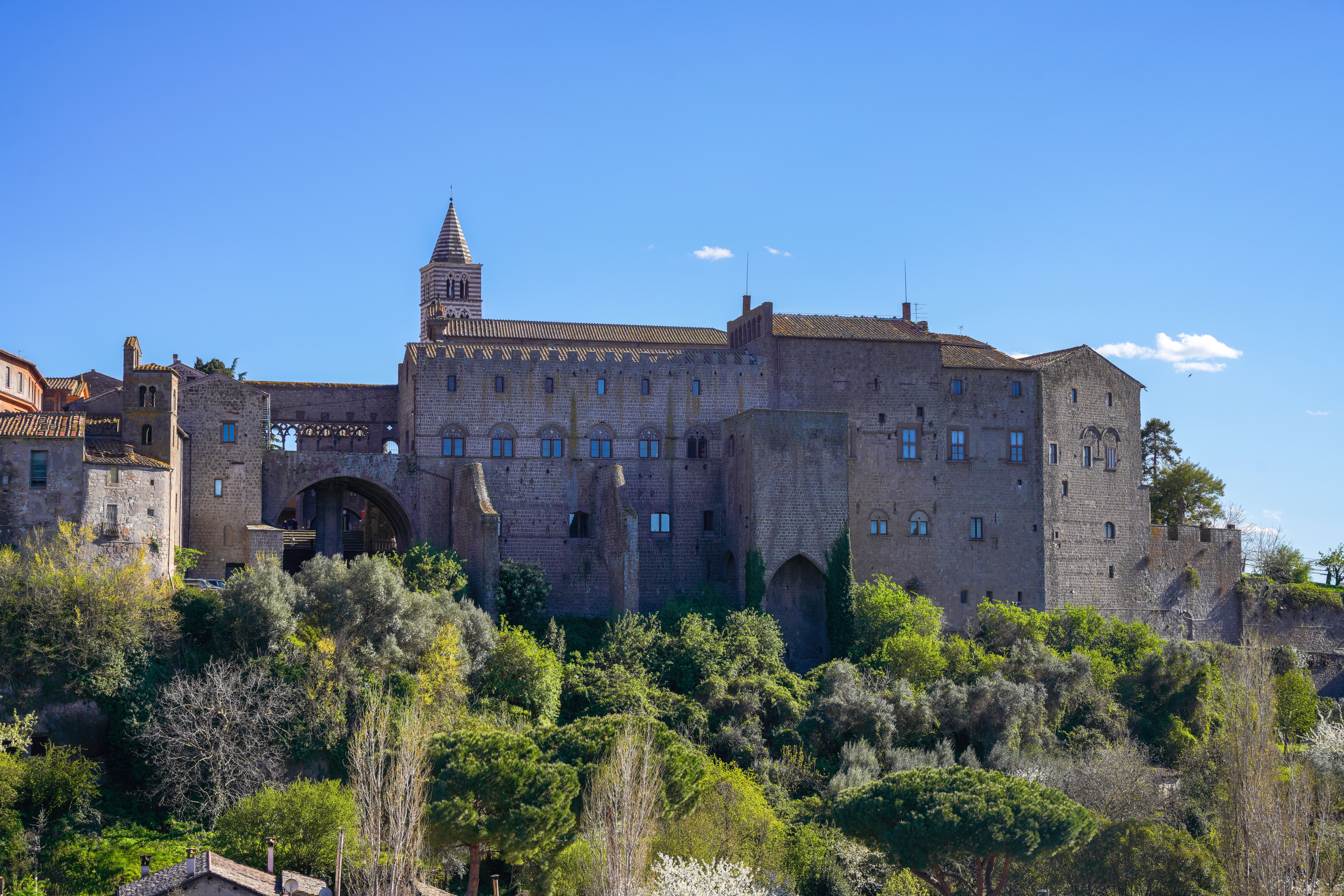
Palais des Papes à Viterbe.

Durant leur séjour à Viterbe, les papes font du palais épiscopal de la ville leur résidence officielle : le bâtiment est restauré et agrandi à plusieurs reprises, pour devenir le palais des papes de Viterbe actuel. Cependant, les pontifes ne résident jamais exclusivement à Viterbe, mais déménagent également dans divers autres endroits au cours de leurs pontificats, en fonction de celui qu'ils considèrent comme le plus pratique ou le plus sûr pour exercer leur fonction. À de rares occasions, au cours de leurs voyages, ils séjournent également dans Rome, quoique pour de courtes périodes ; la plupart des papes de cette période n'y viennent jamais.
Avec la fuite d'Alexandre IV de Rome, Manfred a toute liberté pour étendre son pouvoir : en 1258, il se proclame roi de Sicile et l'année suivante il épouse Hélène Ange Doukas, qui lui apporte en dot les territoires du despotat d'Épire ; en 1260, la majeure partie de l'Italie est contrôlée par les forces gibelines, dont beaucoup sont désormais dirigées directement par Manfred lui-même. Pendant ce temps, Urbain IV, successeur d'Alexandre IV, mène des négociations avec divers nobles européens, promettant la couronne de Sicile à celui d'entre eux qui acceptera de combattre Manfred. Lorsqu'en 1262 le pontife renouvelle l'excommunication de Manfred et qu'il organise en réponse une tentative d'enlèvement infructueuse, Urbain presse Charles Ier d'Anjou, frère de Louis IX, qui accepte la proposition du pape et descend en Italie avec son armée. En 1265, il est couronné Charles Ier de Sicile et, en 1266, il vainc et tue Manfred à la bataille de Bénévent. Deux ans plus tard, à la suite de la bataille de Tagliacozzo, Charles Ier fait capturer et décapiter Conradin, âgé d'un peu plus de seize ans, fils de Conrad IV de Hohenstaufen, dernier héritier direct de la dynastie des Hohenstaufen.

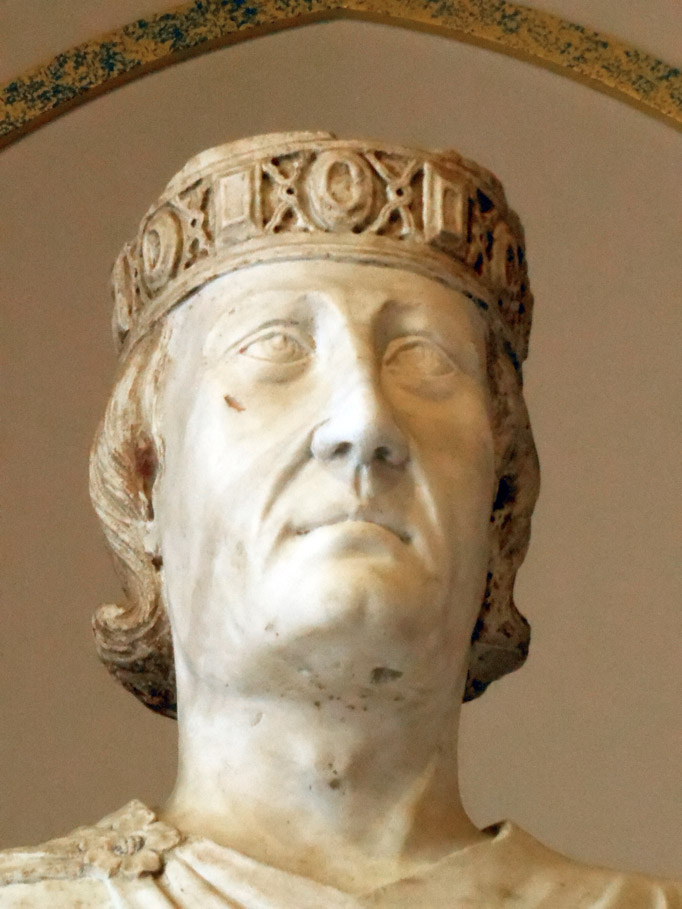
Arnolfo di Cambio, statue de Charles Ier d'Anjou, 1277, musées du Capitole.

La mort de Manfred laisse les forces gibelines italiennes dans le désarroi, qui sont bientôt remplacées presque partout par les factions guelfes, dont Charles Ier lui-même devient symboliquement le chef, ayant déjà été nommé sénateur des Romains quelques années plus tôt par le nouveau gouvernement capitolin. Avec l'élimination de la menace Hohenstaufen, il semble que le pape peut enfin s'imposer comme seul pouvoir sur l'Italie et l'Europe, mais Charles Ier, qui a été choisi par le pape lui-même pour être un dirigeant plus gérable que les Hohenstaufen, ne se montre pas accommodant envers les papes : il ne cache pas immédiatement son désir d'étendre sa domination sur toute l'Italie, exigeant d'être reconnu non seulement comme le chef symbolique des Guelfes, mais aussi comme leur seigneur et souverain effectif, et, conscient que les papes pourraient constituer le plus grand obstacle à ses projets de conquête, il s'active âprement pour que, après la mort de Clément IV, le trône papal reste vacant pendant près de trois ans, empêchant le conclave d'atteindre la majorité nécessaire pour l'élection grâce à son influence sur les cardinaux français (le rôle des prélats d'origine française restera un élément déterminant des élections papales jusqu'au Grand Schisme d'Occident) ; pendant la vacance du siège papal, Charles Ier mène plusieurs campagnes dans toute l'Italie pour tenter de le soumettre.
Grégoire X, élu après la longue vacance du siège papal, se montre d'abord accommodant envers Charles Ier, préférant se consacrer à l’organisation du deuxième concile de Lyon en 1274 et à la rédaction de la bulle Ubi periculum, qui institue officiellement le conclave et en établit les règles, visant à éviter qu’une vacance aussi longue ne se reproduise. Lors du concile de Lyon, il réalise le premier coup d'État anti-angevin : l'empereur byzantin Michel VIII Paléologue accepte de se soumettre à l'autorité papale et de réunir l'Église d'Orient avec celle d'Occident, en échange de la reconnaissance de sa souveraineté sur les territoires byzantins, ce qui irrite beaucoup Charles Ier, qui tente depuis des années de prendre le contrôle de divers territoires des Balkans et même de Constantinople. L'union ne se fera cependant pas : elle ne serait pas efficace et est rejetée par la majorité du clergé et des fidèles orthodoxes. Après le concile, Grégoire X toujours dans une visée anti-angevine, s’emploie également à restaurer la stabilité du trône impérial germanique, favorisant la montée de la maison de Habsbourg, et cherche à favoriser un accord de paix entre guelfes et gibelins. Cette dernière tentative est déçue par Charles Ier lui-même.
Les efforts de Grégoire X sont contrecarrés par sa mort prématurée ; la série de brefs apostoliques qui suivent ne font qu’accorder à Charles Ier une plus grande liberté de mouvement. Le seul pontife qui tente de nouveau de contrer le pouvoir angevin est Nicolas III Orsini, qui enlève à Charles Ier le titre de sénateur de Rome, interdit aux étrangers d'obtenir des postes dans la ville et tente de réorganiser le système d'alliances entre les États et les communes italiennes pour limiter l'influence angevine ; mais encore une fois, sa mort prématurée annule ses actions. Charles Ier réussit, grâce à son influence, à faire élire comme pape Martin IV, un cardinal français très fidèle aux Angevins, qui annule toutes les dispositions de Nicolas III, rendant le Sénat romain (et donc le contrôle de Rome) à Charles Ier ; Martin IV excommunie Michel VIII Paléologue, annulant les accords conclus à Lyon et permettant ainsi à Charles de reprendre ses campagnes dans les Balkans, et, à la suite des Vêpres siciliennes, tente, avec un succès limité, d'éviter la sécession de la Sicile du royaume angevin en excommuniant Pierre III (roi d'Aragon) et en déclarant que sa couronne passera à Charles de Valois ; cette dernière résolution n’est cependant jamais mise en œuvre.
À la mort de Martin IV, Honorius IV, un autre loyaliste de Charles Ier, membre de la famille Savelli, est élu. Étant donné que la papauté et la ville sont désormais fermement entre les mains des Angevins, que Savelli est originaire de Rome et, par conséquent, bien considéré par la population romaine, il n'y a plus aucune raison de maintenir le siège papal à Viterbe ; en mai 1285, Honorius IV revient avec toute la curie à Rome, où il est solennellement consacré pontife dans la basilique Saint-Pierre.

#### Deuxième retour à Rome et affrontement avec Philippe le Bel (1285-1309)

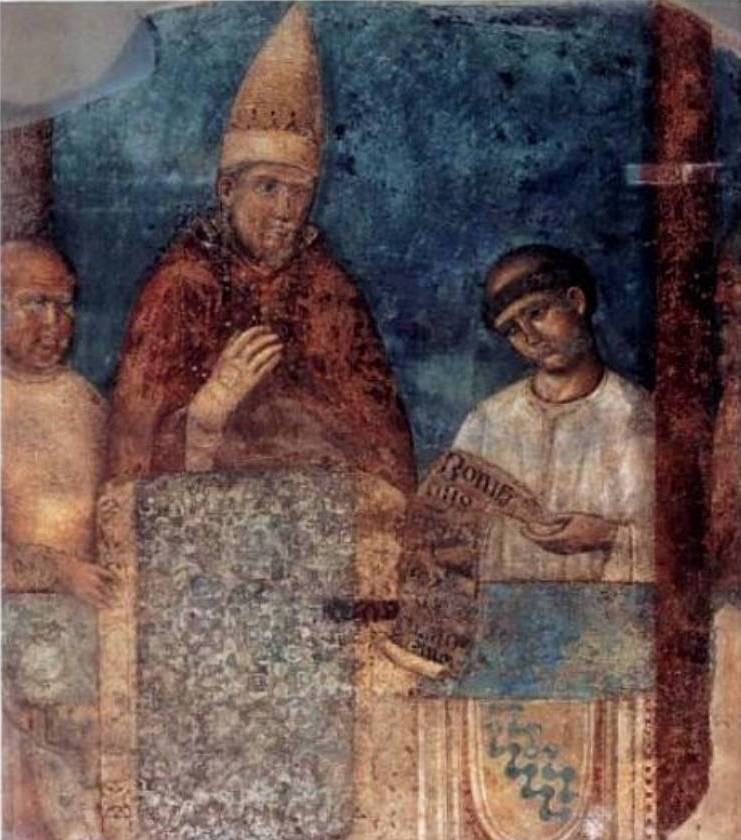
Giotto, Boniface VIII, 1300, fresque.

Avec la mort de Charles Ier d'Anjou au début de 1285, la papauté retrouve une partie de son indépendance, tout en gardant toujours une certaine déférence envers le nouveau souverain angevin, Charles II d'Anjou, et surtout envers son allié majeur, le nouveau monarque Français Philippe IV le Bel. Même s'ils ont retrouvé un libre accès à Rome, les papes de cette dernière phase de la papauté errante préfèrent conserver le siège papal en dehors de la ville, encore considéré comme dangereuse en raison des affrontements entre familles baronniales. Nicolas IV transfère la cour papale à Rieti, une position qui lui permet également un plus grand contrôle sur les territoires papaux des Apennins ; Célestin V passe son bref pontificat à Naples, sous protection angevine ; Boniface VIII conserve le siège papal à Rome puis à Rieti mais passe la majeure partie de son règne dans sa ville natale d'Anagni ; Benoît XI conclut ses huit mois de pontificat à Pérouse.
Honorius IV est remplacé, après un long interrègne, par Nicolas IV, premier pape franciscain, qui centre son pontificat sur la tentative de réconciliation entre les différents états chrétiens d'Europe, en vue d'une nouvelle croisade de toute la chrétienté unie vers la Terre sainte ; son rêve d’une nouvelle croisade ne se concrétise toutefois jamais et ses appels à l’unité des chrétiens restent pour la plupart lettre morte. Sa politique de réconciliation a également des implications pour l'administration de l'État pontifical : bien que les plus grands soutiens du pape au siècle précédent aient été les Orsini, Nicolas IV préfère confier l'administration de Rome à la famille Colonna, malgré son passé de Gibelins irréductibles.
La mort de Nicolas IV est suivie d'une autre vacance prolongée, à la fin de laquelle, en 1294, l'ermite Pietro da Morrone est élu pape sous le nom de Célestin V, homme connu dans toute l'Europe pour sa piété et son dévouement, mais ignorant totalement le droit canonique et la bureaucratie administrative. Une fois la curie transférée à Naples sur les conseils de Charles II d'Anjou, Célestin n'est plus qu'une marionnette entre ses mains et se rend vite compte qu'il n'est pas en mesure d'exercer le rôle de pontife ; il souhaite retourner à sa vie monastique. Ainsi, quelques mois après son élection, Célestin, probablement sous le conseil du cardinal Benedetto Caetani, renonce officiellement à la charge pontificale. Lors du conclave qui suit, Caetani lui-même est élu pape sous le nom de Boniface VIII. L'un de ses premiers actes en tant que pontife est l'annulation de toutes les mesures prises par Célestin sous l'influence angevine et l'arrestation de l'ancien pape : Boniface VIII, dont l'élection n'a pas été bien accueillie par les cardinaux français, craint en effet que Charles II et les autres forces liées aux milieux au-delà des Alpes puissent coopter Célestin comme antipape ; Pietro da Morrone meurt quelques mois plus tard en captivité.

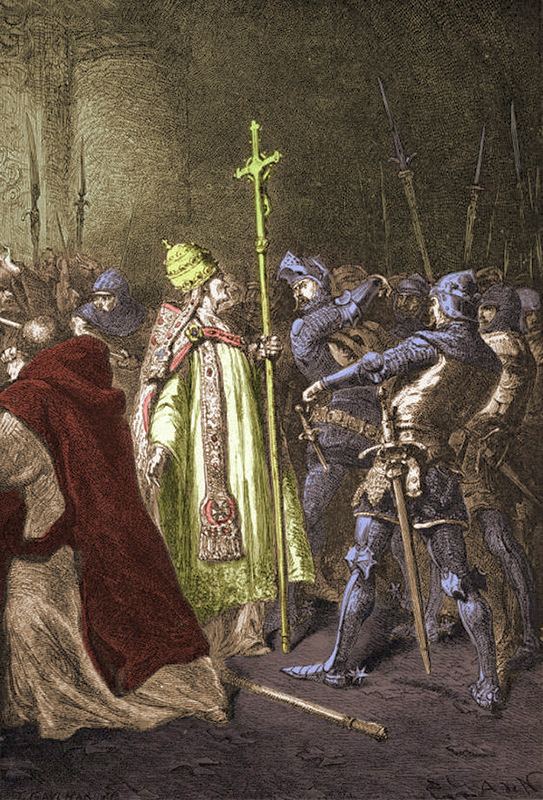
Alphonse de Neuville, Sciarra Colonna giflant le pape Boniface VIII, événement culminant de la tentative d'arrestation de Boniface VIII, 1883, illustration de The History of France from the Earliest Times to the Year 1789 de François Guizot, London, S. Low, Marston, Searle & Rivington.

Le pontificat de Boniface se caractérise par sa tentative, désormais anachronique, de réaffirmer l'universalité du pouvoir papal et sa supériorité sur toutes les monarchies d'Europe, alors que le pouvoir impérial universel a définitivement décliné : il promulgue à cet effet la bulle Clericis laicos, dans laquelle il interdit à toute autorité temporelle laïque de taxer les ecclésiastiques ou les biens de l'Église sous peine d'excommunication ; cette disposition met le pontife en conflit avec le roi de France Philippe le Bel, qui poursuit une politique de forte centralisation de toutes les institutions du royaume, dont l'Église. En réponse, celui-ci publie une série d'édits interdisant l'exportation d'argent de France, empêchant ainsi le pape de percevoir les revenus ecclésiastiques français sans violer les conditions de la bulle pontificale. Boniface préfère alors prendre du recul et accorder au roi la permission de taxer les ecclésiastiques ; cette capitulation du pape face à la ferme opposition du roi de France trouve sa cause dans la nécessité de le garder comme allié alors que son autorité papale s'affaiblit dans les milieux romains : en effet, les Colonna, ennemis historiques des Caetani, n'ont pas accueilli favorablement l'élection de Boniface et sont même les meneurs d'un mouvement qui soutient l'illégitimité de son élection, auquel se joignent également plusieurs ecclésiastiques mécontents du despotisme de Caetani. La réponse du pontife est implacable : les Colonna sont excommuniés, privés de tous leurs biens et finalement contraints de fuir vers la France tandis que Palestrina, leur principal fief, est entièrement rasé.
Bien que dans les années suivantes Boniface VIII tente d'entretenir de bonnes relations avec les Français et leurs alliés (par exemple, il se range du côté des Angevins lors des négociations de la paix de Caltabellotta et délègue la gestion des affaires papales en Toscane à Charles de Valois), des tensions avec Philippe IV le Bel réapparaissent. À la suite de l'appropriation par la noblesse française de certains biens ecclésiastiques et à l'arrestation d'un évêque qui lui est fidèle, le pontife retire au roi les droits de taxation qui lui étaient accordés précédemment et réaffirme l'autorité papale suprême, menaçant d'excommunication quiconque s'opposerait à lui. Cette fois, Philippe le Bel ne cherche pas la médiation et, profitant de la présence de Colonna à sa cour, organise, avec le plein soutien du clergé français, un procès pour destituer le pape pour simonie, hérésie et immoralité. Une expédition est organisée, dirigée par Guillaume de Nogaret et Sciarra Colonna, pour arrêter le pontife (qui entre-temps a excommunié le roi) et l'emmener en France pour y être jugé ; en septembre 1303, les deux condottieri réussissent à entrer à Anagni et à arrêter le pape dans sa résidence (épisode connu sous le nom d'« attentat d'Anagni ») mais sont contraints à fuir au bout de quelques jours par la population locale. Boniface VIII décède quelques semaines plus tard, peut-être des suites de son arrestation.
Le successeur de Boniface, Benoît XI, cherche à réparer les ruptures causées par son prédécesseur, libérant de l’excommunication Philippe le Bel et les membres de la famille Colonna, auxquels il est permis de rentrer en Italie, mais ne leur restitue pas les biens qui leur ont été confisqués. Cette décision réussit à mécontenter à la fois les Colonna (qui veulent récupérer ce qu’ils ont perdu) et les partisans du précédent pape (qui ne veulent pas que les Colonna reviennent à Rome). En peu de temps, Rome replonge dans une guerre entre familles ; le pape est contraint de se réfugier à Pérouse où il meurt.
Après presque un an de vacance, Clément V, archevêque français, est choisi comme nouveau pape. Il préfère ne pas se rendre à Rome alors en pleine guerre civile, et établit son propre siège, probablement à l'instigation de Philippe IV dans le comtat Venaissin, fief papal entouré de territoires français, débutant ainsi la période de la papauté d'Avignon.

#### Liste des papes de la papauté errante
Trente-trois papes règnent pendant la période d'instabilité politique à Rome :
- Honorius II, 1124-1130
- Innocent II, 1130-1143
- Célestin II, 1143-1144
- Lucius II, 1144-1145
- Eugène III, 1143-1153
- Anastase IV, 1153-1154
- Adrien IV, 1154-1159
- Alexandre III, 1159-1181
- Lucius III, 1181-1185
- Urbain III, 1185-1187
- Grégoire VIII, 1187
- Clément III, 1187-1191
- Célestin III, 1191-1198
- Innocent III, 1198-1216
- Honorius III, 1216-1227
- Grégoire IX, 1227-1241
- Célestin IV, 1241
- Innocent IV, 1243-1254
- Alexandre IV, 1254-1261
- Urbain IV, 1261-1264
- Clément IV, 1265-1268
- Grégoire X, 1271-1276
- Innocent V, 1276
- Adrien V, 1276
- Jean XXI, 1276-1277
- Nicolas III, 1277-1280
- Martin IV, 1281-1285
- Honorius IV, 1285-1287
- Nicolas IV, 1288-1292
- Célestin V, 1294
- Boniface VIII, 1294-1303
- Benoît XI, 1303-1304
- Clément V, 1305-1314

### Papauté d'Avignon(1309-1377)

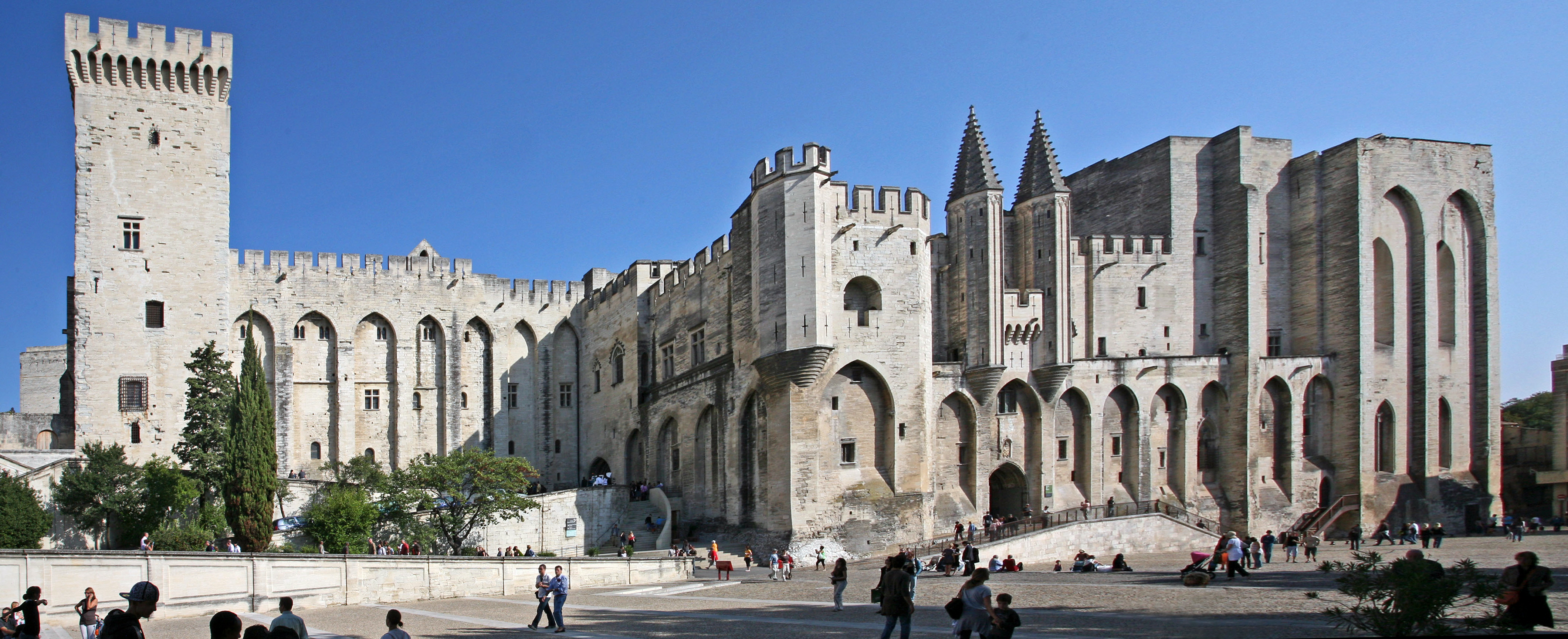
Palais des papes d'Avignon.

À partir de 1309 et jusqu'en 1377, durant la période également appelée « captivité avignonnaise », sept papes, tous français, résident à Avignon. Deux raisons principales poussent les papes à transférer et à maintenir la cour papale à Avignon : le désir de rester en contact étroit avec le clergé et le roi de France, qui a longtemps exprimé des visées autonomistes pour l'Église française, et la nécessité de s'éloigner plus ostensiblement de Rome, désormais constamment en état de guerre civile. De ce dernier point de vue, la papauté d'Avignon peut être considérée comme une continuation naturelle de la papauté errante qui caractérise les deux siècles précédents. Si d’un côté la captivité d’Avignon a été préjudiciable au prestige de la papauté, d'un autre elle a permis aux papes de réorganiser sereinement l’administration ecclésiastique et de renforcer l’appareil de l’État pontifical. En 1378, Grégoire XI ramène le siège papal à Rome et y meurt.

#### Liste des papes de la papauté d'Avignon
Sept papes règnent pendant la papauté d'Avignon :
- Clément V, 1305-1314
- Jean XXII, 1316-1334
- Benoît XII, 1334-1342
- Clément VI, 1342-1352
- Innocent VI, 1352-1362
- Urbain V, 1362-1370
- Grégoire XI, 1370-1378

### Grand Schisme d'Occident (1378-1417)

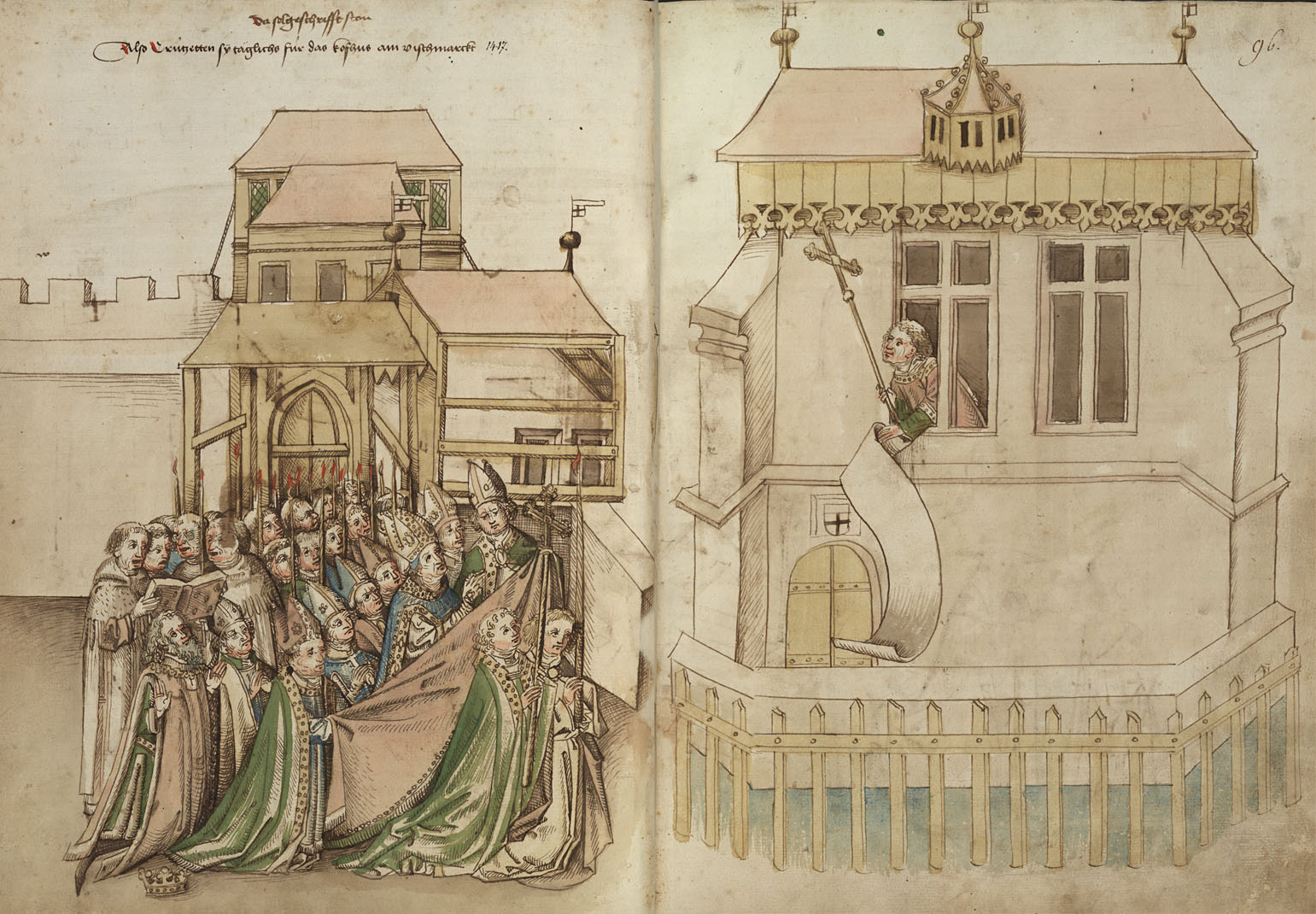
Proclamation de l'élection de Martin V, illustration de la Chronik des Konstanzer Konzils de Ulrich de Richental, vers 1464.

Après l'élection contestée d'Urbain VI en 1378, les cardinaux français rejettent le résultat et se retirent dans leur propre conclave, où ils élisent l'un des leurs, Robert de Genève, qui prend le nom de Clément VII ; il installe son siège papal à Avignon, marquant le début d'une période difficile, qui dure jusqu'en 1418, que les érudits catholiques appellent le « Schisme d'Occident » (par opposition au Schisme d'Orient de 1054) ou la « Grande controverse des antipapes » (également appelée « le second grand schisme » par certains historiens laïcs et protestants), lorsque les différents partis au sein de l'Église catholique se divisent sur la base de leur loyauté envers l'un ou l'autre des prétendants à la charge papale. Le concile de Pise (1409) tente de résoudre la situation en déclarant caducs les papes romains et avignonnais et en élisant Alexandre V à leur place. Mais le seul résultat est une nouvelle aggravation du schisme, avec désormais non pas de deux, mais même de trois prétendants, car la légitimité du concile et de ses décisions est remise en question à la fois par les deux papes déchus et par plusieurs souverains européens.
Un nouveau concile est convoqué en 1414 à Constance. En mars 1415, l'antipape pisan Jean XXIII s'enfuit de Constance déguisé, mais est arrêté, ramené et déposé en mai. Le pape romain Grégoire XII abdique volontairement en juillet. Le pape d'Avignon Benoît XIII, qui a refusé de participer au concile, est destitué par contumace.
Le concile de Constance, après s'être débarrassé définitivement des papes et des antipapes, élit Martin V en novembre 1417, décision qui est ensuite ratifiée par tous les cardinaux à l'issue du concile en 1418, mettant fin au schisme.

#### Liste des papes du schisme d'Occident
Quatre papes règnent pendant le schisme d'Occident :
- Urbain VI, 1378-1389
- Boniface IX, 1389-1404
- Innocent VII, 1404-1406
- Grégoire XII,1406-1415

## Âge moderne (1417-1789)

### Papauté de la Renaissance et Réforme protestante (1417-1565)

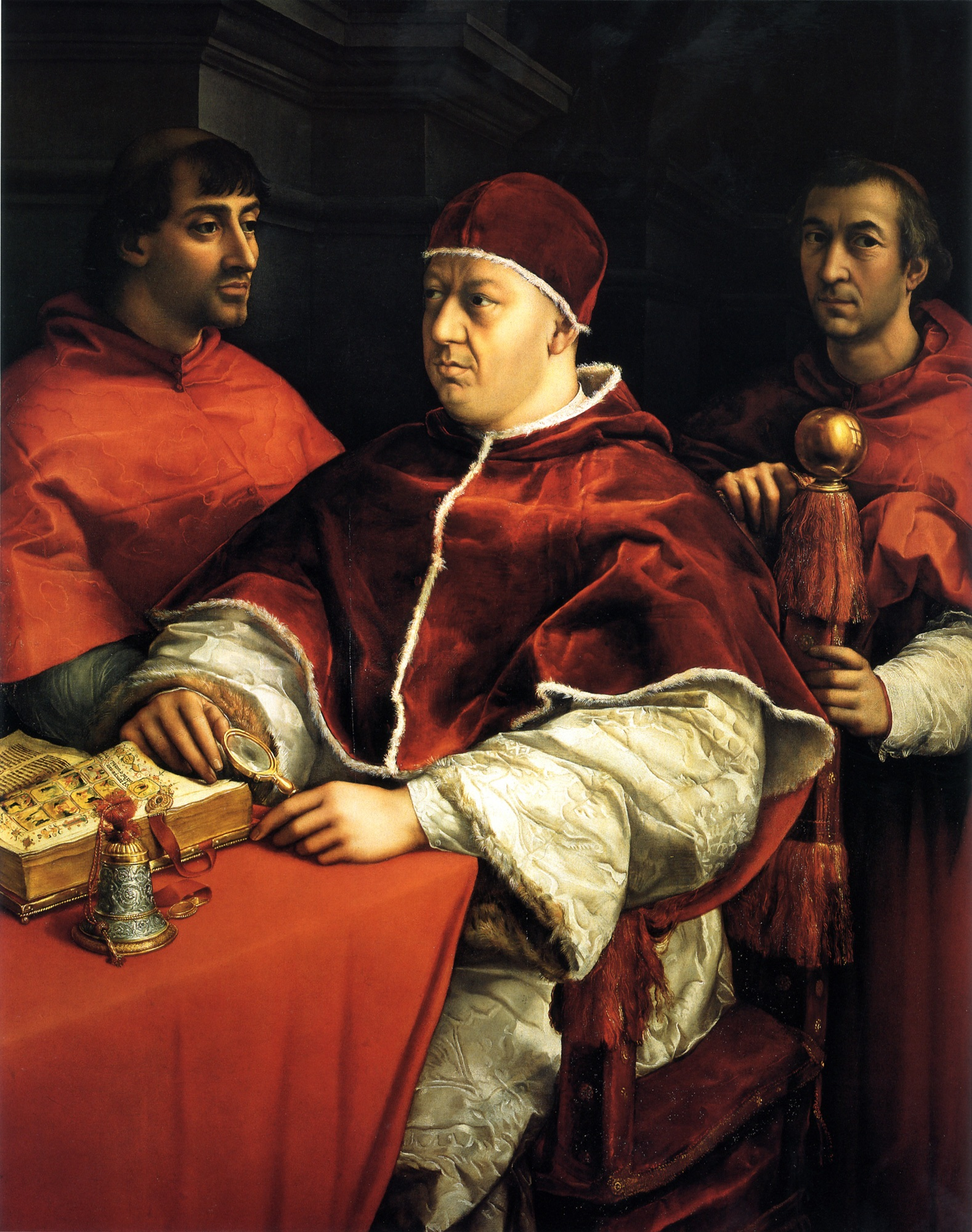
Raphaël, Portrait du pape Léon X avec ses petits-enfants, Giulio de' Médicis (à gauche, le futur pape Clément VII) et Luigi de' Rossi (à droite) qu’il nomme cardinaux-neveux, 1518, musée des offices.

De l'élection de Martin V lors du concile de Constance en 1417 jusqu'à la Réforme au XVIe siècle, le christianisme occidental traverse une phase exempte de schismes et de prétendants papaux rivaux importants. Il existe de nombreuses divergences notables sur la direction que doit prendre l'Église et la religion, mais celles-ci sont résolues grâce aux procédures désormais bien établies du conclave.
Contrairement à celle des autres dirigeants européens, la fonction papale n'est pas héréditaire, ce qui pousse de nombreux papes à promouvoir les intérêts de leur famille par le népotisme, selon Eamon Duffy, « le résultat inévitable de tout cela fut la création d'une classe cardinalice riche, avec de forts liens dynastiques ». Le collège est dominé par les cardinaux-neveux (parents des papes qui les ont élevés), les cardinaux de couronne (représentants des monarchies catholiques d'Europe) et les membres des familles italiennes les plus puissantes. Les riches papes et cardinaux financent de plus en plus l'art et l'architecture de la Renaissance, renouvelant complètement la physionomie et l'aménagement urbain de Rome.
Au cours de cette période, les États pontificaux commencent à ressembler à un État-nation moderne ; la papauté joue un rôle de plus en plus actif dans les guerres et la diplomatie en Europe. Jules II est connu comme « le pape guerrier » pour son utilisation fréquente des armes pour accroitre le territoire et les possessions de la papauté. Les papes de cette période utilisent l'armée papale non seulement pour s'enrichir eux-mêmes et leurs familles, mais aussi pour récupérer et augmenter les territoires et les propriétés longtemps revendiqués par l'institution papale. Alors qu'avant le Schisme d'Occident, la papauté tirait une grande partie de ses revenus de « l'exercice vigoureux de sa fonction spirituelle », les papes dépendent désormais financièrement des revenus des États pontificaux eux-mêmes. En raison de leurs ambitieux projets temporels, qu'ils soient de nature militaire ou artistique, les papes de la Renaissance doivent élargir leurs sources de revenus, recourant à la vente d'indulgences et de postes bureaucratiques et ecclésiastiques. Les campagnes diplomatiques et militaires de Clément VII conduisent au sac de Rome (1527).

La construction de la nouvelle basilique Saint-Pierre est entreprise par Jules II en 1506, financée en grande partie par l'argent provenant de la vente des indulgences.

Les papes sont fréquemment appelés à jouer le rôle d’arbitres dans les différends entre puissances coloniales. La découverte de Christophe Colomb en 1492 perturbe les relations déjà instables entre le royaume de Portugal et la couronne de Castille, dont la lutte pour la possession des territoires coloniaux le long de la côte africaine était réglée depuis de nombreuses années par les bulles pontificales de 1455, 1456 et 1479. Alexandre VI répond par trois bulles, datées des 3 et 4 mai, très favorables à la Castille ; la troisième, Inter caetera (1493), accorde à l'Espagne le droit exclusif de coloniser une grande partie du Nouveau Monde.
Selon Eamon Duffy, « la papauté de la Renaissance rappelle un spectacle hollywoodien, tout en décadence et en glissement. Les contemporains voyaient la Rome de la Renaissance comme nous voyons aujourd'hui le Washington de Nixon, une ville de putains payées et de corruption politique, où tout et chacun avait un prix, où l’on ne pouvait faire confiance à rien ni à personne. Les papes eux-mêmes semblaient ouvrir la voie à tout cela ». Exemple emblématique de cette période, on dit que le pape Léon X a affirmé : « Puisque Dieu nous a donné la papauté, profitons-en ». De nombreux papes de la Renaissance ont des compagnes et des enfants, sont impliqués dans des intrigues et même dans des meurtres. Alexandre VI a quatre enfants reconnus (César, Lucrèce , Geoffroi et Giovanni) avant de devenir pape.
La corruption généralisée des milieux romains, les dépenses des pontifes et des cardinaux et l'abus des pratiques religieuses telles que la vente d'indulgences nuisent gravement la réputation de la papauté, générant un mécontentement généralisé dans de nombreux cercles catholiques en Europe, et sont parmi les principales causes qui poussent Martin Luther et d'autres prélats et théologiens à initier la Réforme protestante, à laquelle les papes de cette période ne sont pas en mesure de répondre de manière adéquate. Près de trente ans s'écoulent avant que Paul III décide de convoquer le Concile de Trente dans le but d'organiser une réponse catholique adéquate à la propagation du protestantisme, mais l'Europe est alors déjà déchirée par de profondes divisions et des guerres de religion qui rendent pratiquement impossible d'éviter le schisme.

#### Liste des papes de la Renaissance
Dix-neuf papes règnent pendant la Renaissance :
- Martin V,1417-1431
- Eugène IV, 1431-1447
- Nicolas V, 1447-1455
- Calixte III, 1455-1458
- Pie II, 1458-1464
- Paul II, 1464-1471
- Sixte IV, 1471-1484
- Innocent VIII, 1484-1492
- Alexandre VI, 1492-1503
- Pie III, 1503
- Jules II, 1503-1513
- Léon X, 1513-1521
- Adrien IV, 1522-1523
- Clément VII, 1523-1534
- Paul III, 1534-1549
- Jules III, 1550-1555
- Marcel II, 1555
- Paul IV, 1555-1559
- Pie IV, 1559-1565

### Contre-réforme et papauté baroque (1566-1700)

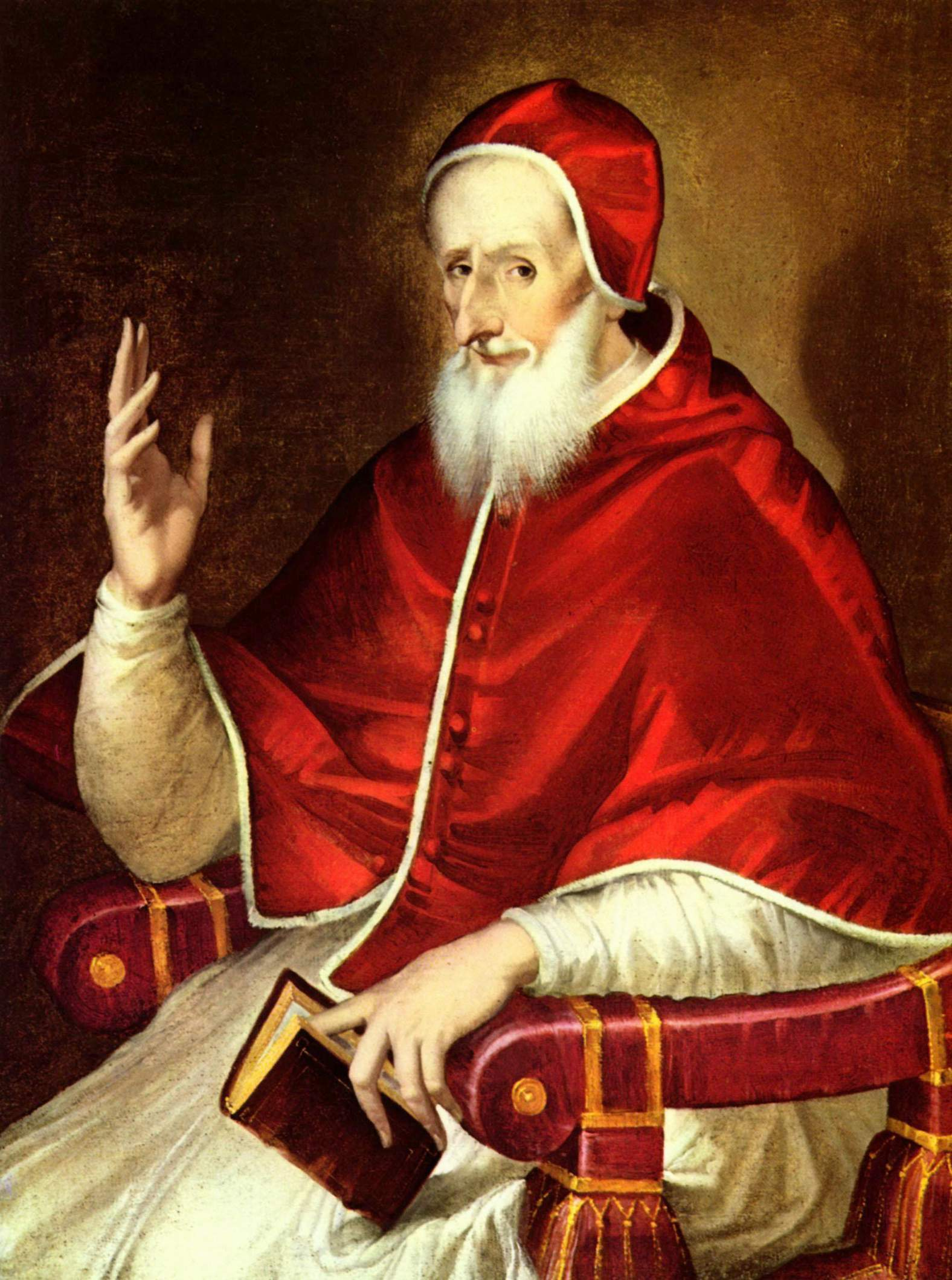
Le Greco, Portrait du pape Pie V, l'un des pontifes les plus énergiques et les plus actifs de la période immédiatement post-tridentine, incarnant pleinement l'esprit de réaffirmation du prestige romain, vers 1605, collection particulière.

Le Concile de Trente produit une série de réformes, souvent radicales, visant à contrer la diffusion des idées protestantes en Europe. Le mouvement connu sous le nom de « Contre-Réforme » commence, parfois aussi appelé « réforme catholique » pour souligner le fait qu'il ne s'agit pas simplement d'un mouvement réactionnaire contre le protestantisme, mais aussi d'un processus de profonde réorganisation structurelle et doctrinale au sein du catholicisme lui-même, qui caractérise la papauté baroque.
Une accentuation du climat d’intolérance, déjà perceptible au lendemain de la réforme luthérienne, est l’une des conséquences de ces réformes drastiques. À partir des années 1660, l'Europe s'enfonce dans une série de guerres de religion entre protestants et catholiques qui déstabilisent profondément les équilibres internes des États, accentuant le rôle politique et religieux du « champion » de la Contre-Réforme, le très catholique souverain d'Espagne Philippe II.
L'affirmation définitive de l'absolutisme papal et la mort du conciliarisme sont des éléments caractéristiques de la culture religieuse post-tridentine : les pontifes de la seconde moitié du XVIe siècle revendiquent le décret conciliaire tridentin qui réaffirme le caractère divin du diocèse de Rome, limitant ainsi fortement toute poussée autonomiste des sièges épiscopaux catholiques suffragants. Grâce également aux traités du théologien jésuite (et plus tard cardinal) Robert Bellarmin, une exaltation personnelle du pontife romain en tant que Vicarius Dei (vicaire de Dieu) et cœur de l'Église elle-même est réalisée.
Le point culminant de la période au cours de laquelle se consolide cette dimension curiale, centralisatrice et absolutiste, se situe entre le pontificat de Paul III et celui de Grégoire XV, au cours de laquelle des pontifes autoritaires et absolutistes comme Pie V et Sixte V incarnent l'esprit de renouveau qui se propage dans la conscience catholique post-tridentine. À partir du pontificat d'Urbain VIII, le rêve de restauration catholique de l'Europe s'estompe avec la fin de la guerre de Trente Ans et les traités de Westphalie de 1648 ; la mentalité contre-réformiste et de domination des structures curiales romaines s'installe, jusqu'à l'apparition des Lumières, qui constituent le premier mouvement culturel sérieux capable de détruire le système socio-religieux issu du concile de Trente.
Conscients désormais d'avoir perdu toute influence politique, les papes de la fin du XVIIe siècle se consacrent à renforcer la figure pontificale dans son rôle de guide moral et spirituel et de défenseur intransigeant de la doctrine catholique. Le pontife qui exprime le mieux cette nouvelle position est Innocent XI, qui entend relancer la papauté dans sa mission pastorale, en sélectionnant de façon plus intransigeante les candidats à la curie et en cherchant à en extirper certaines plaies, comme la vie princière menée par les cardinaux et le népotisme. Le gallicanisme constitue un autre défi qui surgit pendant son pontificat : entre 1680 et 1684, il doit faire face à la tentative du roi Louis XIV de soumettre l’Église de France à la monarchie. La diatribe atteint son apogée le 13 mars 1682 avec la promulgation de la déclaration des Quatre articles, dans laquelle le pouvoir papal est limité, tout en reconnaissant sa primauté spirituelle.

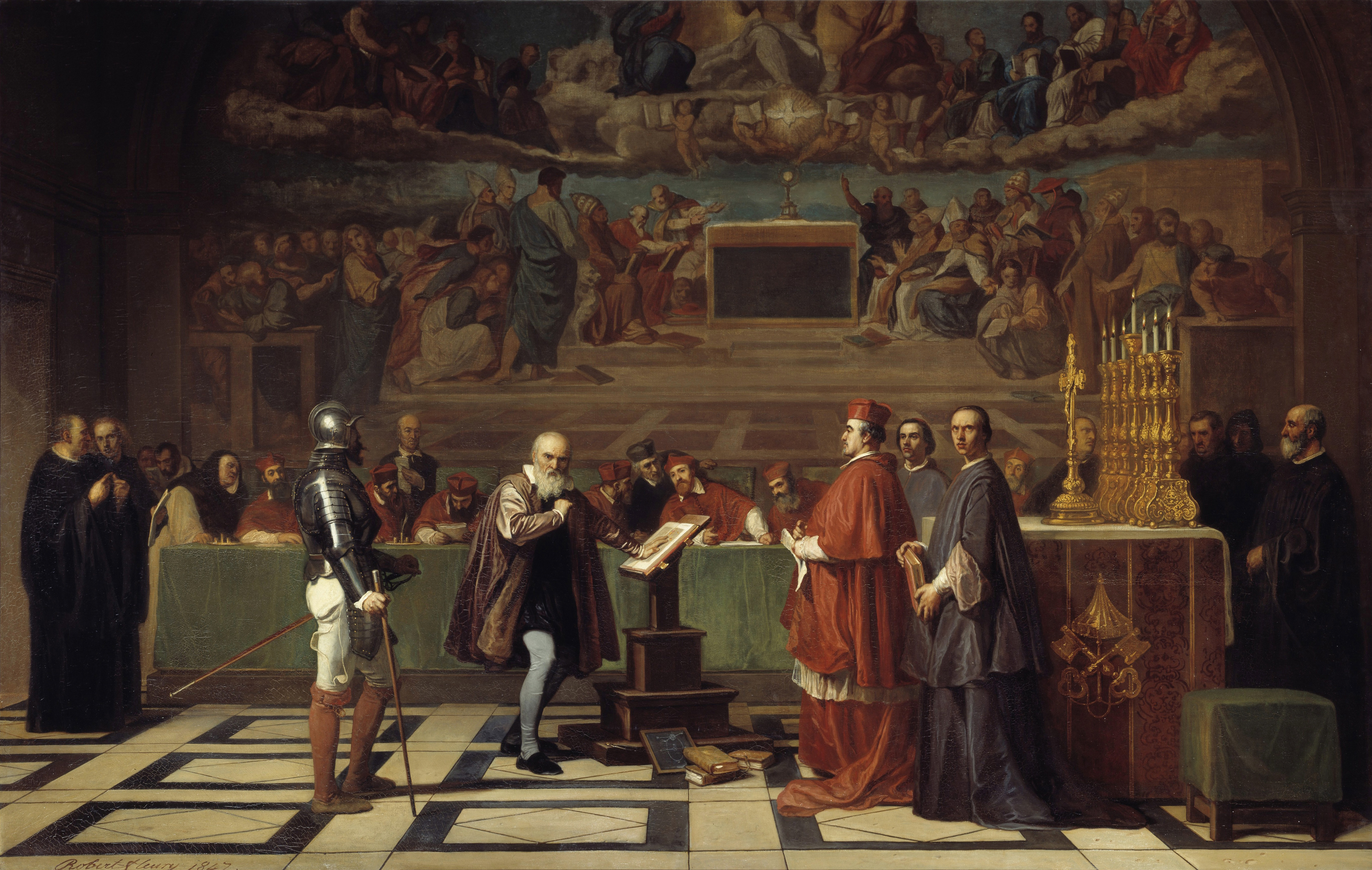
Joseph-Nicolas Robert-Fleury, Galilée devant le Saint Office, 1847.

La Compagnie de Jésus, un ordre fondé par Ignace de Loyola en 1534, est aussi un des protagonistes centraux de la période de la contre-réforme. Les prêtres jésuites deviennent un instrument fondamental de la papauté pour donner une nouvelle force au catholicisme dans toutes les nations européennes et au-delà : ils ouvrent de nombreuses écoles pour enseigner le catéchisme de l'Église catholique, ils surveillent l'orthodoxie des souverains catholiques et les pratiques religieuses populaires, ils donnent un nouvel élan à l'esprit missionnaire catholique. Le travail de persuasion des Jésuites s'accompagne souvent du travail beaucoup plus coercitif de la Sainte Inquisition, radicalement réformée et renforcée après le concile, chargée d'étouffer dans l'œuf tout nouveau mouvement hérétique, schismatique ou critique possible envers l'autorité ecclésiastique : de nombreux personnages illustres sont jugés par la « machine » inquisitoriale de cette époque, dont Giordano Bruno, Tommaso Campanella et Galilée.

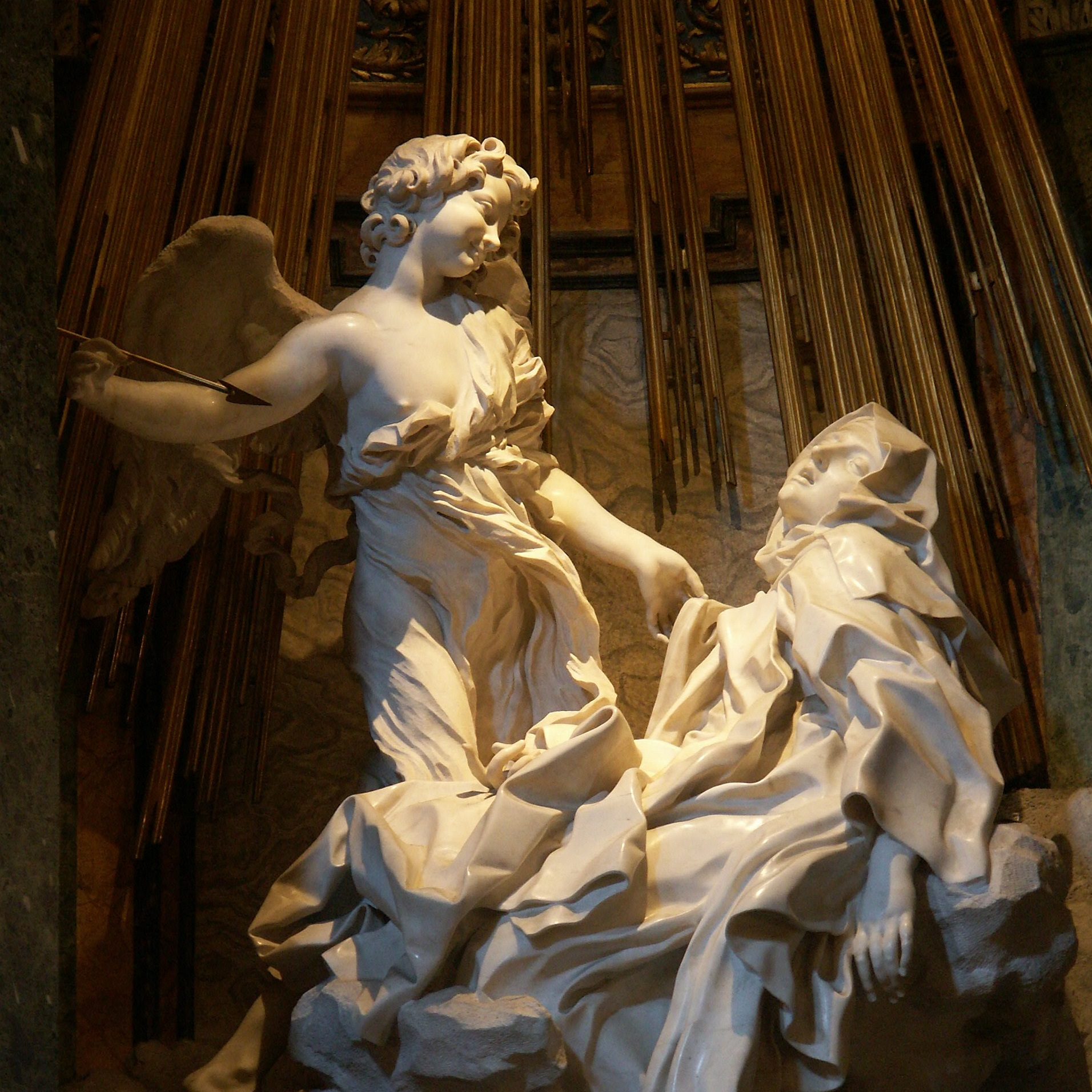
Le Bernin, Extase de sainte Thérèse d'Avila, entre 1645 et 1652, chapelle Cornaro, église Santa Maria della Vittoria de Rome.

Parallèlement au travail de réforme doctrinale, les pontifes favorisent le développement d'un nouveau langage artistique capable de représenter le nouveau corpus de l'Église, qui prend le nom de baroque. L'Église catholique, après avoir abdiqué la connaissance du monde à la suite du concile de Trente, y procède à une épuration de tous les thèmes païens typiques de la Renaissance pour laisser la place à un humanisme chrétien qui trouve ses forces motrices dans les collèges jésuites. Le mécénat des sciences et des arts connait un nouvel élan, mais vise à une innovation du savoir dans une perspective chrétienne : l'Église encourage le développement scientifique à condition qu'il soit conforme aux Saintes Écritures, favorise l'art ad maorem Gloriam Dei (Giovanni Pierluigi da Palestrina en musique ; Le Bernin et Francesco Borromini dans les arts figuratifs et architecturaux) et une poésie exaltée à fonction moralisatrice, avec le cercle classiciste du pape Urbain VIII.

#### Liste des papes de la papauté baroque
Dix-huit papes règnent pendant la papauté baroque :
- Pie V, 1566-1572
- Grégoire XIII, 1572-1585
- Sixte V, 1585-1590
- Urbain VII, 1590
- Grégoire XIV, 1590-1590
- Innocent IX, 1591
- Clément VIII, 1592-1605
- Léon XI, 1605
- Paul V, 1605-1621
- Grégoire XV, 1621-1623
- Urbain VIII, 1623-1644
- Innocent X, 1644-1655
- Alexandre VII, 1655-1667
- Clément IX, 1667-1669
- Clément X, 1670-1676
- Innocent XI, 1676-1689
- Alexandre VIII, 1689-1691
- Innocent XII, 1691-1700

### Siècle des Lumières (1700-1789)

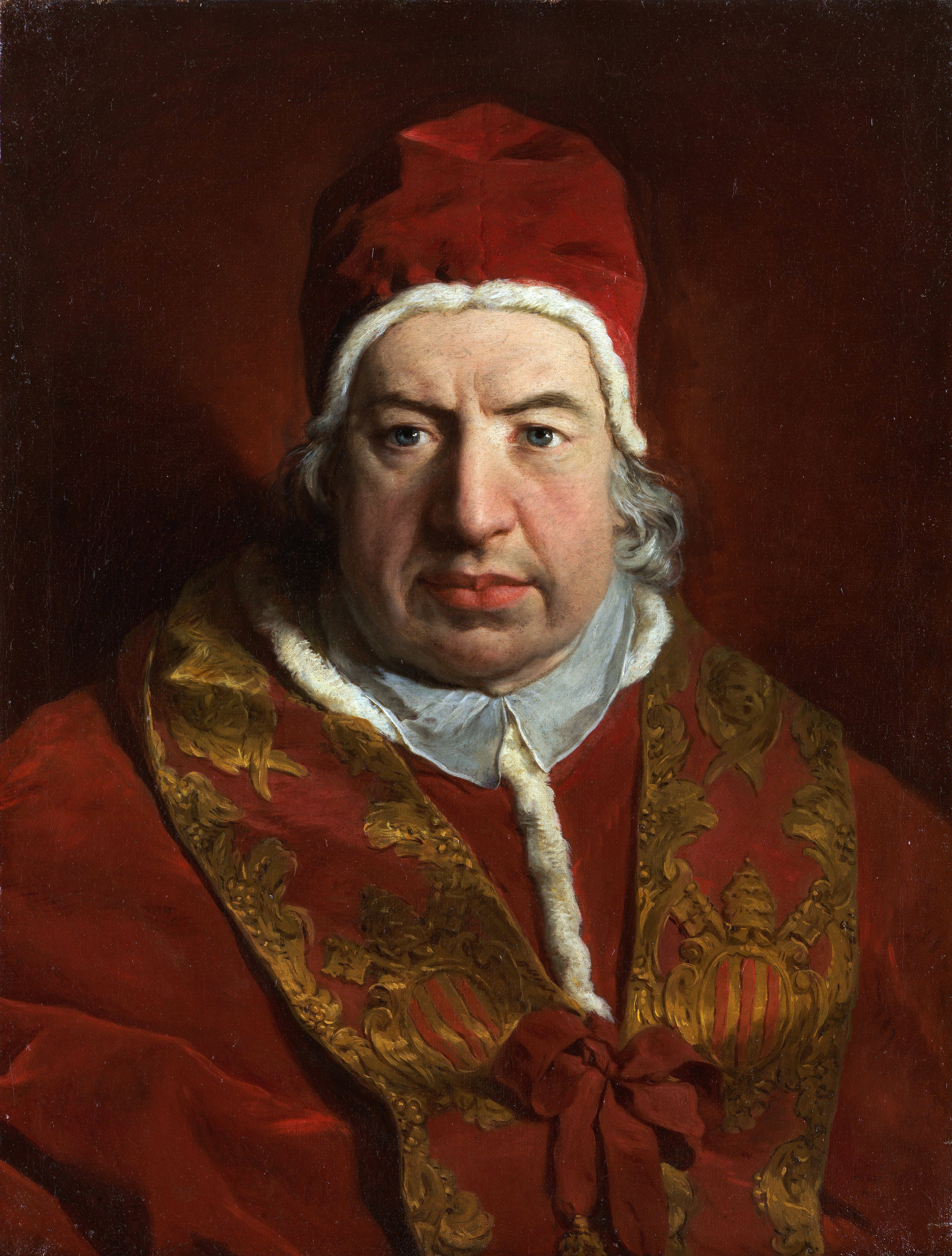
Pierre Subleyras, Portrait de Benoît XIV, 1746, Metropolitan Museum of Art.

Les papes du début du XVIIIe siècle poursuivent l’œuvre de réforme de l’Église et de la papauté. Toutefois, à partir du pontificat de Clément XI, le prestige de la papauté commence lentement à diminuer dans le domaine international : l’affirmation pleine du juridictionnalisme et la décadence de l’État pontifical dans ce domaine (les légats pontificaux ne sont même pas autorisés à participer aux négociations des traités d'Utrecht de 1714), conduit à une crise d'autorité de l'Église catholique dans les domaines éthique et doctrinal. Avec l’enracinement des Lumières dans les rangs de la politique et de la culture, un fort sentiment anti-jésuite se propage également au sein des cercles gouvernementaux. Si Benoît XIII et Clément XII essaient de s'opposer aux nouvelles idées venues du monde contemporain, Benoît XIV, également en raison de son esprit conciliant et de ses intérêts envers toutes les branches de la culture, essaie de trouver des canaux de médiation avec la nouvelle culture européenne, abandonnant dans le domaine ecclésiastique, la rigidité mentale excessive typique de la première contre-réforme, qui l'amène à être considéré comme un représentant de l'Aufklärung catholique.
Benoît XIV est le premier pape à affronter le mouvement des Lumières. Si, dans un premier temps, il est ouvert aux instances réformistes, dans la seconde moitié de son pontificat (1750-1758), lorsqu'il prend conscience des risques potentiels contenus dans certaines œuvres (De l'esprit des lois de Montesquieu, par exemple) et de l'anticléricalisme de plus en plus répandu au sein des États catholiques européens (notamment dans le Portugal du Sebastião José de Carvalho e Melo), il procède à un durcissement doctrinal visant à défendre les principes de la foi chrétienne. La phase réformiste commencée à l'époque baroque se conclut avec la deuxième phase de son pontificat.
Les papes ultérieurs montrent une attitude de plus en plus fermée et rigide envers les idées des Lumières, se retranchant dans leur position de défenseurs de la moralité et de la doctrine catholiques contre les « erreurs » de la modernité, tandis que leur pouvoir effectif sur les réalités ecclésiastiques en dehors des domaines pontificaux s'érode lentement. Les positions anticléricales de plusieurs États européens s'accentuent progressivement, notamment à l'égard des Jésuites, perçus comme un obstacle papiste à l'affirmation du pouvoir absolu des souverains : le Portugal les expulse de ses territoires en 1759, suivi par la France en 1761, par l'Espagne en 1767 et par plusieurs États italiens en 1768, jusqu'à ce que Clément XIV décide de supprimer complètement la Compagnie en 1773.
À l'aube de l'ère des révolutions, les papes se retrouvent de facto comme les dirigeants d'un petit état totalement dépourvu de tout poids politique au niveau international, et surtout d'alliés prêts à défendre, si nécessaire, leurs possessions en cas de révolution.

#### Liste des papes du siècle des Lumières
Huit papes règnent pendant le siècle des Lumières :
- Clément XI, 1700-1721
- Innocent XIII, 1721-1724
- Benoît XIII, 1724-1730
- Clément XII, 1730-1740
- Benoît XIV, 1740-1758
- Clément XIII, 1758-1769
- Clément XIV, 1769-1774
- Pie VI, 1775-1799

## Époque contemporaine (1789-aujourd'hui)

### De la Révolution française à l'unification italienne (1789-1870)
La période comprise entre le début de la Révolution française et la prise de Rome en 1870 est marquée par la plus grande expropriation de richesses et de biens de l'histoire de l'Église et par la perte progressive de tous les territoires sous l'autorité papale.

#### Révolution et période napoléonienne (1789-1815)

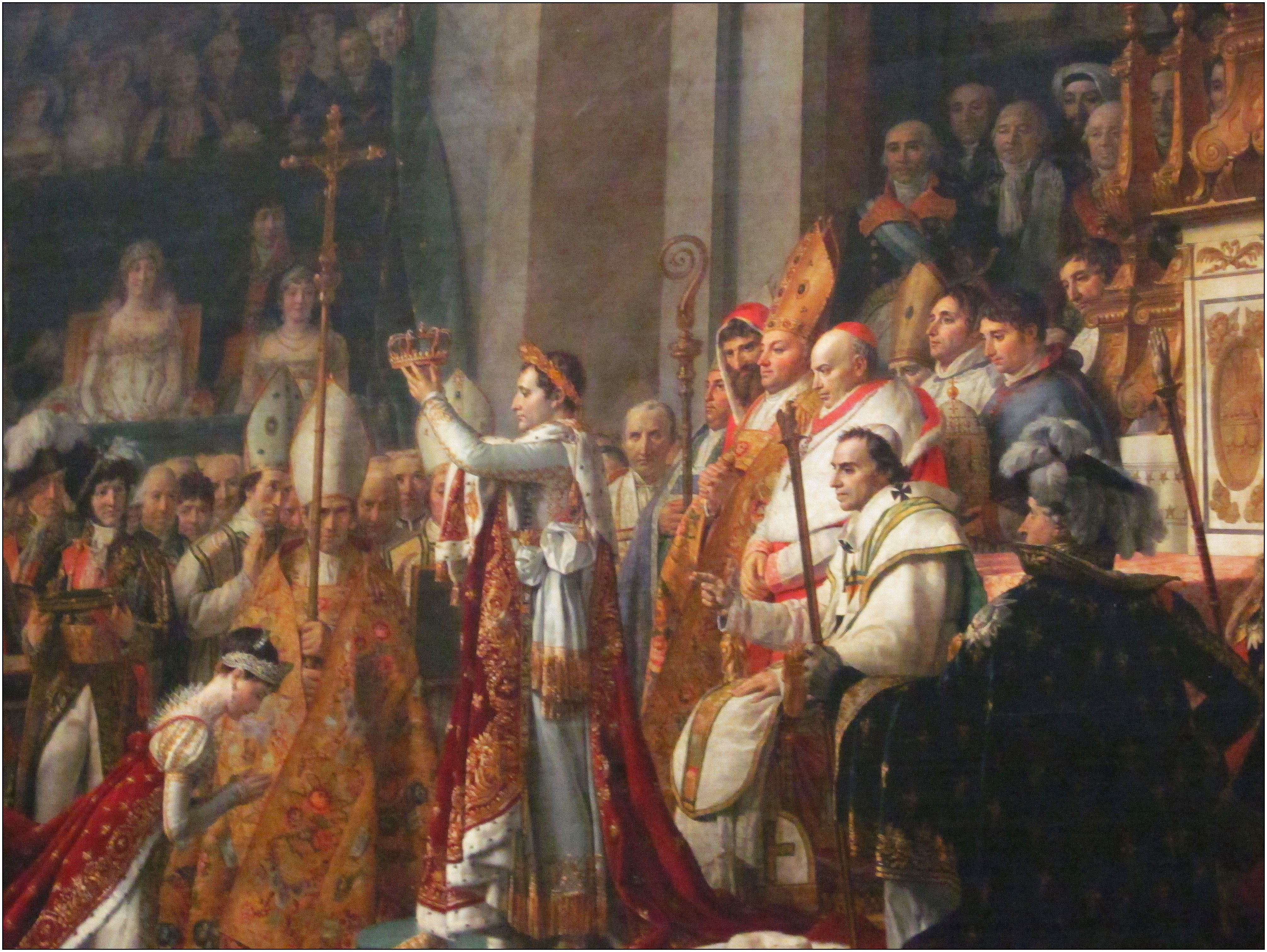
Jacques-Louis David, Le Sacre de Napoléon, Napoléon se proclame empereur sous le regard du pape Pie VII, entre 1805 et 1807, musée du Louvre.

Le gouvernement révolutionnaire français nationalise tous les biens ecclésiastiques et, avec la constitution civile du clergé, prive l'Église et le clergé de France de tous leurs privilèges, s'arrogeant également le droit de choisir les évêques. Pie VI répond par le court Quod aliquantum dans lequel il condamne les principes de la révolution et refuse de reconnaître la légitimité du nouveau gouvernement. En représailles, les forces révolutionnaires occupent le comtat Venaissin et l'annexent. Avec l'avènement de la Première République, les positions des révolutionnaires deviennent encore plus nettement anticléricales : tous les religieux qui refusent de prêter allégeance à la république sont exécutés ou contraints à l'exil ; beaucoup d'entre eux se réfugient dans les territoires pontificaux. Pie VI est l'un des principaux partisans de la guerre de la première coalition ; pour cette raison Napoléon Ier, général de l'armée d'Italie, envahit également les États pontificaux pendant la Campagne d'Italie (1796-1797), enlevant au pape les territoires de la Romagne et d'Ancône et imposant une indemnisation très lourde. Les troupes françaises occupent Rome, proclamant la République romaine (1798) et, après l'avoir arrêté, emmènent Pie VI en exil, où il meurt. Après de longues vicissitudes, le corps de Pie VI est ramené à Rome où, pour la première fois dans l'histoire, les funérailles d'un pontife sont célébrées par son successeur.
Le pontificat de son successeur, Pie VII, semble commencer sous un meilleur jour. Après l'accession de Napoléon au consulat, les relations entre la France et la papauté se détendent ; Pie VII obtient un nouveau concordat de Napoléon en 1801 et accepte de légitimer son accession au rang d'empereur. Le nouvel empereur ne respecte jamais les termes du concordat et en 1808, envahit à nouveau les États pontificaux, les annexant à l'empire. Le pape est arrêté et reste prisonnier jusqu'en 1814. Au congrès de Vienne, la délégation papale obtient la restitution de ses territoires et, en outre, l'abolition formelle de l'esclavage en Europe. La Compagnie de Jésus est également reconstituée.

#### Restauration et Risorgimento (1815-1870)

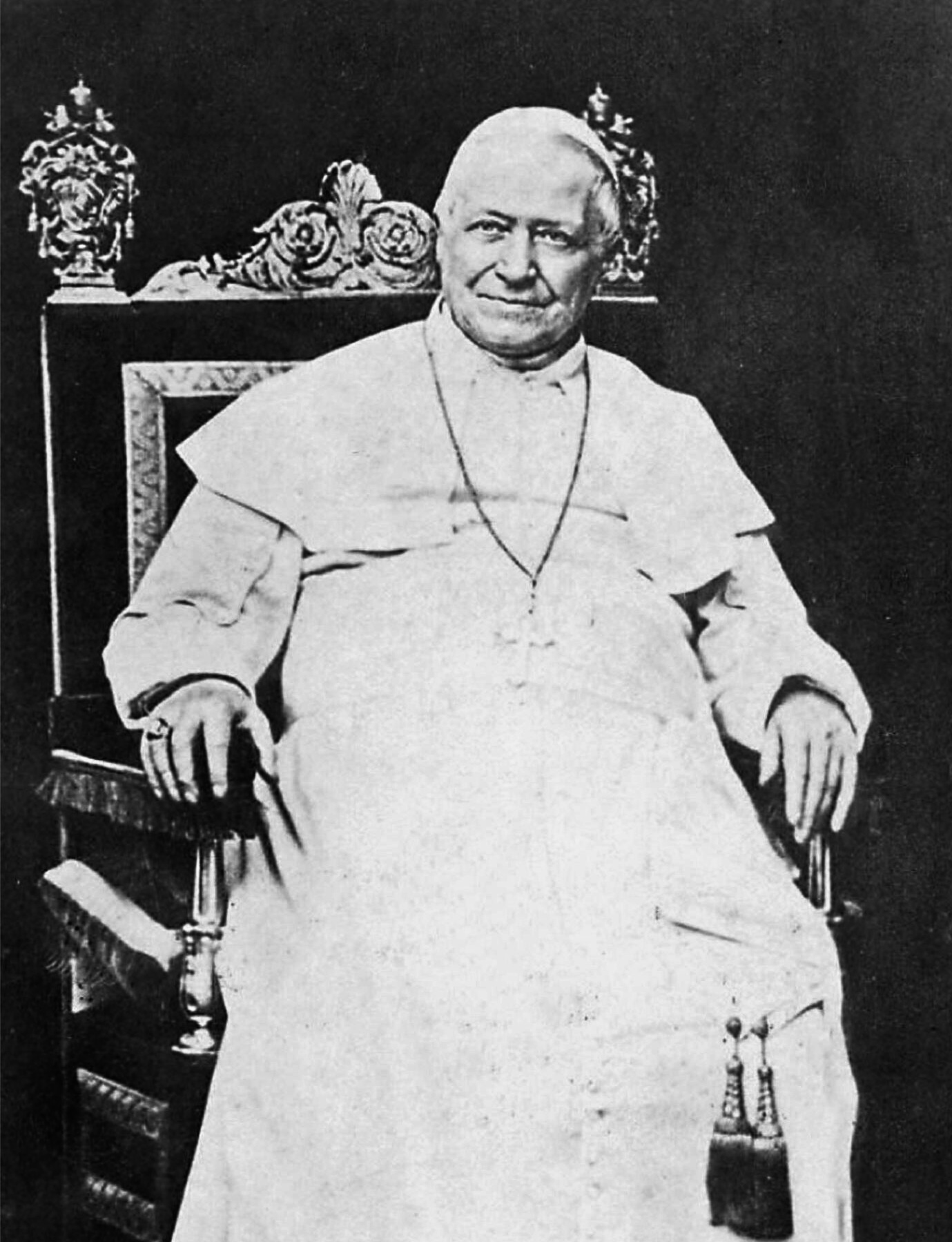
Pie IX.

L'État pontifical reste substantiellement étranger aux mouvements insurrectionnels de 1820-1821. Dans les années suivantes, les sociétés maçonniques ou carbonaristes sont durement condamnées et réprimées par l'autorité papale. L'histoire est différente lors des soulèvements de 1830-1831, au cours desquels les papes doivent faire face à la révolte des légations de Romagne, des Marches et de l'Ombrie, qui ne sont ramenées à l'ordre que grâce à l'intervention autrichienne.
En 1846, Pie IX est élu ; son pontificat de plus de trente ans est témoin de l'érosion progressive et définitive de la domination temporelle du pape. Déjà considéré avant les élections comme un candidat aux vues relativement libérales, il consacre ses premières années à des politiques de modernisation et de libéralisation de l'État, telles que la réduction de la censure, la construction de chemins de fer, l'expansion de la liberté de la presse, la liberté des Juifs, une plus grande ouverture à la participation des laïcs à la politique papale, ce qui le rend également populaire parmi les forces progressistes italiennes. Cependant, la situation change radicalement lors du Printemps des peuples de 1848 : bien qu'il accorde initialement la constitution à ses sujets et envoie des troupes volontaires pour assister la révolte milanaise contre les Habsbourg, son retrait ultérieur de la coalition anti-autrichienne génère une révolte au sein des territoires pontificaux. Il est contraint de se réfugier à Gaète tandis qu'à Rome, les rebelles établissent une nouvelle République romaine (1849). La République ne survit que quelques mois et est supprimée par l’invasion des troupes françaises, ce qui permet au pontife de revenir à Rome et d’en reprendre le contrôle. Après son retour, les positions de Pie IX deviennent beaucoup plus conservatrices et sa politique extrêmement réactionnaire : toutes les concessions faites au début de son pontificat sont révoquées ; l'élan de modernisation et d'industrialisation se ralentit considérablement.
Diverses révoltes mineures se succèdent au fil des années jusqu'à l'occasion de la campagne d'Italie (1859) : la légation des Romagnes réussit à se rebeller et à être annexée aux domaines de la maison de Savoie, initiant la profonde tension qui caractérise les relations entre le Saint-Siège et le futur État italien dans les années à venir. Une tentative de révolte a également lieu en Ombrie, qui est réprimée dans le sang par les troupes papales dans un épisode connu sous le nom d'« insurrection de Pérouse », qui aliène une grande partie des sympathies de l'opinion publique européenne envers la papauté. En 1860, à la suite du succès de l'expédition des Mille, les troupes piémontaises envahissent les territoires des Marches et de l'Ombrie pour intercepter l'avancée de Giuseppe Garibaldi et l'empêcher de marcher sur Rome, comme il semble vouloir le faire ; les deux territoires sont ensuite annexés au nouveau royaume d'Italie (1861-1946) pour unir les régions du nord et du sud. Seule le Latium reste au pape.
Dans les années suivantes, Pie IX réitère encore ses positions réactionnaires avec la publication en 1864, du Syllabus, un recueil de quatre-vingts propositions, où le libéralisme, la démocratie et le socialisme sont considérés par le pape lui-même comme inconciliables avec la foi catholique. Il tente également de renforcer l'autorité pontificale avec la proclamation du dogme de l'infaillibilité pontificale lors du premier concile œcuménique du Vatican de 1869.

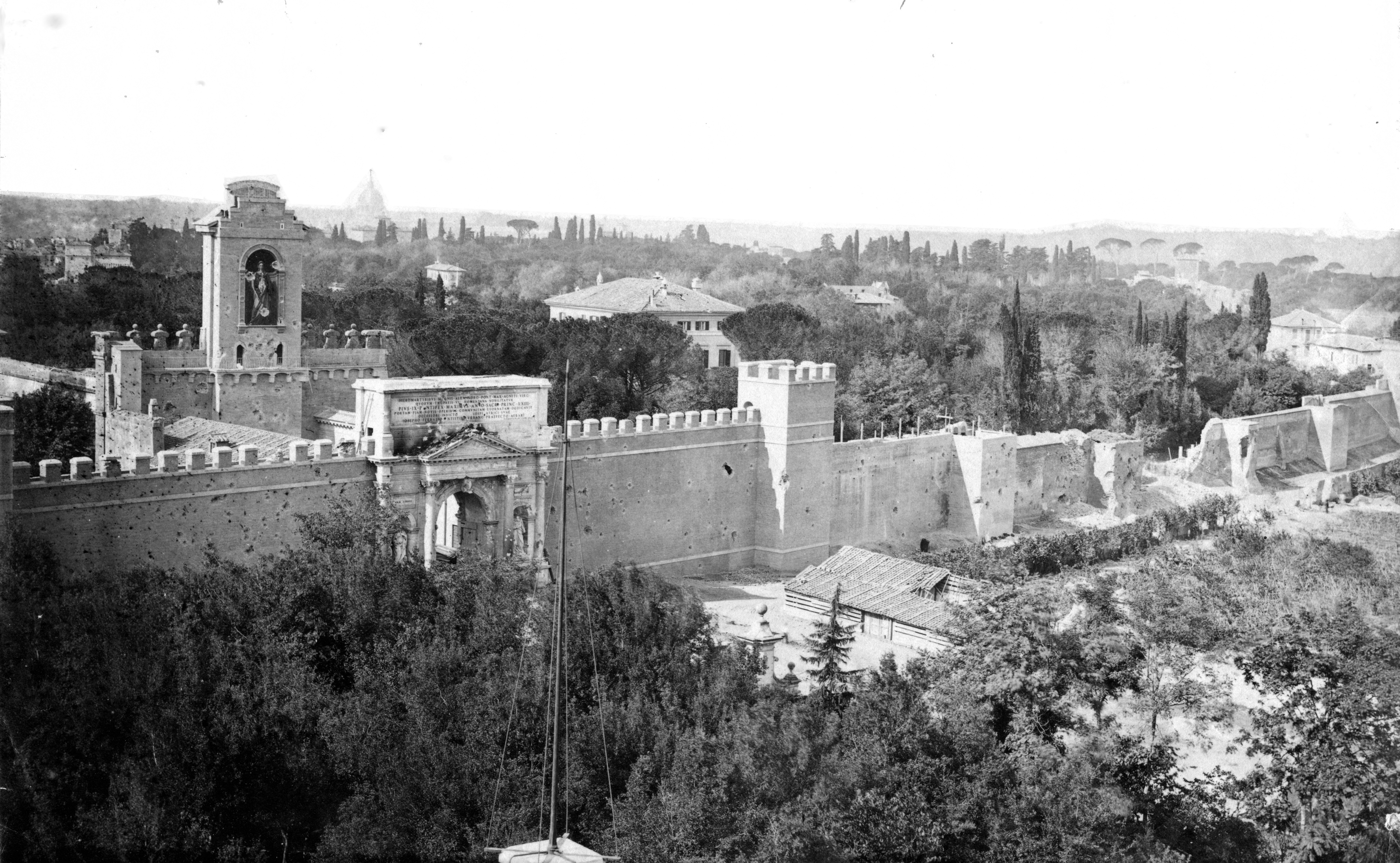
La brèche de la Porta Pia lors de la prise de Rome.

Bien que le royaume d'Italie ait également parmi ses objectifs la conquête de Rome, une opération militaire ne semble pas réalisable : la ville est une ville de garnison des troupes françaises de Napoléon III et une invasion du Latium signifierait le début d'une guerre avec la France. Cependant, l'occasion se présente lorsque, à la suite du déclenchement de la guerre franco-allemande de 1870, la garnison française doit se retirer, laissant Rome pratiquement sans défense. Les troupes italiennes envahissent le territoire papal en septembre 1870 et, après un bref affrontement armé, pénètrent dans Rome par une brèche dans les murs de la ville à la Porta Pia. Rome est annexée au royaume d'Italie, mettant fin à l'existence de l'État pontifical après plus de mille ans d'histoire.

#### Liste des papes de la Révolution française à l'unification italienne
Six papes règnent de la Révolution française à l'unification italienne :
- Pie VI, 1775-1799
- Pie VII, 1800-1823
- Léon XII, 1823-1829
- Pie VIII, 1829-1830
- Grégoire XVI, 1831-1846
- Pie IX, 1846-1878

### Question romaine et emprisonnement au Vatican (1870-1929)
Le pape Pie IX passe les huit dernières années de sa longue papauté à se considérer comme prisonnier au Vatican. Il est interdit aux catholiques de voter et de se présenter aux élections nationales du royaume d'Italie. Ils sont autorisés à participer aux événements locaux, où ils connaissent un grand succès. Pie IX lui-même agit au cours de ces années en créant de nouveaux sièges diocésains et en nommant des évêques dans de nombreux diocèses restés vacants pendant des années. Lorsqu'on lui demande s'il souhaite que son successeur suive la même politique envers l'Italie, le vieux pontife répond : « Mon successeur peut être inspiré par mon amour pour l’Église et mon désir de faire la bonne chose. Tout a changé autour de moi. Mon système et mes politiques ont eu leur temps. Je suis trop vieux pour changer de direction. Ce sera la tâche de mon successeur. »

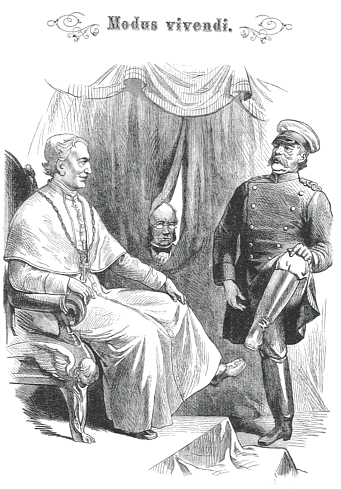
Wilhelm Scholz, Léon XIII et Otto von Bismarck, caricature du Modus vivendi du Kladderadatsch, 1878.

Léon XIII, considéré comme un grand diplomate, réussit à améliorer les relations avec la Russie, la Prusse, la France, l'Angleterre et d'autres pays. Cependant, à la lumière d'un climat anticatholique hostile en Italie, sa politique à l'égard de l'Italie se poursuit, sans changements majeurs. Il doit défendre la liberté de l'Église contre les persécutions et les attaques italiennes dans le domaine de l'éducation, contre l'expropriation et la violation des églises catholiques, contre les mesures juridiques au détriment de l'Église et contre les attaques brutales, culminant dans la tentative de groupes anticléricaux de jeter le corps du défunt pape Pie IX dans le Tibre le 13 juillet 1881. Le pape envisage même de transférer le siège de la papauté à Trieste ou à Salzbourg, deux villes sous contrôle de l'Autriche-Hongrie, une idée que le monarque autrichien François-Joseph Ier rejette cordialement.
Ses encycliques modifient les positions de l'Église sur les relations avec les autorités temporelles ; dans l'encyclique Rerum novarum de 1891, il aborde pour la première fois les questions d'inégalité et de justice sociale. Il est grandement influencé par Wilhelm Emmanuel von Ketteler, un évêque allemand qui prêche ouvertement la nécessité de se ranger du côté de la classe ouvrière opprimée dans son Die Arbeiterfrage und das Christenthum. À partir de Léon XIII, les enseignements pontificaux explorent les questions des droits et devoirs des travailleurs et les limites de la propriété privée, comme Pie XI avec l'encyclique Populorum progressio sur les problèmes du développement mondial et Jean-Paul II avec l'encyclique Centesimus annus, qui commémore la centième anniversaire du Rerum novarum de Léon XIII.

#### Liste des papes prisonniers au Vatican
Cinq papes règnent prisonniers au Vatican :
- Pie IX, 1846-1878
- Léon XIII, 1878-1903
- Pie X, 1903-1914
- Benoît XV, 1914-1922
- Pie XI, 1922-1939

### Depuis la création de l'État du Vatican (1929-aujourd'hui)

#### Accords du Latran

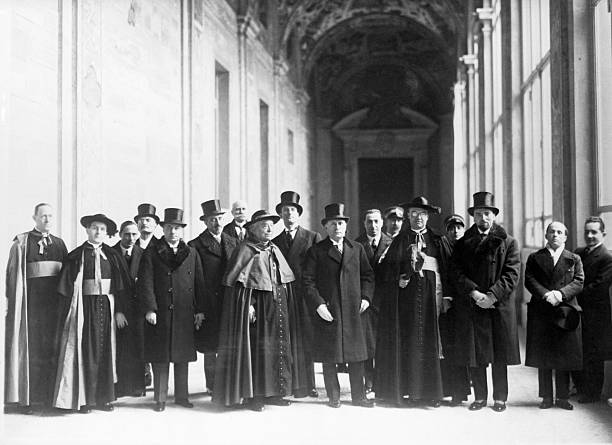
Le cardinal Gaspari et le premier ministre Mussolini avec leurs accompagnants, posant pour une photo avant la signature des accords du Latran.

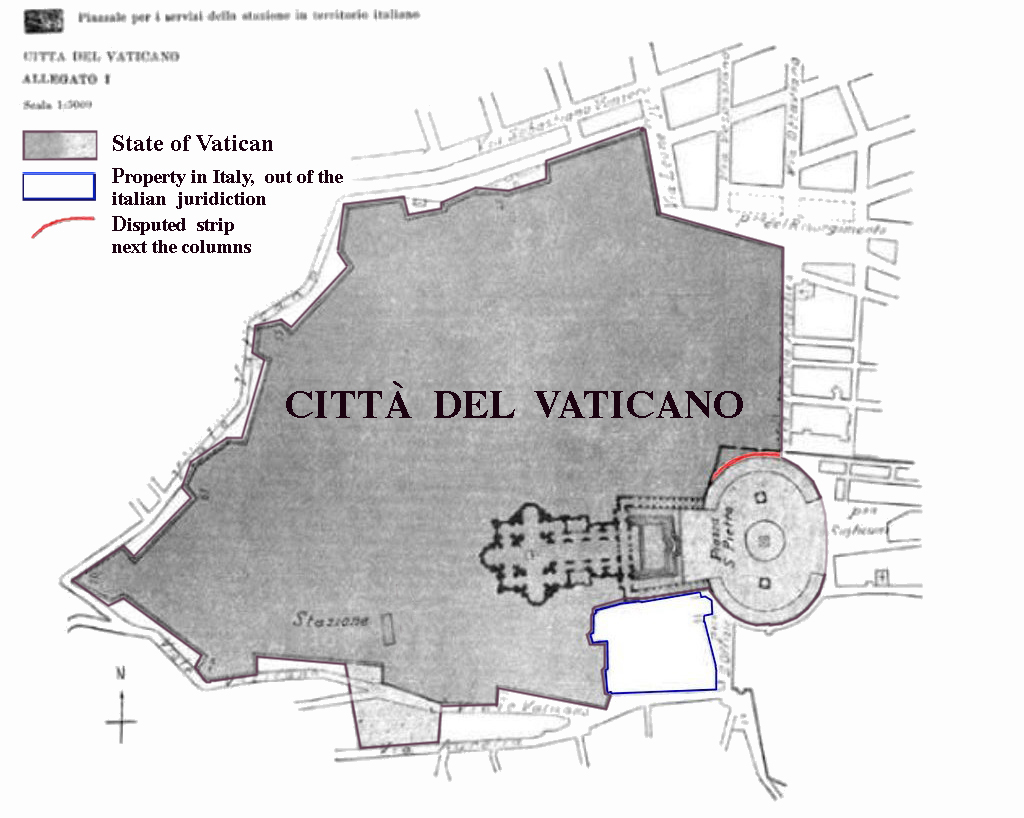
Carte de la Cité du Vatican telle qu'établie par les Accords du Latran (1929).

Le pontificat de Pie XI se caractérise par une grande activité diplomatique et par la publication de nombreux documents importants, souvent sous forme d'encycliques. Dans le domaine diplomatique, Pie XI est d'abord secondé par Pietro Gasparri et après 1930, par Eugenio Pacelli, qui lui succède sous le nom de Pie XII. Les Accords du Latran de 1929 constituent le « chef-d'œuvre » du cardinal Gasparri, qu'il négocie au nom du Vatican. Le gouvernement fasciste et le pape sont ouvertement en désaccord sur la restriction des activités des jeunes ; cet affrontement aboutit à une encyclique, Non abbiamo bisogno en 1931, qui affirme l'impossibilité d'être fasciste et catholique en même temps. Les relations entre Benito Mussolini et le Saint-Siège sont désormais glaciales.
Les négociations entre le gouvernement italien et le Saint-Siège pour la solution de la question romaine commencent en 1926 et culminent en 1929 avec les trois accords du Latran, signés à la place de Victor-Emmanuel III par le Premier ministre Benito Mussolini et en place du pape Pie XI par le cardinal secrétaire d’état Pietro Gasparri dans le palais du Latran (d’où le nom sous lequel ils sont connus).
Les accords du Latran comprennent un traité politique qui crée l'État du Vatican et garantit la souveraineté pleine et indépendante du Saint-Siège. Le pape s'engage à rester neutre dans les relations internationales et à s'abstenir de toute médiation dans tout différend à moins que toutes les parties impliquées ne le demandent expressément. Le concordat établit le catholicisme comme religion d'État de l'Italie et un règlement financier est accepté comme indemnisation pour toutes les réclamations du Saint-Siège contre l'Italie résultant de la perte du pouvoir temporel en 1870.
Un concordat national avec l'Allemagne est l'un des principaux objectifs du cardinal Pacelli en tant que secrétaire d'État. En tant que nonce apostolique dans les années 1920, il avait tenté en vain d'obtenir l'assentiment allemand pour un tel traité et, entre 1930 et 1933, il avait tenté d'entamer des négociations avec les représentants des gouvernements allemands successifs, mais l'opposition des partis protestant et socialiste, des gouvernements instables et l’intérêt des États individuels à sauvegarder leur autonomie a contrecarré ses plans. Les questions des écoles confessionnelles et du travail pastoral dans les forces armées empêchent, en particulier, tout accord au niveau national, malgré les pourparlers de l'hiver 1932,.
Après avoir été nommé chancelier du Reich le 30 janvier 1933, Adolf Hitler cherche à gagner une respectabilité internationale et à minimiser l'opposition intérieure des représentants de l'Église et du Zentrum catholique. À cette fin, il envoie à Rome son vice-chancelier Franz von Papen, noble catholique et ancien membre du Zentrum, avec la volonté de négocier le Concordat du 20 juillet 1933, le Reichskonkordat. Au nom du cardinal Pacelli, le prélat Ludwig Kaas, son collaborateur de longue date et président sortant du Zentrum, négocie les premières versions des termes avec von Papen. Le concordat est finalement signé par le cardinal Pacelli pour le Vatican et par von Papen pour l'Allemagne, le 20 juillet et ratifié le 10 septembre 1933.
Entre 1933 et 1939, le cardinal Pacelli émet 55 protestations contre les violations du Reichskonkordat. Notamment, au début de 1937, il demande à plusieurs cardinaux allemands, dont le cardinal Michael von Faulhaber, de l'aider à rédiger une dénonciation contre les violations nazies, qui deviendra l'encyclique Mit brennender Sorge. L'encyclique, qui condamne en termes clairs le culte de la race et de l'État, les définissant comme des perversions idolâtres et qualifiant de « folle » la tentative d'enfermer Dieu dans les limites d'un seul peuple et dans l'étroitesse ethnique d'une seule race, est rédigée en allemand plutôt qu'en latin ; elle est lue dans les églises allemandes le dimanche des Rameaux 1937.

#### Seconde Guerre mondiale et après-guerre (1939-1962)

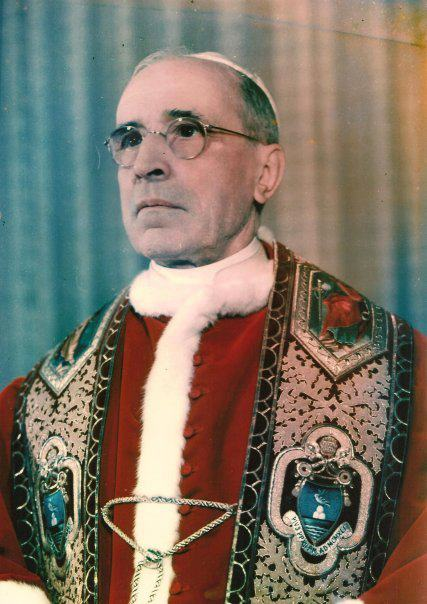
Pie XII vers 1953.

Dans les mois qui précédent le déclenchement de la Seconde Guerre mondiale, Pie XII, conscient de l'imminence de celle-ci, tente, avec des résultats limités, de convaincre l'Allemagne et les autres nations européennes de poursuivre sur la voie de la paix. Lorsque l'Allemagne envahit la Pologne le 1er septembre 1939, le Vatican déclare sa neutralité pour éviter d'être impliqué dans le conflit et aussi pour éviter une éventuelle occupation par l'armée italienne.
La position soutenue par le pontife pendant la guerre est souvent ambiguë et est encore débattue aujourd'hui : si d'une part il se prononce souvent en faveur de la paix et, pendant l'occupation de Rome, offre protection et soutien à plusieurs familles juives et à certains représentants de la politique antifasciste, en revanche, il ne prend jamais ouvertement position contre Hitler ; son silence à l'occasion d'événements comme la rafle du ghetto de Rome et le massacre des Fosses ardéatines demeure une source de grand embarras pour le Vatican.
Après la guerre, la politique de Pie XII se concentre sur l'aide matérielle à l'Europe déchirée par le conflit et ses 15 millions de personnes déplacées et réfugiées, sur l'internationalisation interne de l'Église catholique et sur le développement de ses relations diplomatiques internationales. Son encyclique Evangelii praecones accroit la liberté de décision des missions catholiques locales, dont beaucoup deviennent des diocèses indépendants. Il appelle à la reconnaissance des cultures locales comme pleinement égales à la culture européenne. Il internationalise le collège des cardinaux en éliminant sa majorité italienne et nomme des cardinaux d'Asie, d'Amérique du Sud et d'Australie. Il fonde des diocèses indépendants en Afrique de l'Ouest, en Afrique australe, en Afrique orientale britannique, en Finlande, en Birmanie et en Afrique-Occidentale française.
Alors qu’en Occident et dans la plupart des pays en développement, après des années de reconstruction, l’Église est à nouveau prospère, elle doit faire face à de très graves persécutions en Orient. En 1945, soixante millions de catholiques se retrouvent sous des régimes de type soviétique, où des dizaines de milliers de prêtres et de religieux sont tués et des millions déportés vers les goulags soviétiques et chinois. Les régimes communistes de république populaire socialiste d'Albanie, de république populaire de Bulgarie, de république socialiste de Roumanie et de Chine réussissent à éradiquer presque complètement l'Église catholique de leur pays .

#### Concile Vatican II (1962)

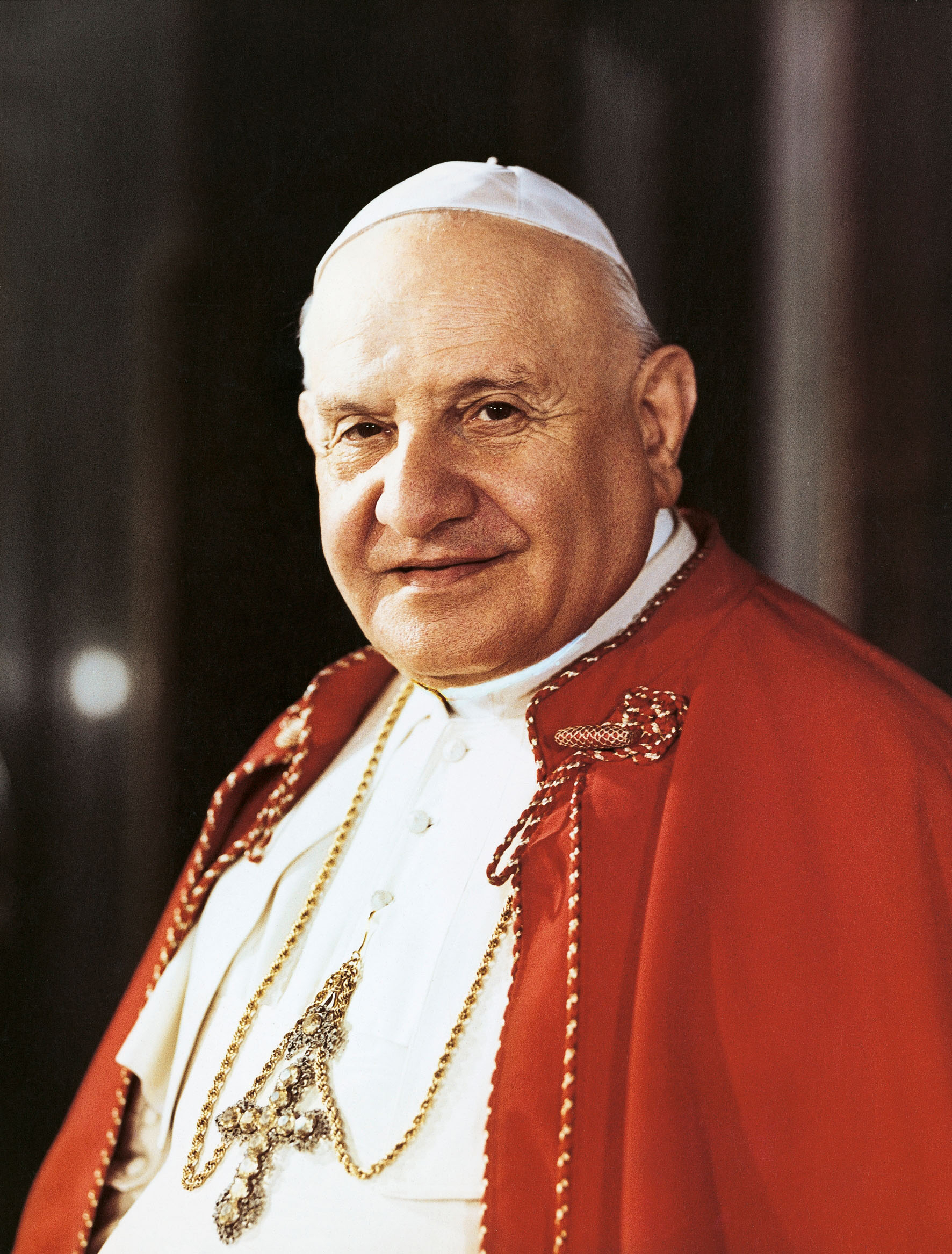
Jean XXIII.

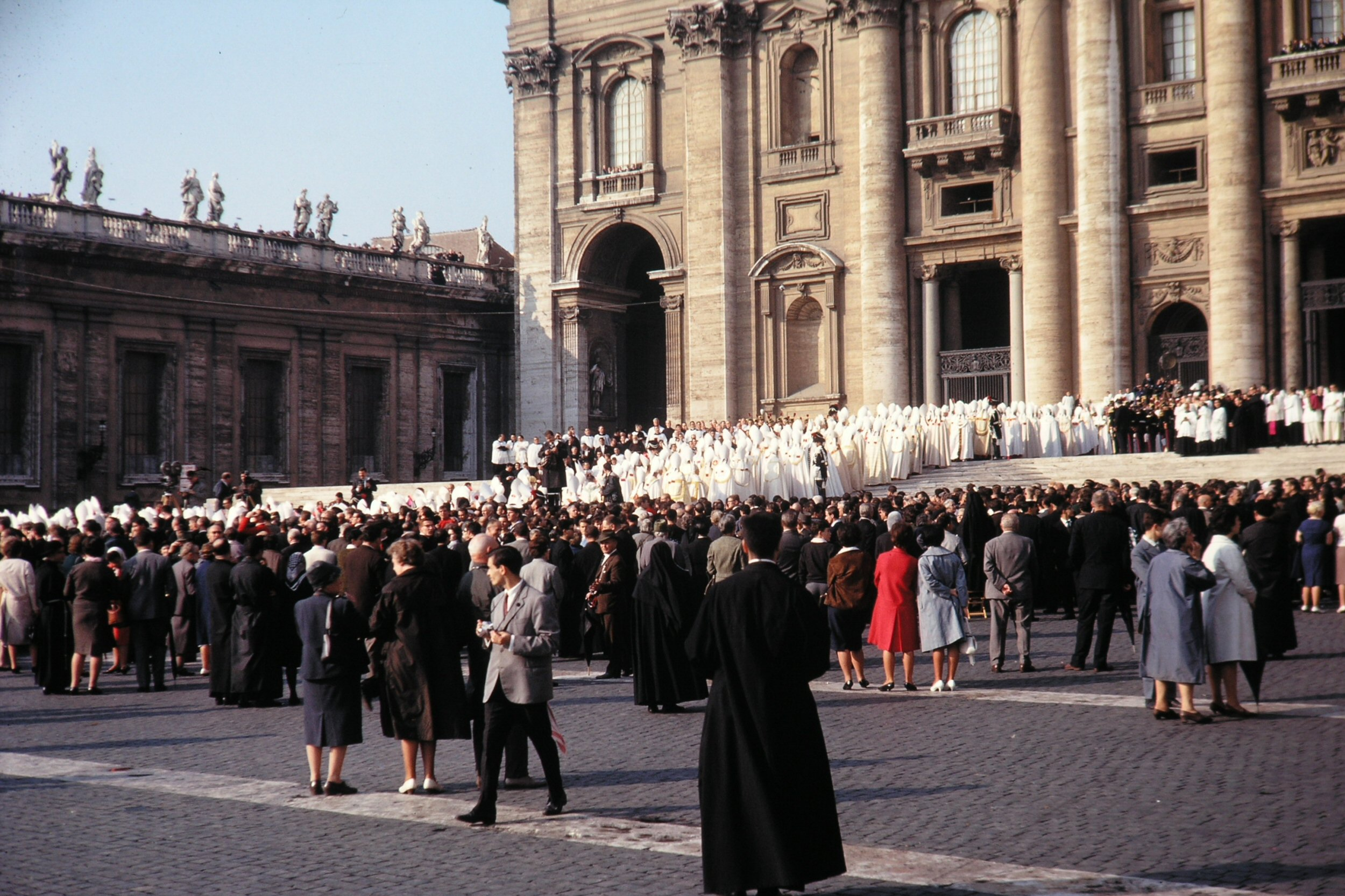
Ouverture de la deuxième session du concile Vatican II.

Le 11 octobre 1962, Jean XXIII inaugure le IIe concile œcuménique du Vatican, dit Vatican II. Le XXIe Concile œcuménique de l'Église catholique, réalisé par le successeur de Jean XXIII, Paul VI, met l'accent sur l'appel universel à la sainteté et apporte de nombreux changements dans les pratiques liturgiques.
Les évêques réaffirment l'autorité suprême du pape sur l'Église, mais définissent le concept de « collégialité », signifiant que tous les évêques ont une part dans cette autorité. Les évêques locaux ont une autorité égale, en tant que successeurs des apôtres et en tant que membres d'une organisation plus large, sur l'Église, fondée par Jésus-Christ et confiée aux apôtres. Le pape sert de symbole d’unité et dispose d’une autorité supplémentaire pour assurer la continuité de cette unité. Lors du concile Vatican II, un rapprochement avec d'autres confessions chrétiennes est également recherché ; les évêques catholiques sont invités à se distancier des déclarations susceptibles d'offenser les chrétiens d'autres confessions. Le cardinal Augustin Bea, président du dicastère pour la promotion de l'unité des chrétiens, a le plein soutien du pape Paul VI dans ses efforts pour que le langage du concile soit amical et ouvert aux sensibilités des Églises protestante et orthodoxe, invitées à assister à toutes les sessions à la demande de Jean XXIII. Bea est également fortement impliqué dans la rédaction de Nostra Ætate, qui réglemente les relations de l'Église avec le Judaïsme et avec les membres d'autres religions.
Les courants les plus traditionalistes du catholicisme rejettent les décisions du concile comme hérétiques et modernistes ; beaucoup d'entre eux quittent la pleine communion avec Rome. Certaines franges plus extrêmes en viennent à considérer tous les papes élus après le concile comme illégitimes et le trône de Pierre toujours vacant, une position connue sous le nom de sédévacantisme.

#### Depuis Vatican II (1962-aujourd'hui)

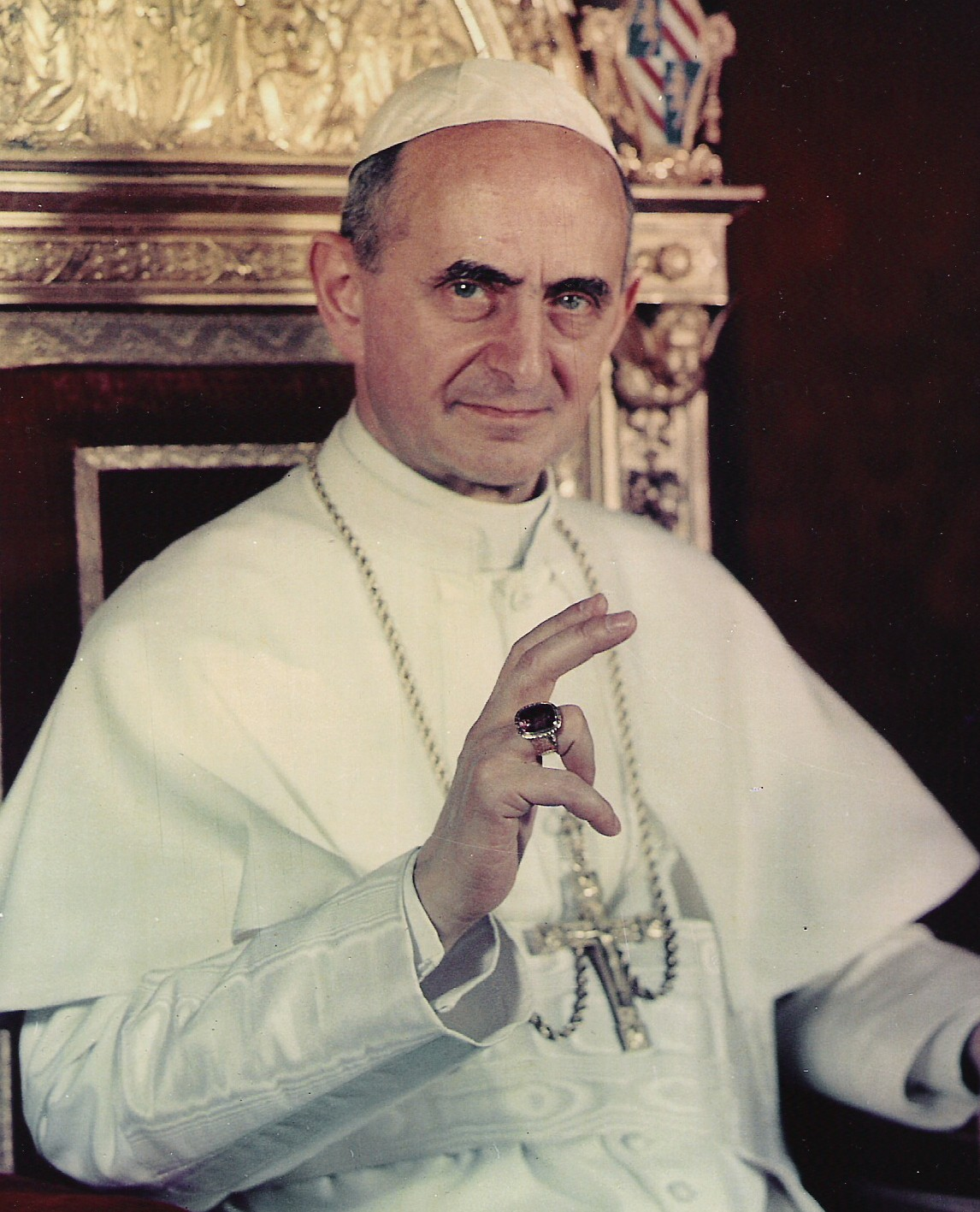
Paul VI.

Après le Concile, l'œcuménisme reste l'un des thèmes centraux du pontificat de Paul VI. Dans les années suivantes, il poursuit les efforts entrepris par Jean XXIII pour rapprocher catholiques, protestants et orthodoxes. Le 7 décembre 1965, à l'occasion de son voyage en Terre sainte, Paul VI et le patriarche Athénagoras Ier de Constantinople publient une déclaration commune catholique-orthodoxe révoquant l'excommunication mutuelle entre catholiques et orthodoxes, en vigueur depuis le grand schisme de 1054. Paul VI est souvent critiqué au cours de son pontificat par des traditionalistes et des libéraux pour avoir favorisé un terrain d'entente pendant Vatican II, ainsi que dans la mise en œuvre ultérieure de ses réformes. Son insistance pour la paix pendant la guerre du Viêt Nam n’est pas comprise par tout le monde. Il est catégorique sur les enseignements fondamentaux de l'Église : dans l'encyclique Humanae vitae, il réaffirme avec force les enseignements de l'Église sur le mariage, la sexualité, la contraception et l'avortement, et à l'occasion du dixième anniversaire de sa publication, il réaffirme ses positions. Dans son style et sa méthodologie, il est un disciple de Pie XII, figure qu'il vénère profondément. Il souffre beaucoup des attaques qu'il a reçues de son prédécesseur pour ses prétendus silences, connaissant par son expérience personnelle du défunt pape, ses véritables préoccupations et sa compassion. Paul VI est connu pour avoir eu la culture encyclopédique de Pie XII, ni sa mémoire phénoménale, son extraordinaire don pour les langues ou son brillant style d'écriture, ni le charisme et les profusions d'amour, le sens de l'humour et la chaleur humaine de Jean XXIII. Il reprend le travail de réforme inachevé de ces deux papes, le menant avec diligence et avec beaucoup d'humilité et de bon sens et sans trop de fanfare jusqu'à sa conclusion.
Paul VI poursuit et complète systématiquement les efforts de ses prédécesseurs pour transformer une Église eurocentrée en une Église pour le monde entier, intégrant les évêques de tous les continents dans son gouvernement et dans les synodes qu'il convoque. Son motu proprio Pro Comperto Sane du 6 août 1967 ouvre la curie romaine aux évêques du monde. Jusque-là, seuls les cardinaux pouvaient être membres de la Curie. Il est le premier pape à visiter les cinq continents.
Avec l'élection de Jean-Paul II après la mort prématurée de Jean-Paul Ier (qui ne reste sur le trône papal que trente-trois jours), l'Église a, pour la première fois depuis Adrien VI au XVIe siècle, une pape non italien. Jean-Paul II est reconnu pour avoir joué un rôle clé dans la chute des régimes communistes en Europe, en aidant à lancer une révolution pacifique dans sa Pologne natale. Lech Wałęsa, l'un des fondateurs du mouvement ouvrier Solidarność, qui a renversé le communisme, attribue à Jean-Paul II le mérite d'avoir donné aux Polonais le courage de se soulever. L'ancien secrétaire général soviétique Mikhaïl Gorbatchev reconnait publiquement le rôle de Jean-Paul II dans la chute du communisme. Le pape lui-même déclare après l'effondrement du bloc de l'Est que « la prétention de construire un monde sans Dieu s'est révélée être une illusion » (Prague, 21 avril 1990).

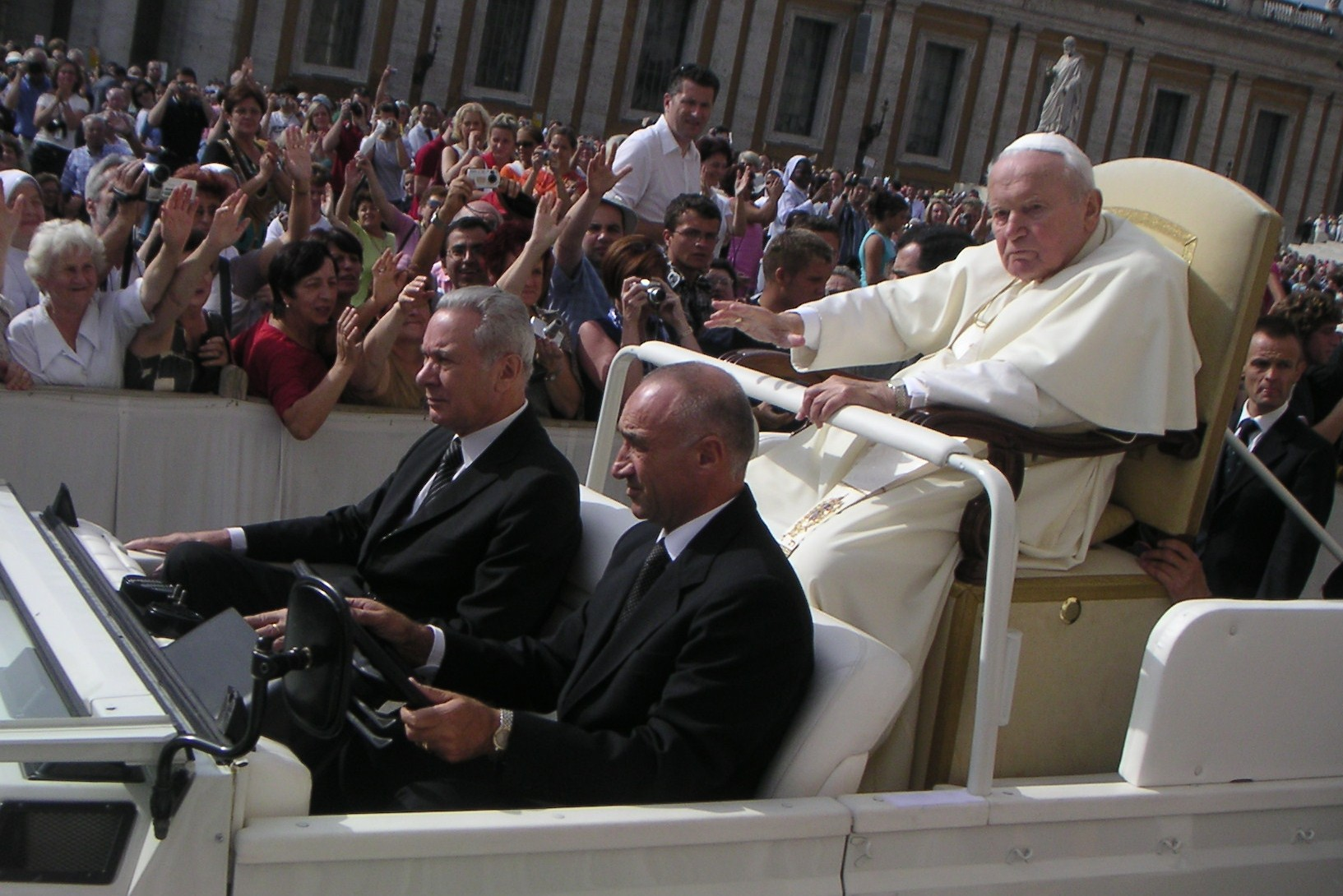
Jean-paul II en septembre 2004.

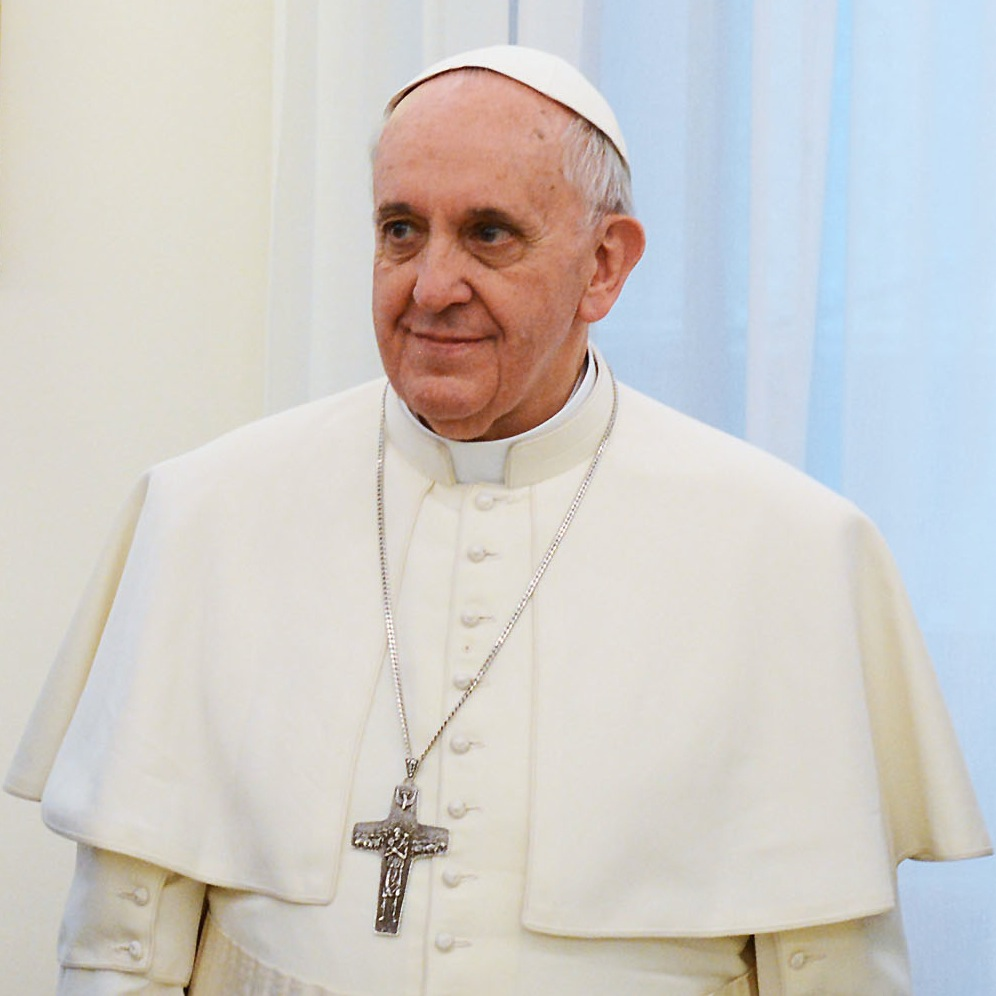
François en mars 2013.

On attribue au long pontificat de Jean-Paul II la renaissance d'un sentiment de stabilité, voire d'identité, dans l'Église catholique, après des années de questionnement et de recherche. Son enseignement est ferme et inébranlable sur des questions qui semblent mises en doute sous son prédécesseur, notamment l'ordination des femmes dans l'Église catholique, la théologie de la libération et le célibat consacré, mettant fin à la politique de sécularisation rapide des prêtres à problèmes du pape Paul VI, qui, par inadvertance, aurait pu contribuer aux abus sexuels sur mineurs dans l'Église catholique aux États-Unis. Son style autoritaire n'est pas sans rappeler celui de Pie XII, dont il répète dans ses propres mots les enseignements, comme l'identité de l'Église catholique avec le Corps du Christ et ses condamnations des « virus » du capitalisme : laïcité, indifférentisme, consumérisme hédoniste, matérialisme et même athéisme formel.
Jean-Paul II poursuit cependant la politique d'œcuménisme et d'internationalisation de l'Église commencée par ses prédécesseurs, rencontrant de nombreux dirigeants de diverses autres Églises et religions au cours de ses nombreux voyages apostoliques hors d'Italie.
Après plus de vingt-six ans de pontificat, Jean-Paul II décède le 2 avril 2005, ses funérailles sont célébrées par le cardinal Joseph Ratzinger, qui est élu son successeur lors du conclave de 2005, prenant le nom de Benoît XVI.
Le 11 février 2013, le pape Benoît XVI annonce qu'il renonce à sa charge, un événement qui ne s'est pas produit depuis 1415. La fin de son pontificat est fixée au 28 février 2013 à 20 heures. Son cas est exceptionnel dans l'histoire, puisque son traitement reste celui de « Sa Sainteté », les armoiries sont inchangées et assume la position de pape émérite jusqu'à sa mort. Le 13 mars 2013, le pape François, premier pape jésuite et premier pape du continent américain, est élu. François annonce un jubilé de la Miséricorde. Il est le deuxième pape de l'histoire à célébrer les funérailles de son prédécesseur et le premier à célébrer celles d'un pape émérite.

#### Liste des papes depuis la création de l'État du Vatican
huit papes règnent depuis la création de l'État du Vatican  :
- Pie XI, 1922-1939
- Pie XII, 1939-1958
- Jean XXIII, 1958-1963
- Paul VI, 1963-1978
- Jean-Paul Ier, 1978
- Jean-Paul II, 1978-2005
- Benoît XVI, 2005-2013
- François, 2013-2025
- Léon XIV, 2025-

### En français
- Yves Bruley, Histoire de la papauté : Rome et le monde depuis deux mille ans, Perrin, 2011 (ISBN 978-2-262-02442-0)
- Yves Bruley, Histoire du catholicisme, Presses universitaires de France, coll. « Que Sais-je ? », 2010 (ISBN 978-2-13-058596-1)
- Yves-Marie Hilaire (dir.), Histoire de la papauté : 2000 ans de missions et de tribulations, Paris, Folio, coll. « histoire », 2003
- Philippe Levillain, Dictionnaire historique de la papauté, Fayard, 2006
- John O'Malley (trad. Isabelle Hoorickx-Raucq), Une histoire des papes, de Pierre à François, Paris, Lessius, 2016, 100 p. (ISBN 978-2872992980).
- Thomas Tanase, Histoire de la papauté en Occident, Paris, Gallimard, 592 p. (ISBN 978-2072741784).

### Autres langues
Cette bibliographie recense trop d'ouvrages (janvier 2024). Les ouvrages doivent être de « référence » dans le domaine du sujet de l'article. Il peut être souhaitable de les insérer dans une référence et de les enlever de la section « bibliographie ». Il peut être également utile de créer un article bibliographique spécifique.
- (en) Pius Onyemechi Adiele, The Popes, the Catholic Church and the Transatlantic Enslavement of Black Africans 1418-1839, Georg Olms Verlag, 2017.
- Administration Pontificale de la Basilique Patriarcale Saint-Paul, Les Papes, vingt siècles d'histoire, Librairie Editrice Vaticane, 2002, 160 p. (ISBN 88-209-7320-0), Alexandre VII (p. 128-129).
- (de) Gabriel Adrianyi, Handbuch der Kirchengeschichte : Die Kirche in Nord, Ost und Südeuropa, vol. VII, Freiburg, Herder, 1979.
- (it) Carl Andersen et Georg Denzler, Dizionario storico del cristianesimo, San Paolo Edizioni, 1992, 792 p. (ISBN 978-8821524509).
- (en) Geoffrey Barraclough, The Medieval Papacy, New York, Norton, 1979 (ISBN 978-0-393-95100-4, lire en ligne).
- (en) Stefan Bauer, The Invention of Papal History : Onofrio Panvinio Between Renaissance and Catholic Reform, Oxford University Press, 2019, 276 p. (ISBN 9780198807001, lire en ligne).
- (en) Frederic J. Baumgartner, Behind Locked Doors : A History of the Papal Elections, Palgrave Macmillan, 2003 (ISBN 0-312-29463-8).
- (en) Scott Buttler et Norman Dahlgren, Jesus, Peter & the Keys : A Scriptural Handbook on the Papacy, Santa Barbara, Queenship, 1997 (ISBN 978-1-882972-54-8, lire en ligne).
- (en) Henry Chadwick, The Early Church, Penguin, coll. « The Penguin History of the Church », 1993, 314 p. (ISBN 978-0140231991).
- (en) Owen Chadwick, The Popes and European Revolution, Clarendon Press, coll. « Oxford History of the Christian Church », 1981, 656 p. (ISBN 978-0198269199).
- (en) Owen Chadwick, A History of the Popes 1830-1914, Clarendon Press, coll. « Oxford History of the Christian Church », 1998, 624 p. (ISBN 978-0198269229).
- (en) Roger Collins, Keepers of the Keys : A History of the Papacy, Basic Books, 2009 (ISBN 978-0-465-01195-7, lire en ligne).
- (en) Frank J. Coppa, The Papacy in the Modern World : A Political History, Reaktion Books, 2014, 224 p. (ISBN 978-1780232843, lire en ligne).
- (en) Frank J. Coppa, The great popes through history : an encyclopedia, vol. I, Greenwood Pub Group, 2002, 300 p. (ISBN 978-0313324178).
- (en) Frank J. Coppa, The great popes through history : an encyclopedia, vol. II, Greenwood Pub Group, 2002, 280 p. (ISBN 978-0313324185).
- (en) Eamon Duffy, Saints & Sinners, New Haven Ct, Yale Nota Bene/Yale University Press, 2006 (ISBN 978-0-300-11597-0, lire en ligne).
- (en) Avery Dulles, The Catholicity of the Church, Oxford University Press, 1987 (ISBN 978-0-19-826695-2).
- (en) Geoffrey D. Dunn, The bishop of Rome in late antiquity, Routledge, 2016.
- (en) Will Durant, The Age of Faith, New York, Simon and Schuster, 1972.
- (en) John Farrow, Pageant of the Popes, Sheed & Ward, 1950.
- (it) G. Filoramo et D. Menozzi, Storia del cristianesimo : L'età moderna, vol. 3, Laterza, 2002 (ISBN 978-8842065609).
- (en) Stella Fletcher, The Popes and Britain : a history of rule, rupture and reconciliation, Bloomsbury Publishing, 2017.
- (en) Peter Hebblethwaite, Paul VI : The First Modern Pope, Harpercollins/STL, 1994, 730 p. (ISBN 978-0006278177).
- (en) Atria Larson et Keith Sisson, A Companion to the Medieval Papacy : Growth of an Ideology and Institution, Brill, 2016 (online).
- (en) Christopher Lascelles, Pontifex Maximus : A Short History of the Popes, Crux Publishing Ltd, 2017.
- (it) Libreria Editrice Vaticana, Catechismo della Chiesa cattolica, Libreria Editrice Vaticana, 2017, 986 p. (ISBN 978-8820988692).
- (en) John Moorhead, The Popes and the Church of Rome in Late Antiquity, Routledge, 2015.
- (en) Richard Mcbrien, Lives of the Popes : The Pontiffs from St. Peter to John Paul II, San Francisco, Harper SanFrancisco, 1997 (ISBN 978-0-06-065304-0, lire en ligne).
- (en) P. Maxwell-Stuart, Chronicle of the Popes : The Reign-by-Reign Record of the Papacy over 2000 Years, Londres, Thames and Hudson, 1997 (ISBN 978-0-500-01798-2, lire en ligne).
- (en) Thomas F.X. Noble, « The Papacy in the Eighth and Ninth Centuries », dans New Cambridge Medieval History, v. 2: c. 700-c.900, Cambridge UP, Rosamund McKiterrick, 1995.
- (en) John Julius Norwich, Absolute Monarchs : A History of the Papacy, Random House NY, 2011 (ISBN 978-1-4000-6715-2, lire en ligne).
- (en) John W. O'Malley, The Jesuits and the Popes : A Historical Sketch of Their Relationship, St Josephs Univ Pr, 2016, 149 p. (ISBN 978-0916101916).
- (en) Corrado Pallenberg, Inside the Vatican, Hawthorn, 1960.
- (en) Hans Pohlsander, The Emperor Constantine, Londres & New York, Routledge, 2004 (ISBN 0-415-31937-4).
- (it) Gian Luca Potestà et Giovanni Vian, Storia del Cristianesimo, Il Mulino, 2014, 534 p. (ISBN 978-8815252593).
- (en) Claudio Rendina, The Popes : Histories and Secrets, Washington, Seven Locks Press, 2002 (ISBN 978-1-931643-13-9, lire en ligne).
- (en) Yves Renouard, The Avignon Papacy : The Popes in Exile 1305-1403, Londres, Faber & Faber, 1971.
- (en) Ian Stuart Robinson, The Papacy, 1073-1198 : Continuity and Innovation, Cambridge University Press, 1990, 555 p..
- (en) Jeffrey Richards, Popes and the Papacy in the Early Middle Ages, 476-752, Londres, 1979.
- (en) Klaus Schatz, Papal Primacy from its Origins to the Present, Collegeville, MN, 1996.
- (en) Bernhard Schimmelpfennig, The Papacy, New York, Columbia University Press, 1992, 320 p. (ISBN 978-0231075152).
- (de) Joseph Schmidlin, Papstgeschichte der neuesten Zeit, München, Verlag Josef Kösel & Friedrich Pustet, 1933.
- (en) Klaus Scholder, The Churches and the Third Reich, 1918-1934, 2018, 768 p. (ISBN 978-1532643224).
- (en) Kenneth M. Setton, The Papacy and the Levant, 1204-1571, The American Philosophical Society Press, 1976, 512 p. (ISBN 978-0871691149).
- (en) Claire Sotinel, « Emperors and Popes in the Sixth Century », dans The Cambridge Companion to the Age of Justinian, Cambridge UP, Michael Maas, 2005.
- (en) Jackson J Spielvogel, Western Civilization : 1300 to 1815, Wadsworth Publishing Co Inc, 2008, 634 p. (ISBN 978-0495502890).
- (en) Francis Sullivan, From Apostles to Bishops : The Development of the Episcopacy in the Early Church, New York, Newman Press, 2001 (ISBN 978-0-8091-0534-2).
- (en) Brandon Toropov, The Complete Idiot's Guide to the Popes and the Papacy, Indianapolis, Alpha Books, 2002 (ISBN 978-0-02-864290-1, lire en ligne).
- (en) Péter Tusor, The Baroque Papacy (1600-1700), Sette Città, 2016.
- (en) Walter Ullmann, A short history of the papacy in the Middle Ages, Routledge, 2002, 412 p. (ISBN 978-0415302272).
- (en) Herbert Vaughan, The Medici Popes : Leo X and Clement VII, 2014, 120 p. (ISBN 978-1505382877).
- (de) Ludwig Volk, Das Reichskonkordat vom 20. Juli 1933, Mainz, Matthias-Grünewald-Verlag, 1972 (ISBN 9783786703839).
- (en) George Weigel, Witness to Hope : The Biography of Pope John Paul II, Harper Perennial, 2020, 1056 p. (ISBN 978-0062996015).